# Kalendarium inwazji Rosji na Ukrainę – sierpień 2023
| 2022        | 2023        | 2024        | 2025        |
| ----------- | ----------- | ----------- | ----------- |
| –           | styczeń     | styczeń     | styczeń     |
| luty        | luty        | luty        | luty        |
| marzec      | marzec      | marzec      | marzec      |
| kwiecień    | kwiecień    | kwiecień    | kwiecień    |
| maj         | maj         | maj         | maj         |
| czerwiec    | czerwiec    | czerwiec    | czerwiec    |
| lipiec      | lipiec      | lipiec      | lipiec      |
| sierpień    | sierpień    | sierpień    | sierpień    |
| wrzesień    | wrzesień    | wrzesień    | wrzesień    |
| październik | październik | październik | październik |
| listopad    | listopad    | listopad    | listopad    |
| grudzień    | grudzień    | grudzień    | grudzień    |

## Sierpień 2023

### 1 sierpnia
Wiceminister obrony Hanna Malar oświadczyła, że wojska rosyjskie „uporczywie starały się zatrzymać [ukraińskie] postępy w kierunku Bachmutu, ale bezskutecznie”. Rosjanie koncentrowali żołnierzy i sprzęt w okolicach Kupiańska, Łymanu i Swatowego oraz atakowali, aby odciągnąć siły ukraińskie od ofensywy na wschodzie. Na wszystkich odcinkach frontu wschodniego, gdzie toczyły się walki, odnotowano wzrost ostrzałów rosyjskich. Portal Politico, powołując się na przedstawicieli Pentagonu, podał, że w ukraińskiej kontrofensywie brało udział 150 tys. żołnierzy (Ukraina wciąż trzymała część sił w rezerwie), lecz mimo dołączenia do walki nowych sił, postępy nadal były powolne, mierzone w setkach metrów. Według Waszyngtonu walki na południu mogą potrwać do zimy.
Sztab Generalny Ukrainy podał, że siły ukraińskie kontynuowały ofensywę w kierunku Melitopola i Berdiańska, okopując się na zajętych obszarach i atakując ogniem kontrbateryjnym. Rosja atakowała w kierunkach Bachmutu, Awdijiwki, Marjinki i Szachtarska, gdzie odparto ponad 40 ataków. W kierunku bachmuckim Rosjanie podejmowali nieudane próby odzyskania utraconych pozycji na północ i zachód od Kliszczejiwki. W kierunkach awdijiwskim i marjińskim prowadzili bezskuteczne ataki w rejonie Awdijwiki i Marjinki. W kierunku szachtarskim podejmowano nieudane próby odzyskania utraconej pozycji na wschód od Staromajorśkiego. W ciągu doby siły rosyjskie przeprowadziły jeden atak rakietowy, 75 nalotów i 68 ostrzałów na pozycje ukraińskie i obszary zaludnione (odnotowano ofiary wśród cywilów). Lotnictwo Ukrainy dokonało ośmiu nalotów na miejsca koncentracji i dwóch na przeciwlotniczy kompleks rakietowy i stanowisko dowodzenia, z kolei artyleria zniszczyła 14 jednostek artylerii, cztery stacje walki radioelektronicznej, cztery punkty kontrolne, cztery obszary koncentracji, sześć systemów przeciwlotniczych i magazyn amunicji. Doradca mera Mariupola Petro Andriuszczenko poinformował, że Rosjanie transportowali przez miasto wielu żołnierzy i wielkie ilości amunicji, kierując je w stronę Berdiańska na południu kraju; w kolumnie odnotowano ponad 20 pojazdów, lecz bez ciężkiego sprzętu.
Mer Igor Terekchow powiedział, że wojska rosyjskie przeprowadziły atak przy pomocy siedmiu dronów Shahed 136 na dzielnicę sałtiwską i szewczenkowską w Charkowie. Drony trafiły w akademik i obiekt sportowy. W wyniku ataku 63-letni ochroniarz został ranny i trafił do szpitala. Siły rosyjskie ostrzelały wioskę Perszotrawnewe obwodzie charkowskim, zabijając starszą kobietę i raniąc mężczyznę. O 11:10 Rosjanie przeprowadzili atak na placówkę medyczną w Chersoniu, zabijając młodego lekarza i raniąc pielęgniarkę. Około 18:00 czasu lokalnego na wzgórzach w pobliżu Sewastopola odnotowano eksplozję. Szef rosyjskiego rządu okupacyjnego Sewastopola Michaił Razwożajew stwierdził, że wybuch spowodował zestrzelony dron, który rozbił się w górach, z kolei kanał na Telegramie o nazwie Crimean Wind ocenił, że miejscem eksplozji mogło być centrum logistyczne rosyjskiej Floty Czarnomorskiej.
Mer Moskwy Siergiej Sobianin stwierdził, że nad miastem zestrzelono kilka dronów, ale jednemu udało się uderzyć w ten sam budynek, który został uszkodzony w wyniku ataku drona 30 lipca br.; w budynku znajdowały się biura niektórych ministerstw federalnych. Lotnisko Wnukowo również zostało ponownie na krótko zamknięte.
Według strony rosyjskiej dwie łodzie patrolowe Floty Czarnomorskiej Siergiej Kotow i Wasilij Bykow zostały zaatakowane przez trzy ukraińskie drony nawodne 340 km na południowy zachód od Sewastopola. Zgodnie z oświadczeniem Ministerstwa Obrony Rosji wszystkie drony zostały zniszczone. Okręty patrolowe były na miejscu ataku w celu kontrolowania nawigacji. Według agencji Reuters był to pierwszy atak ukraińskich dronów morskich na rosyjską marynarkę wojenną na pełnym morzu. Później rosyjskie Ministerstwo Obrony ogłosiło zniszczenie przez siły rosyjskie trzech kolejnych ukraińskich półzanurzalnych bezzałogowych łodzi, które zaatakowały rosyjskie cywilne statki transportowe zmierzające do Bosforu.
Według Institute for the Study of War (ISW) siły ukraińskie kontynuowały kontrofensywę na co najmniej trzech odcinkach frontu oraz prawdopodobnie zrobiły postępy w pobliżu Kreminnej i Bachmutu. Z kolei Rosjanie przeprowadzili ataki wzdłuż linii Kupiańsk–Swatowe–Kreminna, w pobliżu Bachmutu, linii Awdijiwka–Donieck, na granicy obwodu donieckiego i zaporoskiego oraz w zachodnim obwodzie zaporoskim, robiąc postępy w niektórych obszarach. Brytyjskie Ministerstwo Obrony podało, że w ciągu ostatnich dwóch miesięcy Rosja zaczęła tworzyć nowe duże jednostki, aby wzmocnić swoje siły lądowe, m.in. tworząc 25 Armię Ogólnowojskową. Zdaniem Ministerstwa „Rosja wykorzysta każdą nową formację jako siłę rezerwową na Ukrainie. Jednakże w dalszej perspektywie Rosja chce wzmocnić swe siły wobec NATO. Jednak było mało prawdopodobne, aby bez nowej dużej fali mobilizacji zgromadzono wystarczająco dużo żołnierzy na choćby jedną nową armię”.
Ośrodek Studiów Wschodnich (OSW) podał, że Rosjanie prawdopodobnie poszerzyli przyczółek na lewym brzegu rzeki Żerebeć i zajęli wzniesienia pomiędzy miejscowościami Nadija i Nowojehoriwka, wyrównując linię frontu. Ukraina nie zdementowała doniesień o stratach terytorialnych, pośrednio potwierdzając postępy Rosjan. Ukraiński SG informował o walkach w rejonie Nowojehoriwki, z kolei Hanna Malar donosiła o podejmowanych przez Rosjan bezskutecznych próbach wyparcia Ukraińców za rzekę Oskoł. Ukraińskie źródła wojskowe podkreślały niepowodzenie rosyjskich ataków kilkanaście kilometrów na północ od przyczółku, na granicy obwodów ługańskiego i charkowskiego. Siły rosyjskie zrobiły nieznaczne postępy na północny wschód od Kupiańska. Rosjanie wyparli Ukraińców z zajętej przez nie miejscowości Staromajorśke na południe od Wełykiej Nowosiłki, lecz nie udało im się przywrócić nad nią kontroli. Została całkowicie zniszczona i wciąż toczyły się tam walki. Nie przyniosły rezultatów ataki podejmowane przez obie strony na innych kierunkach: ukraińskie w rejonie wsi Robotyne i w okolicy Kliszczijiwki oraz rosyjskie na południowy zachód od Kreminnej i w rejonie Marjinki. Siły rosyjskie kontynuowały ataki rakietowe na bezpośrednie zaplecze sił ukraińskich.
Polska oskarżyła Białoruś o naruszenie polskiej przestrzeni powietrznej przez dwa śmigłowce (Mi-24 i Mi-8) w pobliżu przygranicznej wsi Białowieża. Strona białoruska zaprzeczyła tym doniesieniom. W wieczornym przemówieniu stała przedstawicielka Stanów Zjednoczonych przy ONZ Linda Thomas-Greenfield powiedziała: „Każdy atak „Wagnera” na Polskę będzie traktowany jako atak Rosji”.
Co najmniej sześć cywilnych frachtowców zignorowało rosyjską blokadę morską na Morzu Czarnym, kierując się do ukraińskich portów. Według ogólnodostępnych danych AIS statek Ams1, zarejestrowany pod banderą Sierra Leone, wpłynął do delty Dunaju ze Stambułu i skierował się do miasta portowego Izmaił. Przejazd obserwowało kilka nieuzbrojonych samolotów NATO i dron.
Z pomnika Matki Ojczyzny w Kijowie zostało usunięte godło ZSRR w związku z trwającą polityką dekomunizacji i derusyfikacji na Ukrainie, a władze planowały zastąpienie go herbem Ukrainy. Przebudowa miała zostać zakończona do 24 sierpnia, w Dzień Niepodległości Ukrainy, a pomnik miał otrzymać nazwę „Matka-Ukraina”.

### 2 sierpnia

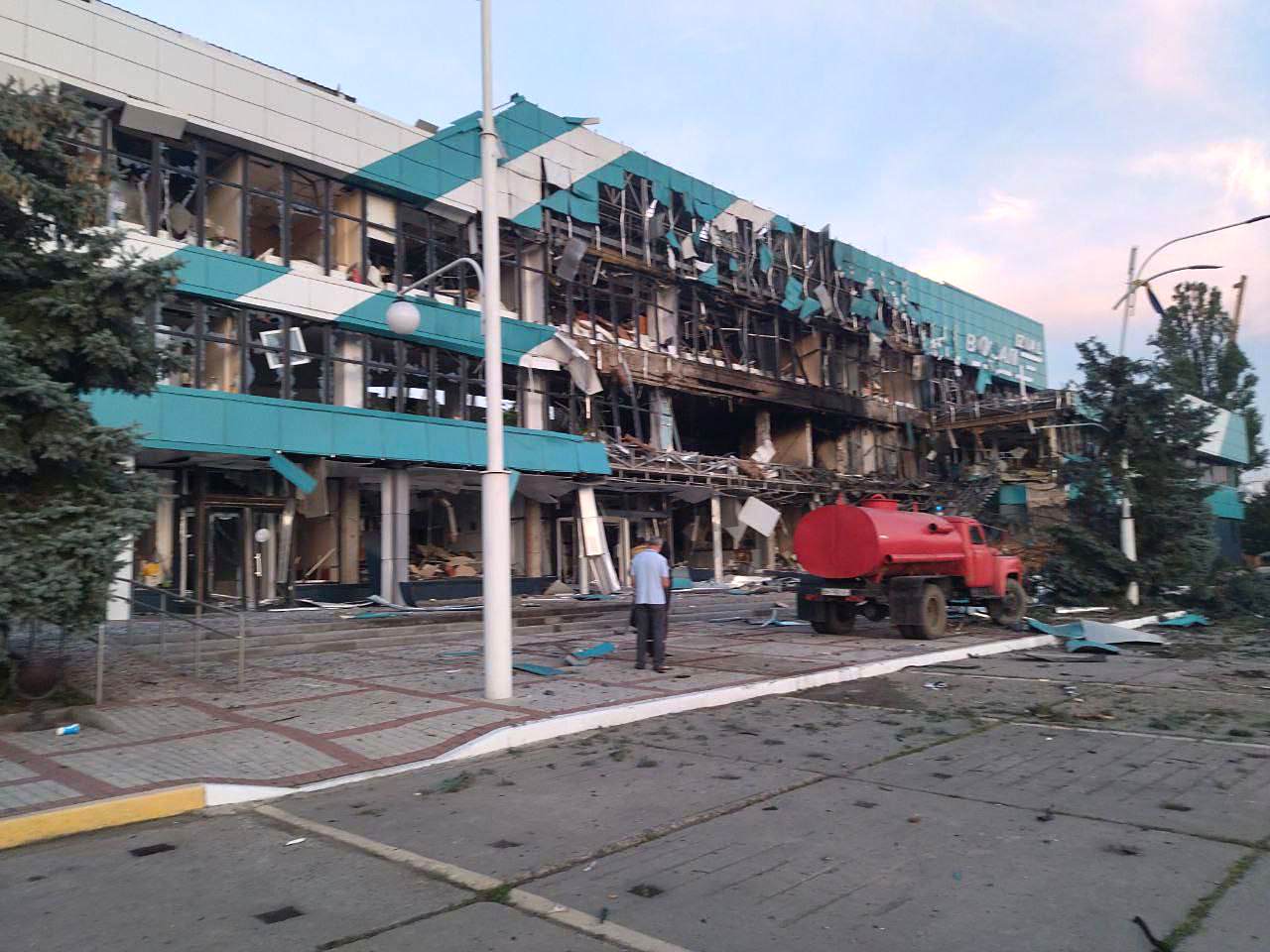
Stacja morska Izmaił po nocnym ataku rosyjskiego drona.

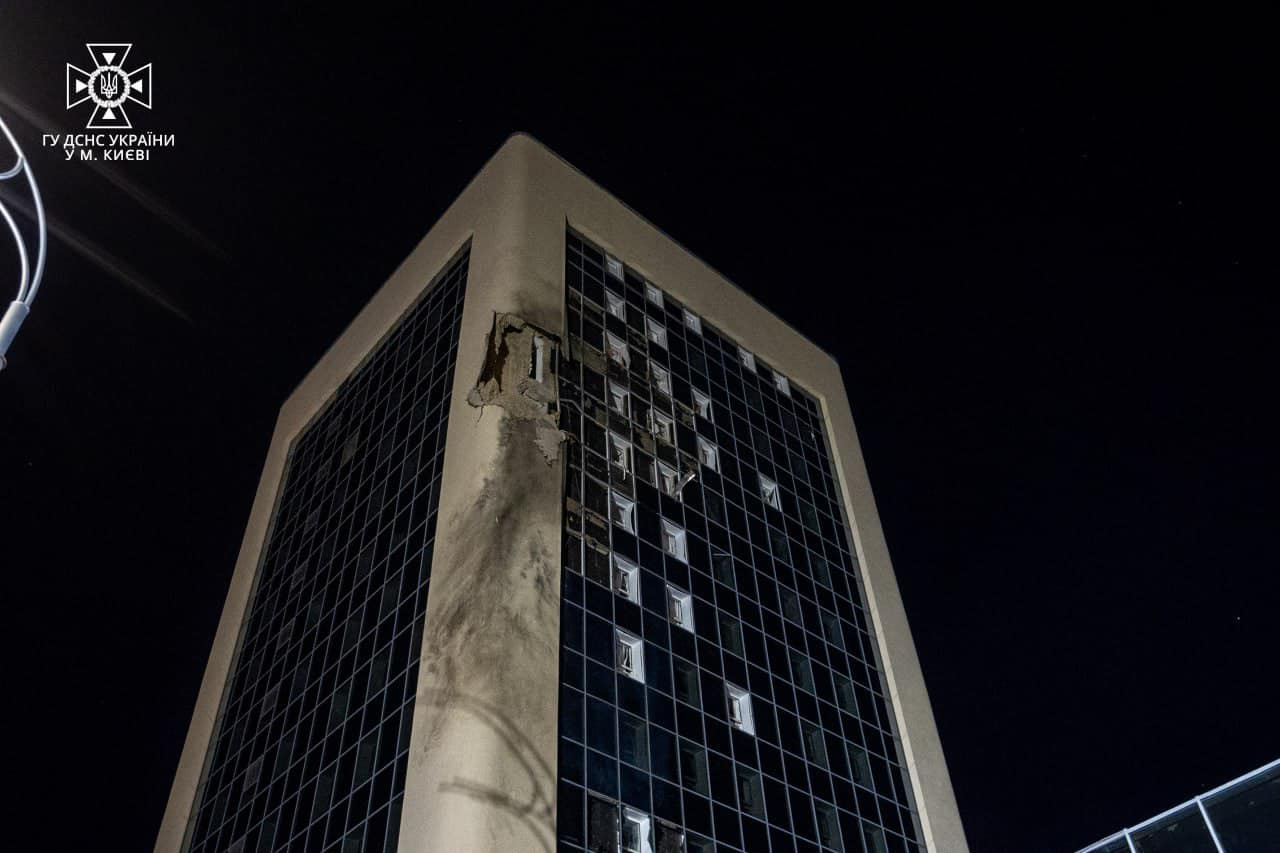
Budynek w Kijowie uszkodzony przez szczątki zestrzelonego drona podczas nocnego ataku na miasto.

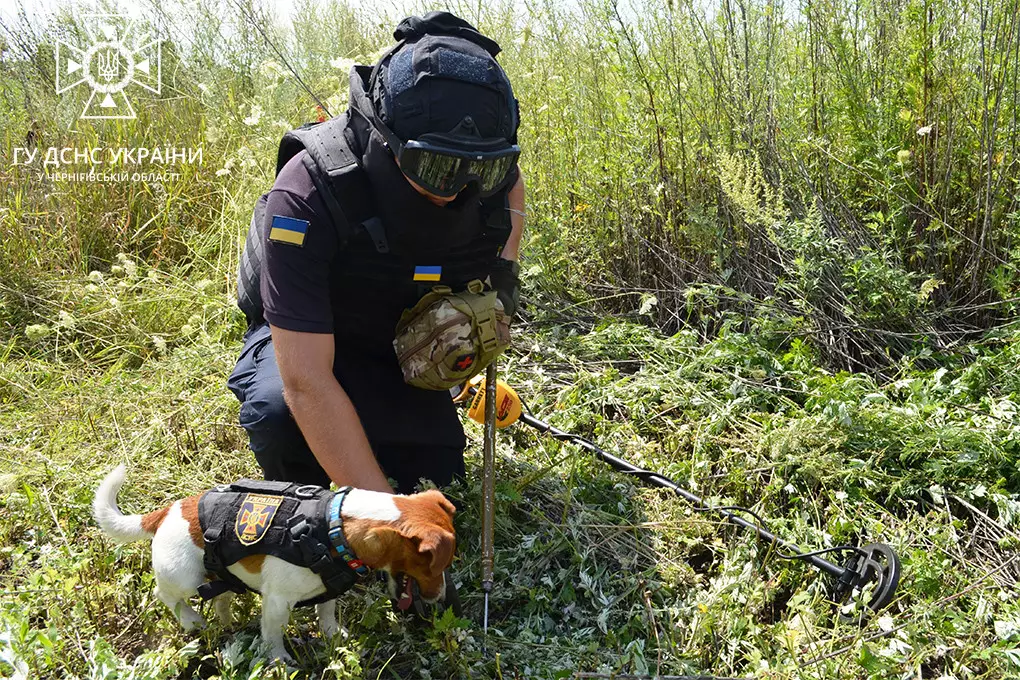
Rozminowywanie terytorium obwodu czernihowskiego.

Według ukraińskiego Sztabu wyparto rosyjskich żołnierzy, którzy zajęli pozycje na południe od Andrijiwki, na przedmieściach Bachmutu. Rosjanom „nie udało się odzyskać utraconych pozycji na północ i zachód od Kliczczijiwki, a także na północny zachód od Kurdiumiwki”. Z kolei w kierunku Melitopola i Berdiańska „trwały trudne walki”, gdzie armia rosyjska „ponosi znaczne straty w personelu, uzbrojeniu i sprzęcie”, ale „nadal stawia silny opór, przemieszcza wojska oraz rozmieszcza personel rezerwowy”.
Ukraiński SG podał, że Ukraińcy kontynuowali ofensywę w kierunku Melitopola i Berdiańska, okopując się na zajętych obszarach i atakując ogniem kontrbateryjnym. FR atakowała w kierunkach Bachmutu, Marjinki i Szachtarska, gdzie odparto ponad 44 ataki. W kierunku bachmuckim Rosjanie podejmowali nieudane próby odzyskania utraconych pozycji na zachód od Kurdiumiwki, na południe od Andrijiwki i na zachód od Kliszczijiwki. W kierunku marjińskim prowadzili bezskuteczne ataki w rejonie Marjinki. W kierunku szachtarskim podejmowano bezskuteczne próby odzyskania utraconych pozycji na zachód od Staromajorśkiego i na północ od Urożajne. W ciągu 24h Rosjanie przeprowadzili pięć ataków rakietowych, 89 nalotów i 67 ostrzałów na pozycje ukraińskie i obszary zaludnione (odnotowano ofiary wśród cywilów). Ukraińskie lotnictwo dokonało dziewięciu nalotów na miejsca koncentracji i trzy na przeciwlotnicze kompleksy rakietowe, natomiast artyleria zniszczyła 21 jednostek artylerii, stację radiolokacyjną, trzy punkty kontrolne, trzy rejony koncentracji, dwa systemy przeciwlotnicze i dwa składy amunicji. Ponadto Rosjanie nadal mobilizowali więźniów; zgodnie z zarządzeniem „MSW DRL” podejmowano działania mające na celu rekrutację osób odbywających karę lub zatrzymanych za drobne i poważniejsze przestępstwa. Ukraińskie Dowództwo Operacyjne Południe poinformowało, że Rosja zwiększyła na Morzu Czarnym liczbę okrętów podwodnych i nawodnych, zdolnych do przenoszenia rakiet Kalibr. Poziom zagrożenia rakietowego określono jako „bardzo wysoki”.
W godzinach nocnych Rosja przeprowadziła ataki dronów z trzech kierunków na stolicę i Odessę. Ukraińska armia poinformowała, że zestrzelono 23 drony Shahed 136/131, w tym w Kijowie zestrzelono wszystkie 10 dronów. Szczątki drona uszkodziły budynek administracyjny, kilka lokali niemieszkalnych i nawierzchnię drogi. Z kolei atak na port rzeczny Izmaił na Dunaju w obwodzie odeskim przy granicy z Rumunią uszkodził obiekty eksportujące zboże i prawie 40 tys. ton zboża przeznaczonego dla krajów afrykańskich, Chin i Izraela. Gubernator Ołeh Kiper podał, że wyniku ataku wybuchły pożary, zniszczone zostały obiekty infrastruktury przemysłowej i portowej; uszkodzona została m.in. stacja morska i budynek Towarzystwa Żeglugi Dunajskiej. Nie było doniesień o ofiarach. W wyniku ataku sił rosyjskich na port Izmaił światowe ceny pszenicy wzrosły o 6,5%. Lokalne władze poinformowały, że w ciągu doby w wyniku rosyjskich ataków na 10 obwodów zginęły co najmniej dwie osoby, a co najmniej siedem kolejnych zostało rannych; jedna osoba zginęła w obwodzie donieckim i jedna w obwodzie zaporoskim.
W ocenie ISW siły ukraińskie kontynuowały kontrofensywę na co najmniej trzech odcinkach frontu i prawdopodobnie zrobiły postępy wokół Bachmutu. Wojska rosyjskie przeprowadziły ataki wzdłuż linii Kupiańsk–Swatowe, w pobliżu Kreminnej, wokół Bachmutu i linii Awdijiwka–Donieck oraz posuwały się naprzód na niektórych obszarach. Ponadto rosyjskie Ministerstwo Obrony oficjalnie dostarczyło broń i pojazdy siłom Obrony Terytorialnej obwodu biełgorodzkiego i kurskiego, realokując konwencjonalne zasoby wojskowe w ramach wysiłków Kremla na rzecz stałego rozszerzania zdolności bezpieczeństwa wewnętrznego Rosji po zbrojnym buncie Grupy Wagnera. Rosyjskie Siły Zbrojne reklamowały się w byłej radzieckiej republice Kazachstanu, aby przyciągnąć personel wojskowy.
W przemówieniu do szefów ukraińskich misji dyplomatycznych prezydent Wołodymyr Zełenski powiedział, że w tym miesiącu ma się rozpocząć szkolenie ukraińskich pilotów na F-16 Fighting Falcon; „Dostawa i użycie bojowe F-16 przez naszych pilotów powinno nastąpić jak najszybciej”.
Ukraiński żołnierz opublikował film, w którym twierdził, że znalazł wyprodukowany w Czechach komponent rosyjskiego drona Lancet-3 w pobliżu Bachmutu. Producent komponentu AXI Model Motors zaprzeczył dostarczaniu produktów rosyjskiej armii, ale przyznał, że niektóre z nich zostały pozyskane przez Rosję za pośrednictwem stron trzecich.
Prokuratura Generalna Ukrainy poinformowała, że od początku inwazji zidentyfikowano ok. 98 tys. przypadków zbrodni wojennych popełnionych przez siły rosyjskie na Ukrainie, dodając, że ukraińskie władze zbadają i wniosą oskarżenie w 99% przypadków, a resztę pozostawią partnerom międzynarodowym, którzy pełnią „funkcję pomocniczą”.

### 3 sierpnia

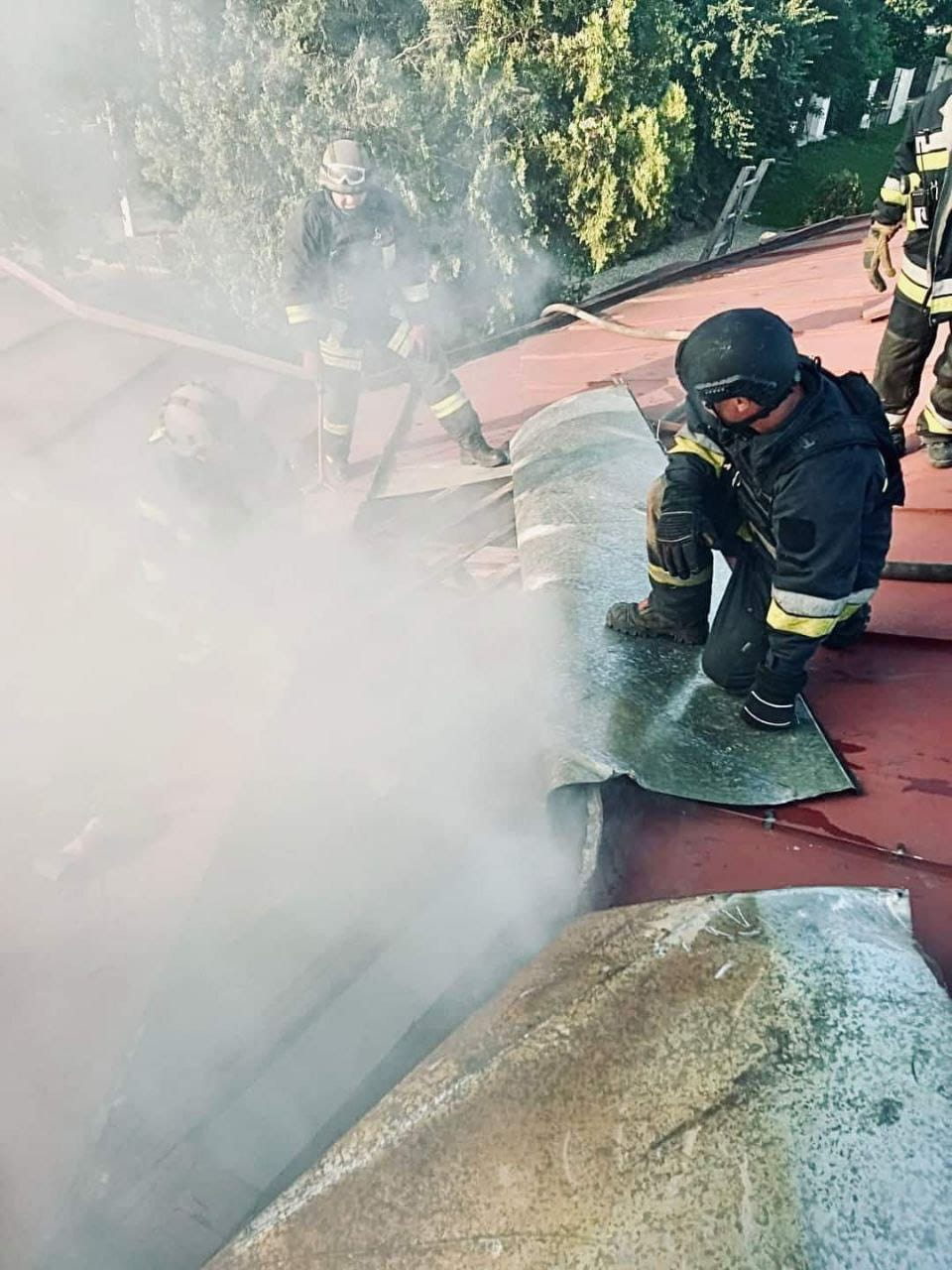
Dach Soboru św. Katarzyny w Chersoniu po rosyjskim ostrzale. Podczas gaszenia pożaru po pierwszym ataku nastąpił drugi ostrzał. Czterech pracowników DSNS zostało rannych. W ostrzale miasta rannych zostało łącznie osiem osób.

SG Ukrainy oświadczył, że Ukraińcy kontynuowali ofensywę w kierunku Melitopola i Berdiańska, okopując się na zajętych obszarach i atakując ogniem kontrbateryjnym. Rosja koncentrowała się na atakach w kierunkach Bachmutu, Awdijiwki, Marjinki i Szachtarska, gdzie odparto do 44 ataków. W kierunku bachmuckim siły ukraińskie odpierały ataki na południe i południowy wschód od Iwaniwskiego. W kierunkach awdijiskim i marjińskim prowadzili nieudane ataki w rejonie Marjinki, na północ i południowy wschód od Awdijiwki oraz południowy wschód od Pierwomajskiego. W kierunku szachtarskim podejmowano bezskuteczne próby odzyskania utraconych pozycji na zachód od Staromajorśkiego i na wschód od Urożajne. W ciągu doby Rosja przeprowadziła jeden atak rakietowy, 57 nalotów i 29 ostrzałów na pozycje ukraińskie i obszary zaludnione (odnotowano ofiary wśród cywilów). Ukraińskie lotnictwo dokonało dziewięciu nalotów na miejsca koncentracji i dwa na przeciwlotnicze kompleksy rakietowe; artyleria ostrzelała 12 jednostek artylerii, stację radiolokacyjną, punkt kontrolny, trzy rejony koncentracji, dwa systemy przeciwlotnicze i trzy składy amunicji. Ponadto w Enerhodarze Rosjanie zmuszali Ukraińców do przyjmowania rosyjskich paszportów, grożąc represjami. W mieście władze okupacyjne przeprowadzały regularne rewizje okolicznych mieszkańców; sprawdzane były paszporty i telefony. Wymuszano również zmianę innych dokumentów, w tym prawa jazdy i dokumentów ruchomości i nieruchomości.
Prezydent Wołodymyr Zełenski stwierdził, że Rosja „wystrzeliła już co najmniej 1961 „Shahedów” przeciwko Ukrainie, a znaczna ich część została zestrzelona. Niestety nie wszystkie. Pracujemy, aby zbijać więcej – zbijać jak najwięcej”. Sekretarz Rady Bezpieczeństwa Narodowego i Obrony Ukrainy Ołeksij Daniłow przyznał, że ukraińskie siły specjalne brały udział w ataku na Most Krymski, który miał miejsce 17 lipca 2023 roku. Z kolei atak HIMARS na wyspę Dżaryłgacz w obwodzie chersońskim prawdopodobnie zabił 200 rosyjskich żołnierzy i zniszczył sprzęt wojskowy.
W godzinach nocnych Rosja przeprowadziła kolejny atak dronów Shahed na Kijów. Szef Miejskiej Administracji Wojskowej Serhij Popko powiedział, że zestrzelono „prawie tuzin celów powietrznych podczas zbliżania się do miasta”. Nie odnotowano ofiar ani większych zniszczeń. Wojska rosyjskie ostrzeliwały za pomocą artylerii rejony nikopolski i synelnykowski w obwodzie dniepropetrowskim; zostały trafione prywatne domy, szkoły i linie energetyczne. Nad ranem został ostrzelany Sobór św. Katarzyny w Chersoniu. Gubernator Ołeksandr Prokudin powiedział, że Rosjanie zaatakowali cerkiew w centrum miasta. W tym samym momencie koło świątyni przejeżdżał trolejbus, dowożący ludzi do pracy. Ranne zostały cztery osoby oraz czterech ratowników, którzy dotarli po pierwszym ataku, aby ugasić pożar w świątyni. W ciągu dnia Rosjanie przeprowadzili 53 ataki, wystrzeliwując 241 pocisków na obwód chersoński (w tym 42 na sami Chersoń); w wyniku tego dziewięć osób zostało rannych. Według lokalnych urzędników siły rosyjskie zaatakowały dziewięć obwodów w ciągu ostatniej doby, zabijając co najmniej dwie osoby (w obwodzie donieckim) i raniąc co najmniej 14 kolejnych.
Władze wojskowe i regionalne w Rosji podały, że zestrzelono co najmniej sześć ukraińskich dronów nad obwodem kałuskim, mniej niż 200 km na południowy zachód od Moskwy.
W opinii ISW Ukraińcy kontynuowali kontrofensywę na co najmniej trzech odcinkach i posunęli się naprzód na niektórych obszarach. Wojska ukraińskie kontynuowały ataki na granicy obwodów donieckiego i zaporoskiego na kierunku Berdiańska, a także na zachodzie obwodu zaporoskiego. Strona ukraińska poinformowała także o postępach w rejonie Bachmutu oraz w okolicach Kreminnej i Wuhłedaru. Według pułkownika Gwardii Narodowej Mykoły Urszałowycza siły ukraińskie posunęły się do przodu na odległość do 650 m wzdłuż 1,5 km odcinka frontu na kierunku Melitopola. Wojska rosyjskie przeprowadziły ataki na linii Kupiańsk–Swatowe–Kreminna, w pobliżu Bachmutu, linii Awdijiwka–Donieck oraz na granicy obwodu donieckiego i zaporoskiego, robiąc postępy na niektórych obszarach. Raport Obserwatorium Konfliktów Uniwersytetu Yale potwierdził, że rosyjskie i okupacyjne władze wielokrotnie stosowały środki przymusowej paszportyzacji w celu konsolidacji społecznej i prawnej kontroli nad zajętymi obszarami Ukrainy. Według brytyjskiego MON w ciągu ostatnich dwóch tygodni Rosja przeprowadziła kilka ataków na ukraińskie porty na Dunaju przy użyciu dronów, prawdopodobnie próbując zmusić żeglugę międzynarodową do zaprzestania handlu przez porty. Drony uderzyły w cele znajdujące się niemal 200 m od rumuńskiej granicy, co sugerowało, że Rosja gotowa jest podejmować większe ryzyko w przeprowadzaniu ataków w pobliżu terytorium NATO.
Rosja ostrzeliwała Ukrainę rakietami, które pod koniec 1999 roku Kijów przekazał Moskwie za długi gazowe. W ten sposób w ramach projektu „Schemat” udało się zidentyfikować pozostałości zestrzelonych pocisków, które przekazano Moskwie wraz z ośmioma ciężkimi bombowcami Tu-160 i trzema Tu-95MS; w sumie przekazano Rosji 575 pocisków manewrujących Ch-55. W wyniku tego Rosja umorzyła Ukrainie dług za rosyjski gaz, w wysokości 275 mln hrywien.

### 4 sierpnia

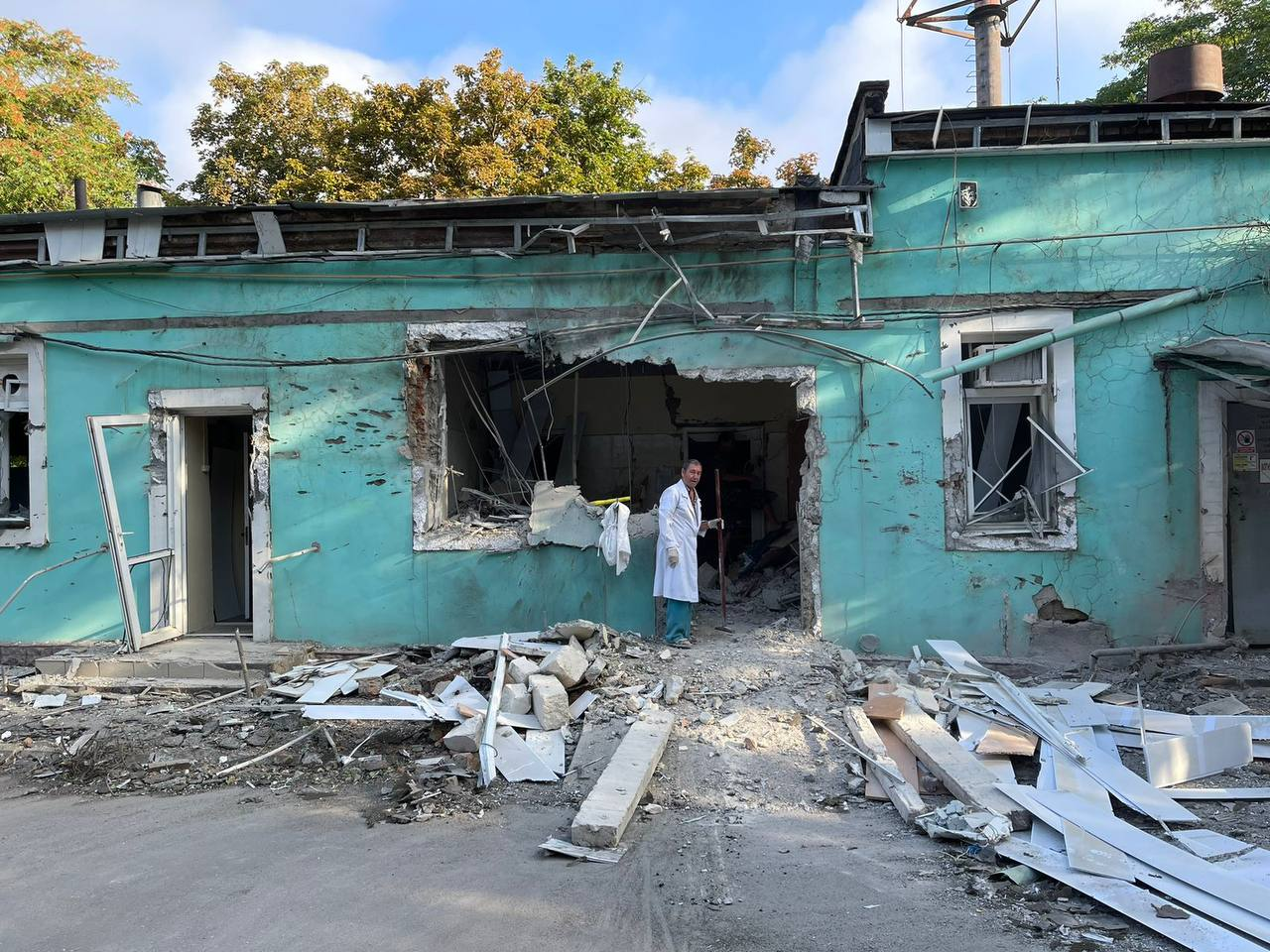
Miejski Szpital Kliniczny w Chersoniu po rosyjskim ostrzale, trzy dni po poprzednim ostrzale. Tym razem uszkodzony został budynek kostnicy oraz izba przyjęć.

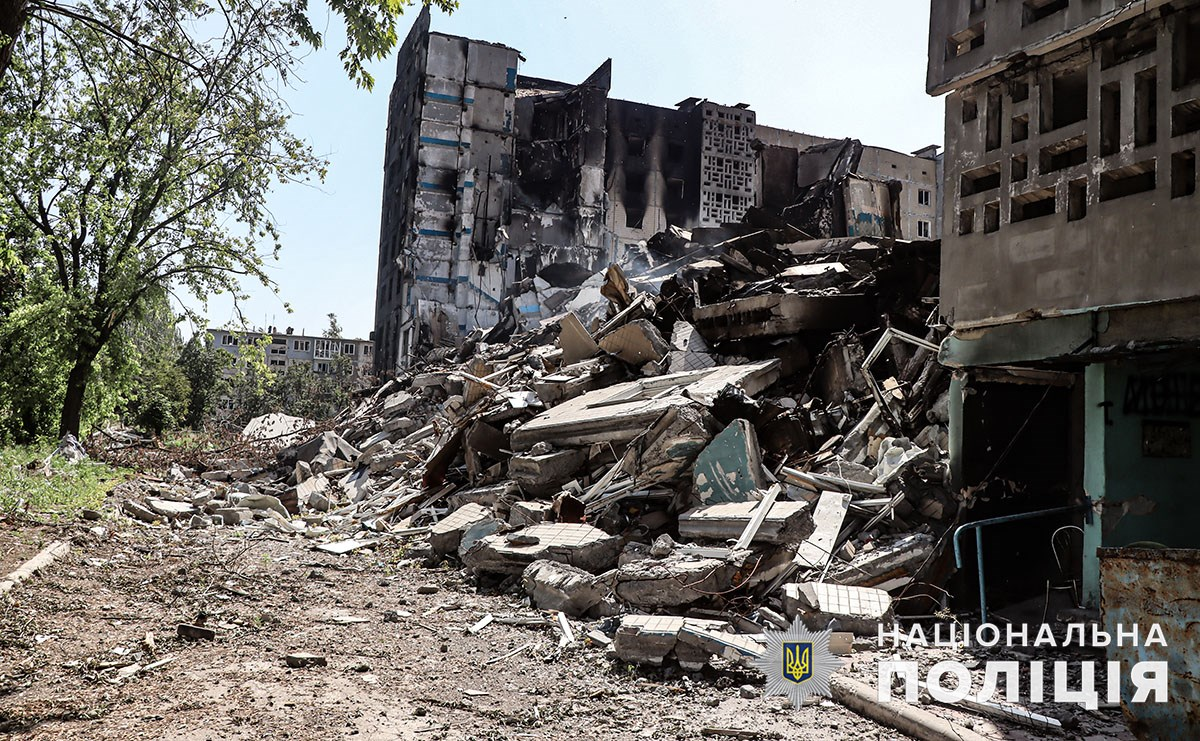
Domy w Wuhłedarze zniszczone podczas bitwy o miasto.

Wiceminister obrony Hanna Malar poinformowała, że siły ukraińskie przedarły się przez rosyjską pierwszą linię obrony i przemieszczały się na „pośrednie” linie „w niektórych miejscach” frontu południowego. Według niej Ukraińcy mieli „tam do czynienia z betonowymi fortyfikacjami inżynieryjnymi na dominujących wysokościach. To oczywiście komplikowało ruch wojsk [ukraińskich] i działania bojowe”. Dodała także, że większość rosyjskich zasobów była skoncentrowana w pobliżu Kupiańska, ponieważ Rosja dążyła do odzyskania terytoriów wyzwolonych przez wojska ukraińskie podczas 2022 roku. W okolicach Bachmutu Ukraińcy „powoli, ale wytrwale” posuwali się naprzód na południowej flance, z kolei siły rosyjskie atakowały północną flankę miasta, próbując odzyskać pozycje zajęte przez armię ukraińską. „Zacięte walki” trwały również w pobliżu Awdijiwki i Marjinki. Według zachodnich i ukraińskich analityków wojskowych siłom ukraińskim nie udało się znacząco przesunąć w głąb terytorium Rosjan, pomimo zaangażowania dodatkowych rezerw w obwodzie zaporoskim i na granicy obwodów zaporoskiego i donieckiego, ze względu na szczelne zaminowanie rozległych pól.
Według ukraińskiego Sztabu kontynuowano ofensywę w kierunku Melitopola i Berdiańska, okopując się na zajętych obszarach i atakując ogniem kontrbateryjnym. Rosjanie atakowali w kierunkach Bachmutu, Awdijiwki, Marjinki, Szachtarska i Zaporoża, gdzie odparto do 36 ataków. W kierunku bachmuckim Ukraińcy odparli ataki w rejonie Kliszczijiwki i Kurdiumiwki. W kierunkach awdijiskim i marjińskim Rosjanie prowadzili nieudane ataki w rejonie Awdijiwki, Marjinki, Staromychajliwki i Krasnohoriwki. W kierunku szachtarskim podejmowano bezskuteczne próby odzyskania utraconych pozycji w okolicy Błahodatnego. W kierunku zaporoskim Rosjanie przeprowadzili bezskuteczne ataki w pobliżu Nowopokrowki. W ciągu 24h FR przeprowadziła jeden atak rakietowy, 50 nalotów i 86 ostrzałów (odnotowano zabitych i rannych wśród cywilów oraz zniszczoną infrastrukturę). Ukraińskie lotnictwo dokonało dziewięciu nalotów na miejsca koncentracji, natomiast artyleria uderzyła w dziewięć jednostek artylerii i dwa rejony koncentracji.
Według ukraińskich służb specjalnych, w nocy ukraińska armia użyła dronów morskich do zaatakowania rosyjskich okrętów wojennych w bazie morskiej w Noworosyjsku w Kraju Krasnodarskim. Rosyjskie Ministerstwo Obrony „oświadczyło że bezzałogowe łodzie zostały wizualnie wykryte i zniszczone przez regularny ostrzał rosyjskich okrętów chroniących rosyjską bazę morską w Noworosyjsku”. Jednak ukraińskie źródła podały, że dron wypełniony 450 kg materiałów wybuchowych został zdetonowany na burcie okrętu desantowego typu Ropucha Oleniegorskij gorniak, w wyniku czego spowodował on „poważne uszkodzenia”; w tym czasie na pokładzie znajdowało się ok. 100 osób. Później opublikowano również nagranie pokazujące, jak okręt został uszkodzony przez bezzałogowy dron nawodny Magura V5 i że był holowany ze znacznym przechyleniem na prawą burtę. Ukraińskie źródła stwierdziły, że atak był wspólną operacją specjalną Służby Bezpieczeństwa i Marynarki Wojennej Ukrainy. W trakcie i po ataku utrzymano normalne operacje portowe. Później Ukraina wydała komunikat NOTMAR, w którym ogłoszono „obszar zagrożenia wojną” w rosyjskich portach Morza Czarnego: Anapa, Noworosyjsk, Gelendżyk, Tuapse, Soczi i Tamań.
Ministerstwo Obrony FR poinformowało, że ukraińskie drony zaatakowały Krym. Według Rosji obrona przeciwlotnicza zestrzeliła 10 dronów, a trzy zostały stłumione przez walkę elektroniczną. Doradca szefa Republiki Krymu Oleg Kryczkow stwierdził, że wszystkie obiekty zostały zestrzelone oraz nie było zniszczeń ani ofiar. Inne źródła donosiły o odgłosach eksplozji w Teodozji. Gubernator Roman Starowojt powiedział, że dwa budynki administracyjne i cerkiew zostały uszkodzone podczas ataku dronów w Kursku; nie odnotowanio żadnych ofiar.
W ocenie ISW siły ukraińskie przeprowadziły działania kontrofensywne na co najmniej trzech odcinkach frontu, kontynuując ofensywę na kierunku berdiańskim i melitopolskim oraz posuwając się naprzód na południowej flance Bachmutu. Z kolei Rosjanie przeprowadzili ataki wzdłuż linii Kupiańsk–Swatowe–Kreminna, w pobliżu Bachmutu, na granicy obwodu zaporoskiego i donieckiego oraz w zachodnim obwodzie zaporoskim, robiąc postępy na niektórych obszarach.
Według OSW Rosjanie poczynili nieznaczne postępy na północny wschód od Kupiańska, na granicy obwodów ługańskiego i charkowskiego oraz na południowy wschód od Kreminnej. Bez zmian zakończyły się ataki rosyjskie w rejonie Bachmutu, Awdijiwki, Marjinki i na południe od Wełykiej Nowosiłki. Powodzenia nie przyniosły także ataki ukraińskie na południe od Orichiwa i na południowy zachód od Bachmutu oraz próby likwidacji rosyjskich przyczółków na zachodnim brzegu rzeki Żerebeć. 2 sierpnia rzecznik SG Pawło Kowalczuk poinformował o wyparciu sił rosyjskich z pozycji na południe od Awdijiwki. 4 sierpnia zastępca dowódcy zgrupowania wojsk Tauryda pułkownik Serhij Kuźmin powiadomił o postępach Ukraińców w rejonie Wuhłedaru. Według niego na południowym odcinku frontu działało zgrupowanie rosyjskie liczące 150 tys. żołnierzy, które tworzyły jednostki 5, 35 i 36 Armii Ogólnowojskowej Wschodniego Okręgu Wojskowego i 58 Armii Ogólnowojskowej Południowego Okręgu Wojskowego.
Inspekcja MAEA w Zaporoskej Elektrowni Jądrowej nie znalazła min ani materiałów wybuchowych na dachach dwóch z sześciu reaktorów elektrowni, jednak stwierdziła, że miny rozłożone wokół terenu elektrowni, które zaobserwowano podczas wcześniejszych inspekcji, nadal znajdowały się w tych samych miejscach.
Rzecznik Sił Powietrznych Ukrainy Jurij Ihnat potwierdził, że szkolenie ukraińskich pilotów na samolotach F-16 powinno rozpocząć się w sierpniu tego roku, twierdząc: „Musimy zrozumieć, że nie będzie to szybkie, ale nie będzie też tak długie jak mają nadzieję Rosjanie”. Dodał także, że piloci potrzebowali do sześciu miesięcy na opanowanie myśliwców, ale pod pewnymi warunkami okres może zostać skrócony do 4 miesięcy.
Reuters, powołując się na dokument rządowy, poinformował, że Rosja podwoiła wydatki na obronę na 2023 rok do ⅛ wszystkich planowanych wydatków budżetowych. Według publikacji FR wydała łącznie 14,97 biliona rubli w pierwszym półroczu 2023 roku, z czego 5,59 bln rubli przeznaczono na potrzeby wojskowe, czyli ponad 37% wszystkich wydatków przez sześć miesięcy.

### 5 sierpnia
Rosyjskie Ministerstwo Obrony podało, że zajęto wieś Nowoseliwśke w rejonie kupiańskim. Sztab Ukrainy zaprzeczył jednak tym doniesieniom, twierdząc, że odepchnięto tam rosyjski atak. Poinformowano również o odparciu rosyjskiej ofensywy w pobliżu Robotyne, ok. 20 km na południe od Orichiwa.
Ukraiński Sztab podał, że kontynuowano ofensywę w kierunku Melitopola i Berdiańska, okopując się na zajętych obszarach i atakując ogniem kontrbateryjnym. Rosjanie skupiali się na atakach w kierunkach Kupiańska, Łymanu, Bachmutu, Awdijiwki, Marjinki, Szachtarska i Zaporoża, gdzie odparto ponad 30 ataków. W kierunkach kupiańskim i łymańskim odpierano rosyjskie ataki w rejonie Wilszan, Synkiwki i Biłohoriwki. W kierunku bachmuckim Ukraińcy odparli ataki w okolicy Kurdiumiwki. W kierunkach awdijiskim i marjińskim siły rosyjskie prowadziły nieudane ataki w pobliżu Awdijiwki i Marjinki. W kierunku szachtarskim podejmowano bezskuteczne próby odzyskania utraconych pozycji w okolicy Staromajorśkiego. W kierunku zaporoskim Rosjanie przeprowadzili nieudane ataki w okolicy Robotyne. W ciągu doby Rosja przeprowadziła 20 ataków rakietowych, 62 naloty, w tym cztery za pomocą dronów Shahed (wszystkie zostały zestrzelone), oraz 68 ostrzałów na pozycje ukraińskie i tereny zaludnione (odnotowano zabitych i rannych wśród cywilów oraz zniszczoną infrastrukturę). Lotnictwo Ukrainy dokonało siedmiu nalotów na miejsca koncentracji, z kolei artyleria zniszczyła dwa punkty kontrolne, pięć rejonów koncentracji, cztery jednostki artylerii, pięć magazynów amunicji i stację walki radioelektronicznej.
Lokalni mieszkańcy zgłosili eksplozję w pobliżu Mostu Krymskiego, a według doniesień została ona spowodowana przez drona morskiego Magura V5, który uszkodził rosyjski tankowiec Sig (zajmujący się dostawami produktów ropopochodnych dla sił rosyjskich, od 2019 roku objęty amerykańskimi sankcjami za dostarczanie ropy do Syrii) w Cieśninie Kerczeńskiej, 27 km na południe od mostu, który został zamknięty dla ruchu na 3h i miał wyłączone oświetlenie. Agencja TASS zacytowała rosyjskie Centrum Koordynacji Ratownictwa Morskiego, które poinformowało, że maszynownia statku została uszkodzona i zalana przez wodę; nie zgłoszono żadnych ofiar. Na pomoc statkowi wysłano dwa holowniki.
Według Sił Powietrznych Ukrainy w godzinach nocnych wojska rosyjskie przeprowadziły kilka fal ataków na terytorium Ukrainy. Według armii ukraińskiej w pierwszej fali wystrzelono 14 pocisków manewrujących Kalibr i trzy pociski Kindżał, w następnej fali zaatakowano 27 dronami oraz sześcioma pociskami Kalibr i 20 rakietami manewrującymi Ch-101/Ch-555. Dowództwo sił powietrznych podało, że ukraińska obrona przeciwlotnicza zniszczyła łącznie 17 pocisków Kalibr, 13 pocisków Ch-101/Ch-555 i 27 dronów Shahed 136/131. Ataki były skierowane w obiekty firmy lotniczej Motor Sicz w obwodach chmielnickim i zaporoskim, a także w Żytomierz i zakład krwiodawstwa w Kupiańsku, zabijając dwie osoby i raniąc cztery. Około 14:00 rosyjski ostrzał zabił 62-letniego mężczyznę w Nowosłobodsku w obwodzie sumskim. Gubernator Pawło Kyrylenko poinformował, że w ciągu 24h w obwodzie donieckim zginęła jedna osoba, a dwie osoby zostały ranne w rosyjskim ostrzale wsi Nju-Jork, gdzie uszkodzono szkołę i 14 domów. Kolejna osoba zginęła we wsi Torśke. Wojska rosyjskie dwukrotnie ostrzelały Chersoń z artylerii, w wyniku czego dwóch mieszkańców zostało rannych. Prorosyjski mer Doniecka stwierdził, że budynek Donieckiego Narodowego Uniwersytetu Ekonomiczno-Handlowego został podpalony przez ukraińską amunicję kasetową.
Według ISW powtarzające się ukraińskie ataki na rosyjskie okręty na Morzu Czarnym to prawdopodobnie część kampanii, której zadaniem jest stworzenie korzystnych warunków do większej operacji kontrofensywnej. Dotychczasowa działania Ukraińców w zakłócaniu i niszczeniu logistyki oraz zaplecza Rosjan koncentrowały się głównie na rosyjskich celach wojskowych na lądzie, jednak teraz wojska ukraińskie rozszerzyły tę operację na cele morskie. Tymczasem siły ukraińskie nadal przyciągały wojska rosyjskie w rejon Bachmutu, pomimo wolniejszego tempa tamtejszych operacji ukraińskich. Ukraińcy prowadzili ataki wzdłuż linii Swatowe–Kreminna i linii Awdjiwka–Donieck, w zachodnim obwodzie donieckim, na granicy obwodu donieckiego i zaporoskiego oraz w zachodnim obwodzie zaporoskim; posuwali się wzdłuż linii Swatowe–Kreminna. Wojska ukraińskie przeprowadziły także ograniczone ataki w południowej Ukrainie, będące częścią ciągłego schematu ukraińskich ataków towarzyszących ukraińskim wysiłkom mającym na celu uderzanie w rosyjską logistykę i kwatery główne na tyłach. Z kolei siły rosyjskie przeprowadziły ataki na północny wschód od Kupiańska, wzdłuż linii Swatowe–Kreminna, w rejonie Bachmutu, wzdłuż linii Awdjiwka–Donieck, na granicy obwodu donieckiego i zaporoskiego oraz w zachodnim obwodzie zaporoskim, posuwając się naprzód na niektórych obszarach.
W Arabii Saudyjskiej w mieście Dżudda rozpoczął się dwudniowy szczyt doradców ds. bezpieczeństwa narodowego z 40 krajów, w tym Chin, USA, Indii, Brazylii i RPA, którzy spotkali się, aby omówić pokojowe zakończenie wojny. Ich celem była „konsolidacja różnych planów pokojowych”, które zostały przedstawione przez kilka państw po rozpoczęciu inwazji. Według agencji Reuters Ukraina miała przedstawić na spotkaniu „formułę pokoju” zaproponowaną przez Wołodymyra Zełenskiego. Rosja nie otrzymała zaproszenia.
Dziennik Die Welt poinformował, że w maju 2023 roku niemiecki rząd obiecał Ukrainie uzbrojenie o wartości 2,7 mld euro, które miało zostać dostarczone jak najszybciej; pakiet obejmował m.in. 110 czołgów Leopard 1, 20 dodatkowych BWP Marder 1, 18 dział przeciwlotniczych Gepard, cztery systemy przeciwlotnicze IRIS-T i 26 350 szt. amunicji artyleryjskiej oraz inną broń nieśmiercionośną. Według dziennika Ukraina do tej pory nie otrzymała prawie nic z tego pakietu, zaznaczając „od połowy maja nie dostarczono ani jednego Mardera, systemu IRIS-T, żadnej cysterny czy ciężkiej ciężarówki”; Ukraina otrzymała m.in. „tylko 10 czołgów Leopard 1, jeden radar kontroli powietrznej, 12 Gepardów, 850 szt. amunicji artyleryjskiej i osiem karetek pogotowia”.

### 6 sierpnia

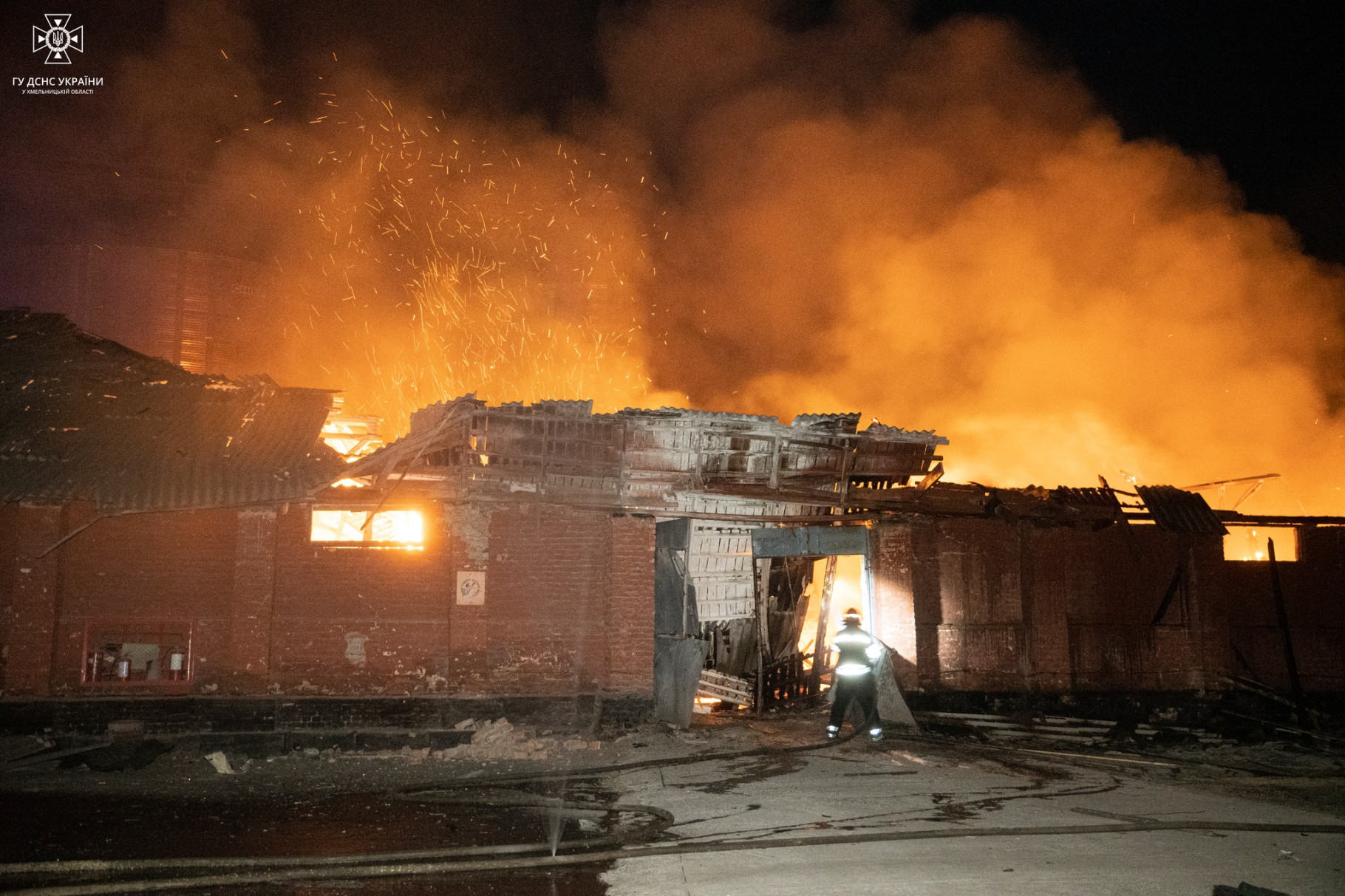
Pożar magazynu odpadów kukurydzianych na terenie elewatora zbożowego w Starokostiantynowie po nocnym rosyjskim ataku rakietowym.

SG Ukrainy poinformował, że kontynuowano ofensywę w kierunku Melitopola i Berdiańska, okopując się na zajętych obszarach i atakując ogniem kontrbateryjnym. FR koncentrowała się na atakach w kierunkach Kupiańska, Bachmutu, Awdijiwki, Marjinki i Zaporoża, gdzie odparto do 50 ataków. W kierunku kupiańskim odpierano rosyjskie ataki w rejonie Petropawliwki. W kierunku bachmuckim Ukraińcy odparli ataki w pobliżu Dilijiwki. W kierunkach awdijiskim i marjińskim prowadzono nieudane ataki w pobliżu Awdijiwki, Marjinki i Krasnohoriwki. W kierunku zaporoskim Rosjanie przeprowadzili bezskuteczne ataki w okolicy Robotyne. W ciągu dnia armia rosyjska przeprowadziła 30 ataków rakietowych, 52 naloty i 75 ostrzałów na pozycje ukraińskie i tereny zaludnione (odnotowano zabitych i rannych wśród cywilów oraz zniszczoną infrastrukturę). Lotnictwo ukraińskie dokonało 10 nalotów na miejsca koncentracji i cztery na przeciwlotnicze kompleksy rakietowe; artyleria ostrzelała dwa punkty kontrolne, dwa obszary koncentracji, dwie jednostki artylerii i stację walki radioelektronicznej. Ponadto Rosjanie nadal ponosili ciężkie straty, które starali się ukryć. W miejscowości Czapłynka na teren kostnicy przyjechały z kierunku chersońskiego dwie ciężarówki z ciałami żołnierzy, które zakopano w dwóch miejscach. Szef Głównego Zarządu Wywiadu Kyryło Budanow stwierdził, że ukraińska kontrofensywa jest trudna, „ponieważ Rosja zbudowała stacjonarne, w pełni wyposażone, wypełnione betonem punkty obronne. Najważniejsze jest to, że ofensywa nie zatrzymuje się, ale trwa”. Dodał także, ze ofensywa w kierunku Bachmutu jest „nieco szybsza” niż na południu.
Około 15:00 ukraińskie wojsko ponownie uderzyło rakietami w most Czonhar oraz w mniejszy most na drodze Chersoń–Krym w Geniczesku, w wyniku czego zostały one poważnie uszkodzone; oba mosty były wykorzystywane przez Rosjan jako linie zaopatrzeniowe. Prorosyjscy urzędnicy przedstawili zdjęcia przedstawiające dziurę na środku jezdni w Czonhar i twierdzili, że rosyjska obrona przeciwlotnicza zestrzeliła 9 z 12 rzekomo wystrzelonych pocisków. Analitycy uważali, że uderzenie zostało przeprowadzone przez francuskie lub brytyjskie pociski Storm Shadow wystrzelone z samolotów Su-24. W opinii ISW uderzenia sił ukraińskich na ważne dla logistyki Rosjan mosty w Czonharze i Heniczesku to część kampanii, przygotowującej warunki do dalszych decydujących działań kontrofensywnych. Ukraińcy kontynuowali działania kontrofensywne na co najmniej dwóch odcinkach frontu. Wojska rosyjskie przeprowadziły ataki wzdłuż linii Kupiańsk–Swatowe–Kreminna, w pobliżu Bachmutu, wzdłuż linii Awdijiwka–Donieck, na granicy obwodu zaporoskiego i donieckiego oraz w zachodnim obwodzie zaporoskim, robiąc postępy na niektórych obszarach. Ponadto rosyjskie władze nadal ustanawiały powiązania instytucjonalne między rosyjskimi i ukraińskimi strukturami rządowymi a służbami socjalnymi na zajętej Ukrainie.
Gubernator Ołeh Siniehubow poinformował, że co najmniej trzy osoby zginęły, a sześć zostało rannych w wyniku rosyjskich ataków na obwód charkowski w ciągu ostatnich 24h. Rosjanie przeprowadzili także ostrzał obwodu zaporoskiego, w rezultacie czego wybuchł pożar w jednym z 10-piętrowych budynków w Orichiwie. Pożar został ugaszony; nie odnotowano żadnych ofiar. Mer Siergiej Sobianin stwierdził, że ok. 11:00 czasu lokalnego został zestrzelony dron w pobliżu Moskwy, powodując ponowne zakłócenia na międzynarodowym lotnisku Wnukowo. Według agencji TASS SZ Ukrainy zamierzały zaatakować obiekty w obwodzie moskiewskim za pomocą drona, ale został on zniszczony przez obronę przeciwlotniczą na terytorium rejonu podolskiego.
Rzecznik Federacji Rosyjskiej Dmitrij Pieskow na pytanie dziennikarza The New York Times: „Czy Rosja chce zająć jeszcze więcej terytorium Ukrainy?”, stwierdził, że: „Nie. Chcemy po prostu kontrolować całą ziemię, którą teraz zapisaliśmy w naszej konstytucji jako naszą”.
Generał Mykoła Ołeszczuk z okazji Dnia Sił Powietrznych Ukrainy podał, że od początku inwazji Rosji ukraińskie lotnictwo zneutralizowało ponad 3,5 tys. rosyjskich celów powietrznych, w tym 350 samolotów i śmigłowców, 1200 pocisków manewrujących, 24 rakiety balistyczne, ponad 2 tys. dronów i 13 rakiet Kindżał. Dodał również, że „w pierwszych godzinach inwazji obiecaliśmy nie oddać wrogowi kontroli nad naszym niebem i dotrzymaliśmy słowa” oraz „pomimo przewagi Rosjan w powietrzu, ukraińscy lotnicy wykonali ponad 14 tys. lotów bojowych”.

### 7 sierpnia

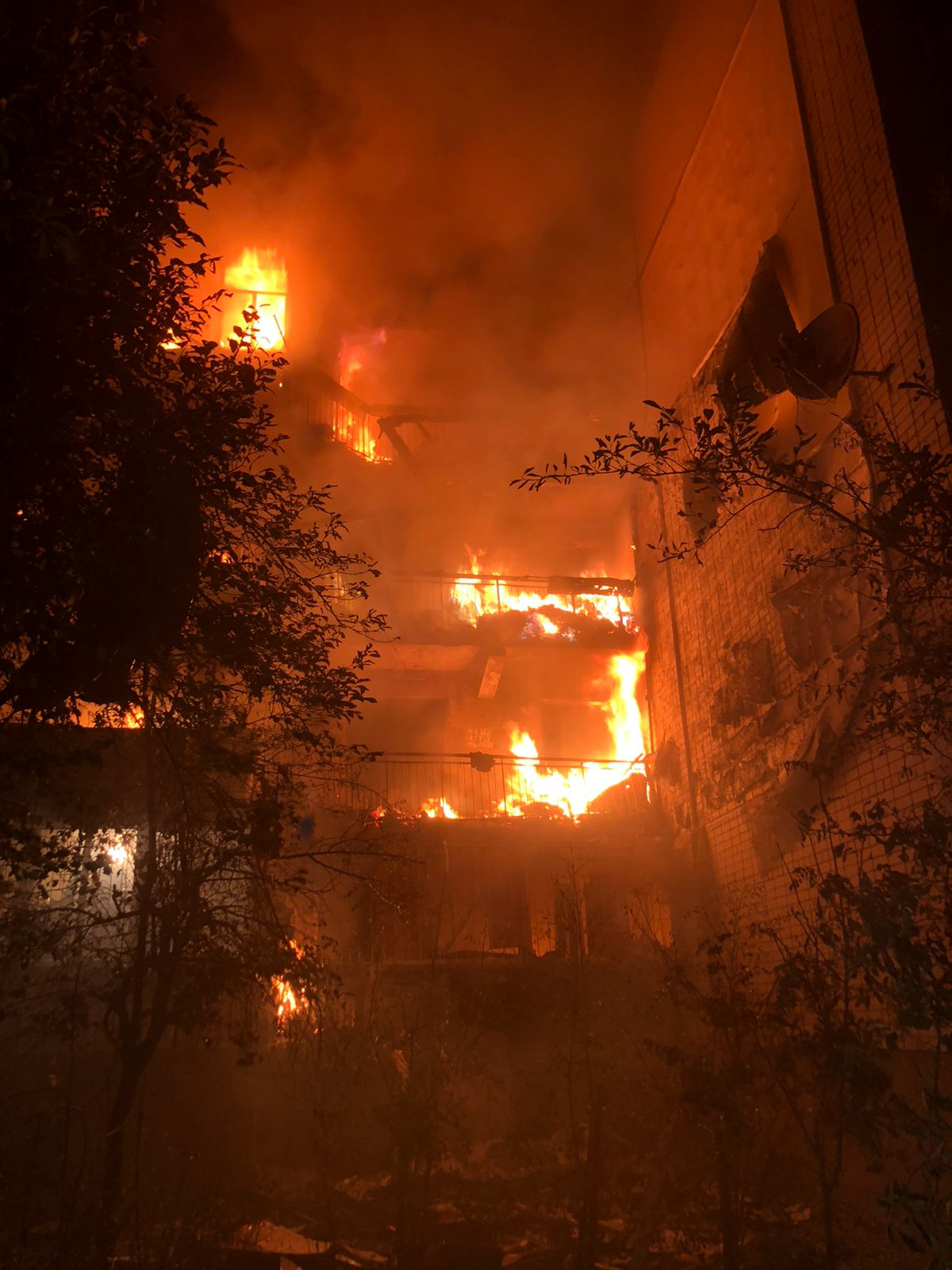
9-piętrowy budynek mieszkalny w Chersoniu po nocnym rosyjskim ostrzale; jedna osoba zginęła, a kilka zostało rannych.

Ukraiński Sztab podał, że kontynuowano ofensywę w kierunku Melitopola i Berdiańska, okopując się na zajętych obszarach i atakując ogniem kontrbateryjnym. Rosja atakowała w kierunkach Kupiańska, Bachmutu, Awdijiwki, Marjinki i Zaporoża, gdzie odparto do 37 ataków. W kierunku kupiańskim odpierano rosyjskie ataki w okolicach Synkiwki, na północ od Iwaniwki i na południe od Nowoselewskiego. W kierunku bachmuckim Rosjanie prowadzili bezskuteczne ataki w rejonie Andrijiwki, Kurdiumiwki i Drużby. W kierunkach awdijiskim i marjińskim prowadzono nieudane ataki w pobliżu Awdijiwki i Marjinki. W kierunku zaporoskim siły rosyjskie przeprowadziły bezskuteczne ataki w okolicy Robotyne. W ciągu 24h Rosjanie przeprowadzili siedem ataków rakietowych, 42 naloty i 66 ostrzałów na pozycje ukraińskie i tereny zaludnione (odnotowano zabitych i rannych wśród cywilów oraz zniszczoną infrastrukturę). Lotnictwo ukraińskie dokonało dziewięciu nalotów na miejsca koncentracji, z kolei artyleria zaatakowała dwa punkty kontrolne, trzy rejony koncentracji, pięć jednostek artylerii i dwie stacje radiolokacyjne. Według generała Ołeksandra Tarnawskiego, Rosja wystrzeliła chemiczny środek bojowy chloropikrynę w kierunku wsi Nowodanyliwka w obwodzie zaporoskim, jednak nikt nie został ranny.
Ministerstwo Spraw Wewnętrznych Ukrainy podało, że w wyniku wieczornych rosyjskich ataków rakietowych na Pokrowsk w obwodzie donieckim zginęło co najmniej siedem osób, a 88 zostało rannych, w tym dwoje dzieci, 29 policjantów i siedmiu ratowników (podczas pierwszego ataku). Drugi ostrzał nastąpił kilka minut po pierwszym, gdy ukraińscy ratownicy rozpoczęli akcję ratowniczą. Wśród ofiar byli pracownicy ochrony i ratownicy, którzy po pierwszym ataku ruszyli na pomoc. Zginął m.in. pułkownik Andrij Omelczenko, zastępca szefa Zarządu Głównego Państwowego Pogotowia Ratunkowego. Gubernator Pawło Kyrylenko powiedział, że centralna część miasta została trafiona dwoma rakietami Iskander w ciągu mniej niż 1h, niszcząc dwa wielopiętrowe budynki mieszkalne, prywatne domy, hotel, lokale gastronomiczne, sklepy i budynki administracyjne. Ministerstwo Obrony ogłosiło, że uderzyło w ukraińskie stanowisko dowodzenia. Rzecznik ukraińskiej agencji ochrony ludności oskarżył Rosję o zabicie w sumie 78 ratowników i zranienie kolejnych 280 osób w wyniku ostrzałów od początku wojny w lutym 2022 roku.
Gubernator Ołeksandr Prokudin poinformował, że wczesnym rankiem siły rosyjskie wielokrotnie ostrzelały 9-piętrowy wieżowiec w Chersoniu, w wyniku czego zginęła jedna osoba, a 12 osób zostało rannych, w tym dwóch strażaków. Według Prokudina obwód chersoński został zaatakowany 68 razy, w rezlutacie czego wystrzelono 342 pociski z moździerzy, artylerii, czołgów i dronów. Szef Kancelarii prezydenta Andrij Jermak stwierdził, że Rosjanie uderzyli w dom we wsi Kucheriwka w obwodzie charkowskim, zabijając dwie osoby i raniąc trzy inne. Gubernator Serhij Łysak podał, że wielokrotnie ostrzelano Nikopol, zabijając 36-letniego mężczyznę i raniąc jedną osobę. W mieście uszkodzone zostały domy, budynki gospodarcze, samochody, gazociąg i linie energetyczne. Z kolei gubernator Ołeh Syniehubow poinformował, że wieczorem Rosjanie zrzucili cztery bomby lotnicze FAB-250 na Kruhliakiwkę w rejonie kupiańskim, zabijając dwóch cywilów i raniąc siedmiu innych. Uszkodzonych zostało sześć budynków mieszkalnych. W Rosji podobno zestrzelono dwa drony nad obwodami biełgorodzkim i kałuskim.
W ocenie ISW siły ukraińskie kontynuowały kontrofensywę na co najmniej dwóch odcinkach frontu, przeprowadzając ataki wzdłuż linii Kupiańsk–Swatowe–Kreminna, w pobliżu Bachmutu, wzdłuż linii Awdijiwka–Donieck, na granicy obwodu donieckiego i zaporoskiego oraz w zachodnim obwodzie zaporoskim oraz robiąc postępy na niektórych obszarach. Z kolei Rosjanie także przeprowadzili ataki wzdłuż linii Kupiańsk–Swatowe–Kreminna, w pobliżu Bachmutu, wzdłuż linii Awdijiwka–Donieck, wzdłuż granicy obwodu donieckiego i zaporoskiego oraz w zachodnim obwodzie zaporoskim oraz zrobili postępy na niektórych obszarach. Armia rosyjska i władze okupacyjne nadal starały się złagodzić wpływ niedawnych ukraińskich ataków na węzły logistyczne wzdłuż kluczowych rosyjskich linii komunikacyjnych łączących okupowany Krym z obwodem chersońskim. Ponadto rosyjskie władze okupacyjne w dalszym ciągu wykorzystywały kapitał macierzyński, aby zmusić ukraińskich cywilów na zajętych terenach do przyjęcia rosyjskiego obywatelstwa i zwiększyć kontrolę społeczną na tych obszarach.
Asystent sekretarza sił lądowych ds. uzbrojenia Doug Bush poinformował, że producent czołgów M1 Abrams zakończył remont ostatnich z 31 zakupionych dla Ukrainy pojazdów; „One są już ukończone. Teraz muszą trafić do Europy i na Ukrainę, razem ze wszystkimi dołączonymi do tego rzeczami: amunicją, częściami zamiennymi, paliwem, sprzętem, instalacjami do napraw”. Dodał także, że maszyny trafią na Ukrainę „wczesną jesienią”.
Doszło do wymiany jeńców pomiędzy Ukrainą i Rosją. Z niewoli rosyjskiej uwolniono kolejnych 22 ukraińskich żołnierzy, którzy brali udział w walkach na różnych odcinkach frontu. Rzecznik Praw Obywatelskich Rady Najwyższej Dmytro Lubinets powiedział, że od początku rosyjskie inwazji do 7 sierpnia 2023 roku z rosyjskiej niewoli powróciło 2598 ukraińskich żołnierzy.
Białoruś rozpoczęła ćwiczenia wojskowe w obwodzie grodzieńskim, w pobliżu przesmyku suwalskiego, który łączy Litwę, Łotwę i Estonię z resztą sojuszu NATO i oddziela Białoruś od Kaliningradu. Białoruskie Ministerstwo Obrony poinformowało, że ćwiczenia bazowały na doświadczeniach z konfliktu rosyjsko-ukraińskiego, które obejmują użycie dronów, a także ścisłą współpracę jednostek czołgów i zmotoryzowanych z jednostkami innych rodzajów wojsk.

### 8 sierpnia

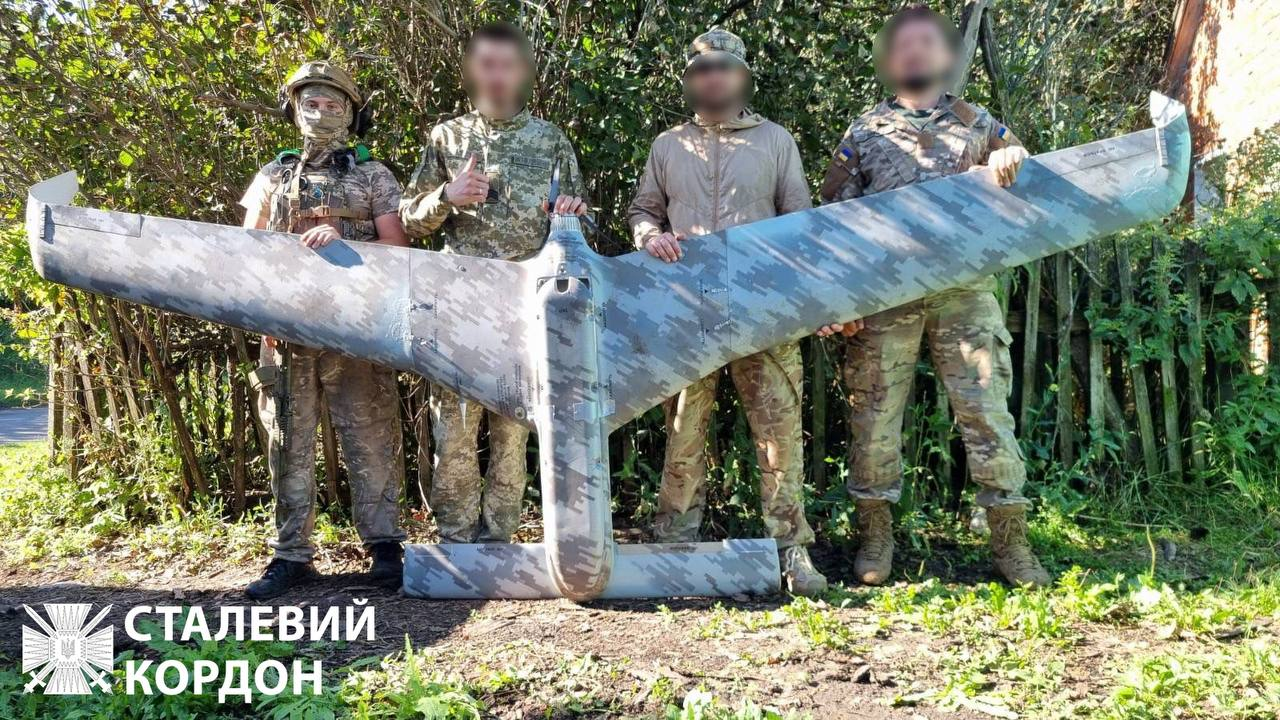
Rosyjski dron rozpoznawczy Eleron T-16 przejęty przez ukraińską straż graniczną „na kierunku Charkowa”.

Według rzecznika ukraińskiego zgrupowania Tauryda Serhija Kuzmina siły ukraińskie „kontynuowały działania ofensywne w pobliżu wsi Robotyne”, gdzie „pierwsza linia obrony rosyjskich okupantów została przełamana, a pierwsza linia jest bardzo trudna. Żołnierze ukraińscy przeszli i posuwają się naprzód, ale ruch ten był spowalniany przez pola minowe i brak samolotów”. Kuzmin dodał, że rośnie liczba wyszkolonych rosyjskich żołnierzy. Armia rosyjska, zgodnie z deklaracjami, sprowadziła rezerwowych żołnierzy rozmieszczonych do tej pory na drugiej linii, w tym żołnierzy marynarki wojennej, sił specjalnych i paramilitarnych. Prorosyjski szef obwodu Witalij Ganczew, podał, że „pięć miejscowości dołączyło do kontrolowanych przez [Rosjan] terytoriów obwodu charkowskiego”.
Szereg rosyjskich źródeł (głównie blogerzy wojenni) podawał, że wojska ukraińskie (ok. 40-50 żołnierzy) na pokładzie siedmiu łodzi wylądowały na wschodnim brzegu Dniepru w pobliżu wsi Kozaczi Łaheri w obwodzie chersońskim i zdołały przedrzeć się przez rosyjskie linie obronne, posuwając się na głębokość 800 m. Źródła podkreślały, że rosyjskie dowództwo przerzuciło niedawno jednostki wojsk powietrznodesantowych na Zaporoże i zastąpiło je zmobilizowanymi żołnierzami, osłabiając w ten sposób obronę wojsk rosyjskich w tym regionie. Według ISW oddziałom ukraińskim udało się przeprowadzić ograniczony rajd na kontrolowaną przez Rosjan część obwodu chersońskiego, chociaż nie było jasne, czy udało im się utrzymać tam trwałą obecność. Szef obwodu chersońskiego Wołodymyr Saldo przekonywał, że ukraińskie łodzie odepchnął ogień artylerii. Wieczorem większość rosyjskich źródeł zaktualizowała swoje doniesienia, twierdząc, że Rosjanie w dalszym ciągu kontrolują Kozaczi Łaheri. Tymczasem Ukraińcy kontynuowali kontrofensywę na co najmniej dwóch odcinkach frontu i zrobili postępy w pobliżu Swatowego. Siły rosyjskie przeprowadziły ataki wzdłuż linii Kupiańsk–Swatowe–Kreminna, w pobliżu Bachmutu, wzdłuż linii Awdijiwka–Donieck, na granicy obwodu donieckiego i zaporoskiego oraz w zachodnim obwodzie donieckim, robiąc postępy na niektórych obszarach. Rosyjskie władze okupacyjne przygotowywały się do wyborów regionalnych na zajętych terenach Ukrainy.
SG Ukrainy poinformował, że kontynuowano ofensywę w kierunku Melitopola i Berdiańska, okopując się na zajętych obszarach i atakując ogniem kontrbateryjnym. Rosja atakowała w kierunkach Kupiańska, Bachmutu, Awdijiwki, Marjinki i Szchtarska, gdzie odparto ponad 30 ataków. W kierunku kupiańskim odpierano rosyjskie ataki w pobliżu Synkiwki. W kierunku bachmuckim siły rosyjskie prowadziły nieudane ataki w na obrzeżach Kliszczijewki i w rejonie Zajcewego. W kierunkach awdijiskim i marjińskim Ukraińcy odparli rosyjskie ataki w pobliżu Nowokalynowego, Awdijiwki, Siewiernego, Marjinki i Nowomychajliwki. W kierunku szachtarskim Rosjanie przeprowadzili nieudane próby przywrócenia utraconych pozycji w rejonie Staromajorśkiego. W ciągu doby Rosja przeprowadziła cztery ataki rakietowe, 53 naloty i 86 ostrzałów na pozycje ukraińskie i tereny zaludnione (odnotowano zabitych i rannych wśród cywilów oraz zniszczoną infrastrukturę). Lotnictwo Ukrainy dokonało 10 nalotów na miejsca koncentracji; artyleria uderzyła w dwa punkty kontrolne, pięć jednostek artylerii, magazyn amunicji i dwie stacje walki radioelektronicznej. Wiceminister obrony Hanna Malar podała, że w obwodzie chersońskim (m.in. Kachowce) Rosjanie pozorowali odwrót, żeby poznać nastroje miejscowej ludności w celu wykrycia osób o proukraińskich poglądach. Najpierw celowo rozpowszechniano pogłoski o wycofywaniu się oddziałów rosyjskich, następnie przemieszczano sprzęt w inne miejsce i podjudzano cywilów do swobodnego wypowiadania się na temat Rosjan.
Gubernator Serhij Łysak podał, że jedna osoba zginęła, a trzy zostały ranne w wyniku rosyjskiego ostrzału w Nikopolu. W ataku uszkodzono pięć domów, dwa budynki gospodarcze, kościół i kilka linii energetycznych. Poinformowano również, że kolejne osiem osób zostało rannych w różnych regionach Ukrainy. Według gubernatora Jurija Małaszki zaatakowano 21 miejscowości w obwodzie zaporoskim, przeprowadzając 87 ataków w ciągu 24h, z kolei gubernator Ołeksandr Prokudin podał, że w obwód chersoński zaatakowano 66 razy, raniąc dwie osoby.
Według OSW 5 sierpnia Rosjanie zajęli Nowoseliwśke, które przez wiele miesięcy było głównym punktem ukraińskiego oporu na południowy wschód od Kupiańska. W kolejnych dniach poczynili oni postępy na wschód od tego miasta, wdzierając się 3–4 km w głąb pozycji ukraińskich w pasie o szerokości 11–12 km. Postępy rosyjskie potwierdził ukraiński Sztab Generalny. Niepowodzeniem zakończyły się rosyjskie próby wyparcia Ukraińców z obszarów na południowy zachód od Bachmutu oraz kolejne ataki w okolicach Awdijiwki, Marjinki i Krasnohoriwki. Do względnego uspokojenia sytuacji doszło w rejonie rosyjskich przyczółków po zachodniej stronie rzeki Żerebeć i na południowy zachód od Kreminnej. Zmian nie przyniosły ukraińskie ataki na północny i południowy zachód od Bachmutu, a także na południe od Wełykiej Nowosiłki oraz Orichiwa. Według SG Ukrainy Rosjanie na południowy wschód od drugiego z tych miast przeprowadzili nieudany atak.
Dziennik Handelsblatt poinformował, że Rheinmetall kupił 50 czołgów Leopard 1 z prywatnych zapasów należących do Freddy’ego Versluysa, dyrektora generalnego belgijskiej firmy zbrojeniowej OIP Land Systems. Zostaną one wyremontowane w fabrykach w Düsseldorfie i przekazane Ukrainie; docelowo zostanie dostarczonych ok. 30 czołgów. Czołgi zostały kupione od belgijskiej armii, gdy ta ograniczała wydatki, zanim rząd bezskutecznie próbował je ponownie odkupić i przekazać Ukrainie.
Służba Bezpieczeństwa Ukrainy oświadczyła, że udaremniła próbę cyberataku rosyjskiej grupy hakerskiej o nazwie Sandworm, używającej 10 rodzajów złośliwego oprogramowania do zbierania danych wywiadowczych z urządzeń używanych przez ukraińskich żołnierzy.

### 9 sierpnia
Wiceminister obrony Hanna Malar poinformowała, że głównym kierunkiem ofensywy Rosjan pozostawał kierunek kupiański, gdzie sformowano grupę uderzeniową i próbowano posuwać się naprzód w celu przełamania ukraińskiej obrony i uderzenia na Kupiańsk; „Sytuacja operacyjna była złożona, ale znajdowała się pod kontrolą”. W rejonie Bachmutu trwał atak Ukraińców na południowej flance rosyjskiego zgrupowania w mieście, z kolei Rosjanie „prowadzili natarcia i próbowali odzyskać stracone pozycje na przedmieściach Kliszczijiwki i w rejonie Zajcewa”. Na kierunkach Melitopola i Berdiańska Ukraińcy odnieśli „częściowe sukcesy” w rejonie Urożajne, Pryjutne i Werbowe. Ponadto Malar nie potwierdziła rosyjskich doniesień o sforsowaniu Dniepru i wylądowaniu na wschodnim brzegu rzeki w obwodzie chersońskim.
Sztab Ukrainy podał, że kontynuowano ofensywę w kierunku Melitopola i Berdiańska, okopując się na zajętych obszarach i atakując ogniem kontrbateryjnym. Wojska rosyjskie atakowały w kierunkach Kupiańska, Bachmutu, Awdijiwki, Marjinki, Szachtarska i Zaporoża, gdzie odparto do 30 ataków. W kierunku kupiańskim odparto rosyjskie ataki na północ od Sinkiwki i na północny wschód od Iwaniwki. W kierunku bachmuckim siły rosyjskie prowadziły nieudane ataki w na obrzeżach Kliszczijewki i na północny wschód od Drużby. W kierunkach awdijiskim i marjińskim Ukraińcy odparli rosyjskie ataki w pobliżu Awdijiwki, Siewiernego i Marjinki. W kierunku szachtarskim Rosjanie przeprowadzili nieudane próby odbicia utraconych pozycji w rejonie Staromajorśkiego. W kierunku zaporoskim prowadzono nieskuteczne ataki na południe od Nowodaniłiwki. W ciągu 24h FR przeprowadziła trzy ataki rakietowe, 50 nalotów i 59 ostrzałów na pozycje ukraińskie i tereny zaludnione (odnotowano zabitych i rannych wśród cywilów oraz zniszczoną infrastrukturę). Ukraińskie lotnictwo dokonało 10 nalotów na miejsca koncentracji oraz dwa na kompleks rakiet przeciwlotniczych i centrum logistyczne, natomiast artyleria uderzyła w trzy punkty kontrolne, sześć jednostek artylerii, rejon koncentracji, skład amunicji i stację walki radioelektronicznej. Armia ukraińska dokonała ataku na rosyjskie centrum dowodzenia w Nowej Kachowce. Trzy osoby zginęły, a 11 zostało rannych podczas ostrzału Doniecka. Atak przeprowadzono przy użyciu amunicji kasetowej, prawdopodobnie pochodzącej z zapasów SZ Ukrainy.
Minister spraw wewnętrznych Ihor Kłymenko poinformował, że o 20:35 wojska rosyjskie przeprowadziły atak rakietowy na Zaporoże, w wyniku którego zginęły trzy osoby, a dziewięć zostało rannych oraz uszkodzono kościół i sklepy w dzielnicy szewczenkowskiej.
Doszło do eksplozji hangaru Zagorskiego Zakładu Optyczno-Mechanicznego w Siergijewie Posadzie (ok. 70 km na północ od Moskwy), który produkuje m.in. celowniki optyczne dla lotnictwa, celowniki termiczne, detekcyjne stacje laserowe, przyrządy obserwacyjne oraz noktowizory i lornetki. Co najmniej 45 osób zostało rannych, w tym sześć poważnie. Rosyjskie Ministerstwo Obrony poinformowało o zestrzeleniu dwóch dronów nad terytorium obwodu moskiewskiego, określając to jako zapobieżenie atakowi terrorystycznemu. Mer Moskwy Siergiej Sobianin poinformował, że „jeden dron został zestrzelony w rejonie Domodiedowa, na południe od stolicy, a drugi „w rejonie autostrady Mińska, na zachód od Moskwy”. Gubernator obwodu briańskiego Aleksandr Bogomaz stwierdził, że ukraiński ostrzał w miejscowości Biła Berezka uszkodził kilka prywatnych budynków mieszkalnych, obiektów użyteczności publicznej, obszarów produkcyjnych zakładu przemysłowego, kilka obiektów handlowych i wiele samochodów.
W opinii ISW siły ukraińskie kontynuowały kontrofensywę na co najmniej trzech odcinkach frontu i posuwały się naprzód na niektórych obszarach. Rosjanie kontynuowali ataki na linii Swatowe–Kreminna, w rejonie Bachmutu, wzdłuż linii Awdijiwka–Donieck, na granicy obwodu donieckiego i zaporoskiego oraz w zachodnim obwodzie zaporoskim, posuwając się naprzód na linii Swatowe–Kreminna, na północ od Bachmutu oraz w zachodnim obwodzie zaporoskim. Ponadto siły rosyjskie prawdopodobnie przewoziły sprzęt wojskowy przez Kazachstan do Rosji, ale Instytut nie znalazł żadnych dowodów potwierdzających te doniesienia.
Niemcy przekazały Ukrainie kolejny pakiet pomocy wojskowej, który obejmował dwa systemy przeciwrakietowe MIM-104 Patriot, 10 pojazdów terenowych BV206, 6525 szt. amunicji dymnej 155 mm, cztery drony rozpoznawcze Vector, pięć pojazdów ochrony granic, sześć ciągników siodłowych 8x8 HX81 z sześcioma naczepami, dwie ciężarówki 8x6 do obsługi ładunków i 100 karabinów maszynowych MG5.
Prezydent Zjednoczonych Emiratów Arabskich Muhammad ibn Zajid Al Nahajjan zaproponował, że jego kraj mógłby być gospodarzem spotkania prezydenta Ukrainy Wołodymyra Zełenskiego z prezydentem Rosji Władimirem Putinem w listopadzie lub grudniu 2023 roku.

### 10 sierpnia

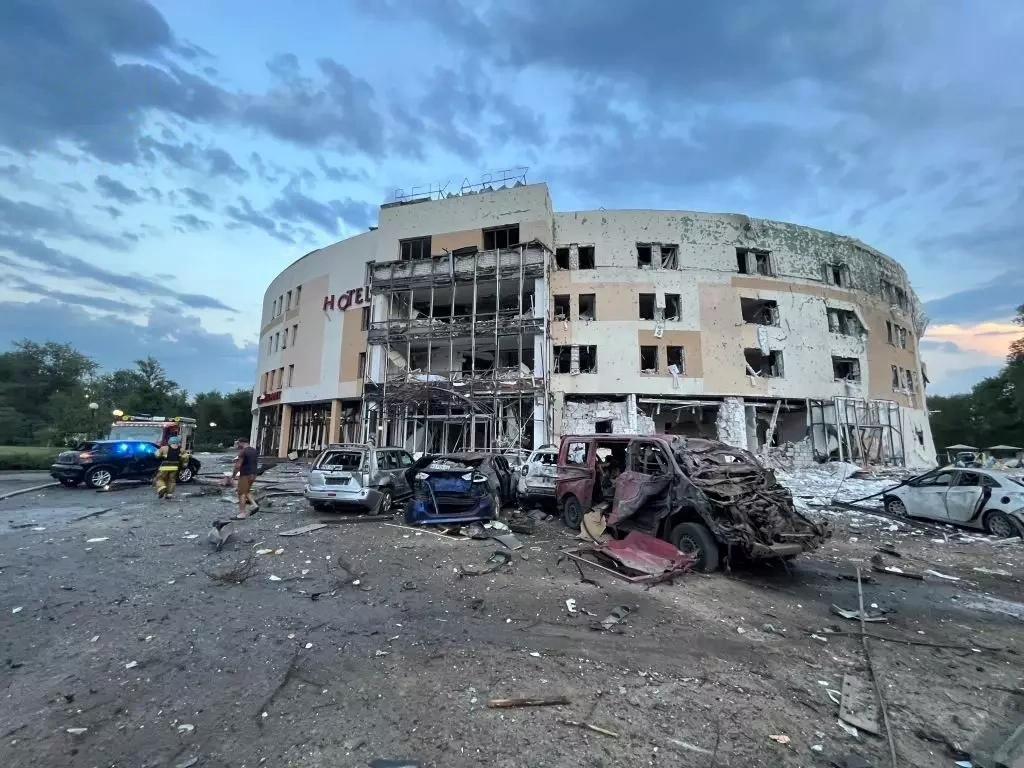
Hotel „Reikartz Zaporoże” w Zaporożu po wieczornym rosyjskim ataku rakietowym; jedna osoba zginęła, a 16 zostało rannych.

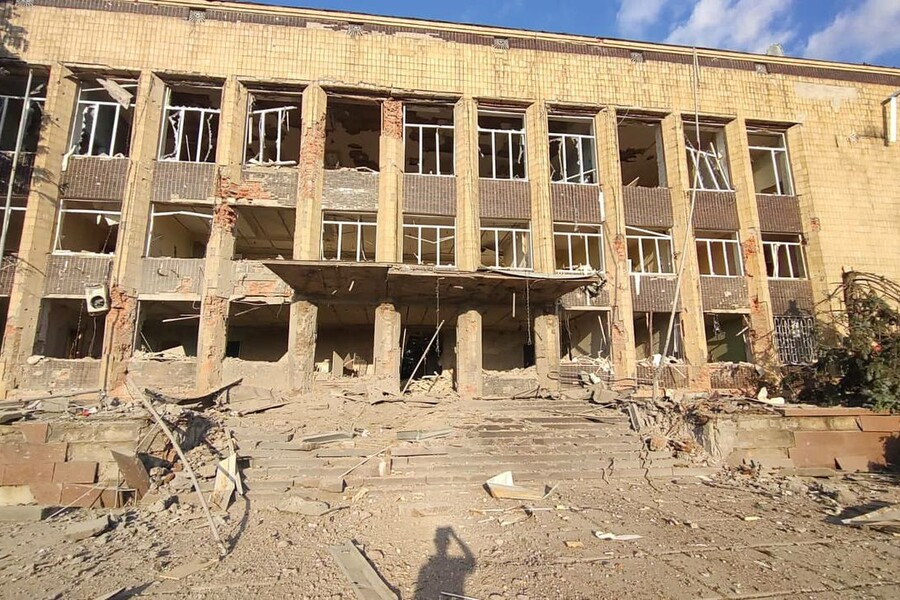
Rada miejska Kupiańska po nocnym rosyjskim ataku bombą lotniczą FAB-250.

Według Sztabu Ukrainy kontynuowano ofensywę w kierunku Melitopola i Berdiańska, okopując się na zajętych obszarach i atakując ogniem kontrbateryjnym. Rosjanie koncentrowali się na atakach w kierunkach Kupiańska, Bachmutu, Awdijiwki, Marjinki i Szachtarska, gdzie odparto do 34 ataków. W kierunku kupiańskim siły rosyjskie prowadziły nieudane ataki w rejonie Nadiji i na południe od Nowoselewskiego. W kierunku bachmuckim prowadzono bezskuteczne ataki w okolicy Bohdaniwki. W kierunkach awdijiskim i marjińskim Ukraińcy odparli rosyjskie ataki w pobliżu Awdijiwki i Marjinki. W kierunku szachtarskim przeprowadzono nieudane próby odbicia utraconych pozycji w rejonie Staromajorśkiego. W ciągu dnia Rosja przeprowadziła pięć ataków rakietowych, 61 nalotów i 70 ostrzałów na pozycje ukraińskie i tereny zaludnione (odnotowano zabitych i rannych wśród cywilów oraz zniszczoną infrastrukturę). Lotnictwo ukraińskie dokonało 10 nalotów na miejsca koncentracji oraz dwa na kompleksy rakiet przeciwlotniczych; artyleria zaatakowała cztery jednostki artylerii, dwa obszary koncentracji, dwie stacje walki radioelektronicznej i centrum łączności.
Ukraińskie władze zarządziły obowiązkową ewakuację ponad 11 tys. cywilów z 37 miejscowości w rejonie kupiańskim (obwód charkowski), położonych na lewym brzegu rzeki Oskoł, w związku z postępem wojsk rosyjskich oraz wzmożonymi rosyjskimi atakami i ostrzałami w tym rejonie. Linia frontu przebiegała w odległości ok. 10 km od Kupiańska, którego lewobrzeżna część również podlegała ewakuacji. Szef kupiańskiej administracji Andrij Besedin, powiedział, że osoby, które odmówią ewakuacji, muszą napisać oficjalne pismo odmowne. Ukraińska Marynarka Wojenna ogłosiła nowe tymczasowe trasy dla statków cywilnych płynących do lub z jej portów na Morzu Czarnym w związku z rosyjską blokadą.
Gubernator Jurij Małaszko poinformował, że ok. 20:00 jedna osoba zginęła, a 16 zostało rannych (w tym czworo dzieci) w rosyjskim ataku rakietowym na Zaporoże. Według lokalnych urzędników atak uszkodził placówki medyczne i edukacyjne, dwa wieżowce oraz hotel „Reikartz Zaporoże”, w którym często przebywał personel ONZ. Ostrzał został potępiony przez koordynatorkę ds. pomocy humanitarnej ONZ na Ukrainie Denise Brown, której zespół wykorzystał hotel podczas podróży do miasta. Rosyjskie media podały, że hotel był bazą SZ Ukrainy. Według władz regionalnych cztery osoby zginęły, a 41 zostało rannych w ciągu ostatniej doby w oddzielnych atakach na dziewięć obwodów; ofiary śmiertelne odnotowano w obwodach donieckim, charkowskim i zaporoskim. Magazyn ropy naftowej w Dubnie w obwodzie rówieńskim został zniszczony podczas nocnego ataku rosyjskich dronów. Atak trwał od 23:00 do 4:00 rano, użyto podczas niego 10 dronów Shahed 136/131. Około północy rosyjski atak bombą lotniczą FAB-250 uszkodził dom i budynek rady miejskiej w Kupiańsku. O 7:30 miasto zostało ostrzelane rakietami, które trafiły w 5-piętrowy budynek. Ponadto ostrzelana została wieś Kondrasziwka w rejonie kupiańskim; dwie osoby zostały ranne.
Ministerstwo Obrony Rosji podało, że dwa drony „lecące w kierunku Moskwy zostały zniszczone”, a 11 kolejnych zestrzelono w pobliżu Sewastopola, w tym dwa z zostały „trafione przez sprzęt przeciwlotniczy, a kolejnych dziewięć zostało stłumionych za pomocą walki elektronicznej i rozbiło się na Morzu Czarnym przed osiągnięciem celu”. Według doniesień dwie osoby zginęły w wyniku ukraińskiego ostrzału we wsi Czusy w obwodzie briańskim.
Według ISW Ukraińcy kontynuowali kontrofensywę na co najmniej trzech odcinkach frontu i posunęli się naprzód w rejonie granicy obwodu donieckiego i zaporoskiego. Siły rosyjskie przeprowadziły ataki wzdłuż linii Kupiańsk–Swatowe–Kreminna, w pobliżu Bachmutu, wzdłuż linii Awdijiwka–Donieck, na granicy obwodu donieckiego i zaporoskiego oraz w zachodnim obwodzie zaporoskim, robiąc pewne postępy. Ponadto ukraiński wojskowy poinformował, że Rosjanie przejmowali cywilną infrastrukturę w ramach represji wobec miejscowej ludności na zajętych obszarach.
Administracja prezydenta Joego Bidena zwróciła się do Kongresu o umożliwienie przekazania ponad 13 miliardów dolarów na kolejne wydatki wojskowe dla Ukrainy, powołując się przy tym na potrzebę dalszego wspierania strony ukraińskiej. Dyrektor Biura ds. Zarządzania i Budżetu Shalanda Young stwierdziła, że środki zostaną przeznaczone dla Ukrainy oraz „innych krajów dotkniętych niesprowokowaną i brutalną inwazją Rosji”. Od początku wojny ukraińsko-rosyjskiej Stany Zjednoczone wsparły Ukrainę ponad 113 miliardami dolarów. Azerbejdżan przekazał Ukrainie maszynę do rozminowywania i zaoferował szkolenie ukraińskich saperów przez swoich ekspertów.

### 11 sierpnia
ISW, powołując się na materiały geolokalizacyjne, oceniło, że siły ukraińskie dotarły do północnych obrzeży wsi Robotyne na froncie zaporoskim i do miejscowości Urożajne na froncie donieckim na południu kraju. W sieci opublikowano zdjęcie, na którym żołnierz Wojsk Obrony Terytorialnej stoi przy tablicy na wjeździe do Robotyne, potwierdzając, że Ukraińcy znajdowali się w miejscowości. Dowódca ukraińskiego zgrupowania Tauryda generał Ołeksandr Tarnawski stwierdził, że Ukraińcy z powodzeniem posuwali się naprzód na froncie południowym. Według niego ostatniej doby zginęło 49 żołnierzy rosyjskich, 208 zostało rannych oraz zniszczono 16 jednostek sprzętu i pięć magazynów amunicji.
Ukraiński Sztab podał, że kontynuowano ofensywę w kierunku Melitopola i Berdiańska, okopując się na zajętych obszarach i atakując ogniem kontrbateryjnym. Rosjanie koncentrowali się na atakach w kierunkach Kupiańska, Bachmutu, Awdijiwki, Marjinki i Szachtarska, gdzie odparto ponad 30 ataków. W kierunku kupiańskim siły rosyjskie prowadziły nieudane ataki w rejonie Synkiwki i Iwaniwki. W kierunku bachmuckim prowadzono bezskuteczne ataki w okolicy Bohdaniwki, Kliszczijiwki i Biłej Hory. W kierunkach awdijiskim i marjińskim siły ukraińskie odparły rosyjskie ataki w pobliżu Awdijiwki i Marjinki. W kierunku szachtarskim przeprowadzono nieudane próby odbicia utraconych pozycji w rejonie Urożajne. W ciągu doby Rosjanie przeprowadzili pięć ataków rakietowych, 31 nalotów i 49 ostrzałów na pozycje ukraińskie i tereny zaludnione (odnotowano zabitych i rannych wśród cywilów oraz zniszczoną infrastrukturę). Lotnictwo ukraińskie dokonało jednego nalotu na miejsce koncentracji, z kolei artyleria zniszczyła przeciwlotniczy system rakietowy Strieła-10.
Rosja przeprowadziła ataki rakietowe na Kijów oraz obwody chmielnicki i winnicki. Ukraińskie Siły Powietrzne poinformowały, że o 10:05 w kierunku lotniska w Kołomyi w obwodzie iwanofrankiwskim wystrzelono cztery pociski Kindżał, dodając, że jeden z nich zestrzelono nad stolicą. Mer Kijowa Witalij Kłyczko podał, że szczątki pocisku spadły w trzech miejscach rejonu obołońskiego, powodując szkody w mieniu cywilnym, m.in. na terenie szpitala dziecięcego czy domu przy ul. Bohatyrskiej; nie odnotowano żadnych ofiar. Pozostałe pociski uderzyły w pobliżu lotniska w Kołomyi i uszkodziły infrastrukturę cywilną. Zaatakowani zostali ukraińscy piloci, którzy pojadą szkolić się na myśliwcach F-16. Jeden z pocisków trafił w prywatny dom w obwodzie iwanofrankiwskim, zabijając 8-letnie dziecko. Według ukraińskich władz rosyjskie ataki na Chersoń, Komyszany i Berysław zabiły jednego cywila i raniły 10 innych, w tym dwóch policjantów. W ciągu 24h obwód chersoński został ostrzelany 60 razy przez wojska rosyjskie. Ponadto jedna osoba zginęła, a dziewięć zostało rannych w rosyjskich nalotach w obwodzie donieckim i charkowskim; 80 budynków zostało uszkodzonych w obwodzie donieckim.
Rosja poinformowała, że zestrzelono ukraińskiego drona nad zachodnią częścią Moskwy; „Dzisiejszego popołudnia próba reżimu kijowskiego przeprowadzenia ataku terrorystycznego przy użyciu bezzałogowego statku powietrznego na obiekt w Moskwie została udaremniona”.
W ocenie ISW siły ukraińskie prowadziły działania kontrofensywne na co najmniej trzech odcinkach frontu i posunęły się naprzód na granicy obwodu donieckiego i zaporoskiego oraz w zachodnim obwodzie zaporoskim. Zdaniem Instytutu „kontrofensywne działania ukraińskie zmuszały wojsko rosyjskie do przemieszczania się na boki w zachodnim obwodzie zaporoskim, co świadczyło o tym, że rosyjska obrona może znacznie słabnąć”, a brak rezerw prawdopodobnie zmusi Rosjan do dalszego odsuwania się na boki, jeśli będą one chciały utrzymać niektóre odcinki frontu. Z kolei wojska rosyjskie zintensyfikowały ofensywę na północny wschód od Kupiańska, co prawdopodobnie odciągnie siły ukraińskie od bardziej istotnych odcinków frontu. Siły rosyjskie przeprowadziły ataki wzdłuż linii Kupiańsk–Swatowe–Kreminna, w pobliżu Bachmutu, wzdłuż linii Awdijiwka–Donieck, na granicy obwodu donieckiego i zaporoskiego, posuwając się naprzód na niektórych obszarach. Brytyjskie MON podało, że FR prawdopodobnie przesunęła wojska powietrznodesantowe z obwodu chersońskiego do sektora Orichiwa w obwodzie zaporoskim, gdzie 58 Armia Ogólnowojskowa odpierała ukraińskie ataki od 4 czerwca, a 11 lipca jej dowódca został zdymisjonowany, prawdopodobnie z powodu jego nalegań na zmienienie części jego sił. Według doniesień 70. i 71. Pułki Strzelców Zmotoryzowanych zmagały się ze szczególnie intensywnym wyczerpaniem i ciężkimi walkami na linii frontu.
Według OSW Ukraińcy kontynuwali ataki na południe od Wełykiej Nowosiłki i po kilkudniowych walkach ustanowili kontrolę nad północną częścią Urożajne i sąsiadującej z nią Staromajorśke. Siły ukraińskie osiągnęły też częściowy sukces w kierunku leżącej na południowy zachód od Wełykiej Nowosiłki wsi Pryjutne oraz miejscowości Werbowe na południowy wschód od Orichiwa. Bezskuteczne były kolejne ukraińskie ataki na południe od tego miasta, jednak 11 sierpnia pojawiły się doniesienia, że Ukraińcom udało się dotrzeć do północnych obrzeży Robotyne i kontynuowali ataki. Z informacjami o atakach na Robotyne kolidowały doniesienia ukraińskiego SG o rosyjskim ataku (9–10 sierpnia) w kierunku leżącej 8 km na północ od tej miejscowości Nowodanyliwki. Rosjanie przełamali obronę przeciwnika na północny wschód od Kupiańska i wkroczyli do Syńkiwki oraz poczynili dalsze postępy na wschód od miasta, gdzie główny punkt oporu ukraińskiego stanowiła Iwaniwka. Rosyjski kontratak na południowy wschód od Bachmutu miał doprowadzić do odepchnięcia sił ukraińskich od linii Kurdiumiwka–Andrijiwka na zachodnią stronę kanału Doniec–Donbas, a także częściowego odzyskania przez Rosjan kontroli nad zachodnimi obrzeżami Kliszczijiwki. 10 sierpnia siły rosyjskie przeprowadziły atak na zachód od Bachmutu. Zmian nie przyniosły kolejne walki w okolicach Awdijiwki i Marjinki oraz na granicy obwodów ługańskiego i charkowskiego.
Dziennik The Washington Post, powołując sie na źródła w rządzie i armii ukraińskiej, poinformował, ze ukraińscy piloci, którzy jako pierwsi zostali wytypowani do udziału w szkoleniach na samolotach F-16, nie ukończą tych treningów przed latem 2024 roku. W początkowej fazie ćwiczeń będzie uczestniczyło tylko sześciu pilotów, a dwóch kolejnych zakwalifikowano jako rezerwowych. Ukraiński serwis Militarny podał, że od początku rosyjskiej inwazji USA dostarczyły Ukrainie ponad 2 mln pocisków artyleryjskich 155 mm, z kolei rzecznik Peter Stano oznajmił, że Unia Europejska przekazała ponad 220 tys. sztuk amunicji artyleryjskiej różnego typu. Badacze z brytyjskiej grupy Conflict Armament Research poinformowali, ze Rosja rozpoczęła produkcję własnej wersji drona kamikadze Shahed 136, który został przemianowany na Geran-2 i został użyty na Ukrainie.
Prezydent Wołodymyr Zełenski nakazał odwołanie szefów wszystkich obwodowych urzędów werbunkowych w całej Ukrainie po tym, jak ogólnokrajowa inspekcja biur rekrutacyjnych ujawniła liczne naruszenia, w tym korupcję, nadużycia władzy i oszustwa, dodając, że mają oni zostać zastąpieni oficerami z doświadczeniem bojowym, którzy zostali zatwierdzeni przez SBU. Decyzja została zatwierdzona na posiedzeniu Rady Bezpieczeństwa Narodowego i Obrony Ukrainy, a za jego realizację odpowiadać będzie dowódca SZ Ukrainy generał Wałerij Załużny.

### 12 sierpnia
SG Ukrainy podał, że kontynuowano ofensywę w kierunku Melitopola i Berdiańska, odnosząc częściowy sukces w rejonie Robotyne oraz okopując się na zajętych obszarach i atakując ogniem kontrbateryjnym. Siły rosyjskie skupiały się na atakach w kierunkach Kupiańska, Bachmutu, Awdijiwki, Marjinki i Szachtarska, gdzie odparto do 39 ataków. W kierunku kupiańskim Rosjanie prowadzili nieudane ataki na północny wschód od Sinkiwki, na północ od Kiśliwki i na południowy wschód od Andrijiwki. W kierunku bachmuckim prowadzono bezskuteczne ataki w okolicy Kliszczijiwki i Biłej Hory. W kierunkach awdijiskim i marjińskim siły ukraińskie odparły rosyjskie ataki w pobliżu Awdijiwki i Marjinki. W kierunku szachtarskim przeprowadzono nieudane próby odbicia utraconych pozycji w okolicy Urożajne. W ciągu 24h Rosja przeprowadziła siedem ataków rakietowych, 47 nalotów i 43 ostrzały na pozycje ukraińskie i tereny zaludnione (odnotowano zabitych i rannych wśród cywilów oraz zniszczoną infrastrukturę). Lotnictwo Ukrainy dokonało 10 nalotów na miejsca koncentracji, natomiast artyleria ostrzelała kompleks rakiet przeciwlotniczych, magazyn amunicji, stację walki radioelektronicznej i trzy jednostki artylerii. Dowódca Połączonych SZ Ukrainy generał Serhij Najew poinformował, że 10-osobowa rosyjska grupa dywersyjna przedarła się do obwodu sumskiego, gdzie została wykryta w pobliżu miejscowości Znob-Nowhorodske. Dywersanci wycofali się z powrotem na terytorium Rosji po tym, jak Ukraińcy otworzyli do nich ogień.
Gubernator Ołeh Syniehubow poinformował, że ok. 5:10 siły rosyjskie rozpoczęły ostrzał miejscowości Kupianśk-Wuzłowyj, w wyniku czego zginęła 73-letnia kobieta i uszkodzono budynek mieszkalny. Syniehubow dodał, że w ciągu 24h Rosjanie przeprowadzili liczne ataki artyleryjskie i moździerzowe na zaludnione obszary w Bohoduchowie, Charkowie, Czuhujewie, Izium i Kupiańsku. Minister spraw wewnętrznych Ihor Kłymenko podał, że siły rosyjskie uderzyły bombą w Orichiw, zabijając kapitana policji i raniąc 12 osób, w tym czterech policjantów; kilka osób było w stanie krytycznym. Z kolei gubernator obwodu dniepropetrowskiego Serhij Łysak poinformował, że Krzywym Rogu odnotowano eksplozję, która była efektem rosyjskiego ataku rakietowego; nie odnotowano żadnych ofiar. Doradca mera Mariupola poinformował, że około południa w okupowanym porcie w Berdiańsku doszło do eksplozji.
W godzinach nocnych miały miejsce eksplozje w Teodozji i Nowozernym. Później rosyjskie Ministerstwo Obrony stwierdziło, że zestrzelono 20 ukraińskich dronów nad Krymem, w tym 14 zostało zniszczonych przez obronę przeciwlotniczą, a sześć zostało stłumionych przez walkę elektroniczną. W wyniku nalotu Most Krymski został zamknięty dla ruchu na 2h; nie odnotowano ofiar. Rosyjscy urzędnicy podali również, że Ukraińcy dwukrotnie próbowali zaatakować Most Krymski i szereg innych nieokreślonych celów na Krymie za pomocą ataków rakietowych i dronów. Według szefa Krymu Siergieja Aksonowa podczas pierwszego ataku zestrzelono dwa pociski, a podczas drugiego jeden. Ministerstwo Obrony FR podało, że armia rosyjska zestrzeliła trzy pociski S-200 przerobione na wersję uderzeniową. Z kolei kanał na Telegramie o nazwie Crimean Wind, powołując się na naocznych świadków, stwierdził, że ok. 13:10 Most Krymski został uszkodzony. Wcześniej donoszono także o wybuchach na moście i czarnym dymie.
Według ISW wojska ukraińskie kontynuowały kontrofensywę na co najmniej dwóch odcinkach frontu i prawdopodobnie dokonały taktycznie znaczących postępów wzdłuż granicy administracyjnej między obwodami zaporoskim i donieckim. Z kolei Rosjanie przeprowadzili ataki wzdłuż linii Kupiańsk–Swatowe–Kreminna, w pobliżu Bachmutu, wzdłuż linii Awdijiwka–Donieck oraz na granicy obwodu donieckiego i zaporoskiego, nie osiągając żadnych potwierdzonych postępów. Ponadto rosyjscy blogerzy wojenni przyznali, że Ukraińcy utrzymywali obecność na wschodnim brzegu Dniepru w obwodzie chersońskim, w przeciwieństwie do poprzednich ukraińskich rajdów.
Prezydent Zełenski zaapelował do wspólnoty międzynarodowej o dostarczenie Ukrainie sprzętu niezbędnego do rozminowywania. Przypomniał, że miny ustawiono na obszarze 174 tys. km², czyli ok. 20% terytorium kraju. Rosjanie używali co najmniej 13 rodzajów min. Szczególnie gęsto zaminowana była ówczesna linia frontu, gdzie ładunki miały pomóc w powstrzymaniu ukraińskiej kontrofensywy.

### 13 sierpnia
Reuters, powołując się na rosyjskiego pełnomocnika Władimira Rogowa, poinformował, że wojska ukraińskie próbowały przebić się przez rosyjskie linie w zachodniej części obwodu donieckiego i zdobyć przyczółek na wschód od wsi Staromajorśke. Według Rogowa ukraińscy żołnierze po dwóch tygodniach „najcięższych i najkrwawszych walk o tę osadę” zdobyli przyczółek w północnej części Urożajne; Rosjanie nadal kontrolowali południową część wsi. Z kolei na południe od Wełyki Nowosiłki toczyły się intensywne walki.
Sztab Ukrainy oświadczył, że kontynuowano ofensywę w kierunku Melitopola i Berdiańska, okopując się na zajętych obszarach i atakując ogniem kontrbateryjnym. Siły rosyjskie skupiały się na atakach w kierunkach Kupiańska, Bachmutu, Awdijiwki, Marjinki, Szachtarska i Zaporoża, gdzie odparto do 33 ataków. W kierunku kupiańskim Rosjanie prowadzili nieudane ataki na południowy wschód od Andrijiwki. W kierunku bachmuckim podejmowano bezskuteczne próby odzyskania utraconych pozycji w okolicy Andrijiwki i Kliszczijiwki. W kierunkach awdijiskim i marjińskim Ukraińcy odparli ataki w pobliżu Awdijiwki i Marjinki. W kierunku szachtarskim prowadzono nieudane próby odbicia utraconych pozycji na zachód od Staromajorśkiego. W kierunku zaporoskim podejmowano próby przywrócenia utraconej pozycji na wschód od Robotyne. W ciągu doby Rosjanie przeprowadzili dwa ataki rakietowe, 43 naloty i ok. 55 ostrzały na pozycje ukraińskie i tereny zaludnione (odnotowano zabitych i rannych wśród cywilów oraz zniszczoną infrastrukturę). Ukraińskie lotnictwo dokonało 12 nalotów na miejsca koncentracji i sześć na przeciwlotnicze kompleksy rakietowe, z kolei artyleria zaatakowała dwie jednostki artylerii, przeciwlotniczy system rakietowy, stację walki radioelektronicznej i system przeciwlotniczy.
Ukraina stwierdziła, że zniszczyła dwa składy amunicji i miejsce, w którym przebywała „grupa” rosyjskich żołnierzy w Oleszkach w obwodzie chersońskim. W okupowanym Mariupolu ukraińscy partyzanci podobno podpalili rosyjską bazę wojskową w pobliżu kompleksu Azowstal, w wyniku czego zginęło co najmniej 10 rosyjskich żołnierzy oraz zniszczono trzy ciężarówki i pięć samochodów. W pobliskiej wiosce Urzuf co najmniej siedmiu cywilów zginęło w ogniu krzyżowym podczas walk wewnętrznych między siłami czeczeńskimi a regularnymi żołnierzami rosyjskimi.
Według władz regionalnych w ciągu ostatniej doby w rosyjskich atakach na 10 ukraińskich obwodów zginęło dziewięciu cywilów, a 24 zostało rannych. Siły rosyjskie zaatakowały obwód chersoński 83 razy, wystrzeliwując 399 pocisków z różnych rodzajów broni, z kolei w obwodzie zaporoskim ostrzelano 24 miejscowości; w rosyjskim ataku rakietowym na Stepne w pobliżu Zaporoża zginęły dwie osoby, a jedna została ranna. Szef MSW Ukrainy Ihor Kłymenko poinformował, że w godzinach porannych wojska rosyjskie przeprowadziły masowy ostrzał obwodu chersońskiego, w którym zginęło siedmiu cywilów, a 13 zostało rannych. Pięć osób zginęło we wsi Szyroka Bałka, w tym czteroosobowa rodzina: rodzice i dwoje dzieci, 12-letni syn (zmarł w szpitalu) i 23-dniowy noworodek. Według szefa Kancelarii Prezydenta Andrija Jermaka dwóch mężczyzn zginęło, a jeden został ranny od pocisku przeciwlotniczego, który uderzył w pobliską wieś Stanisławach. W Berysławie zrzucono ładunek wybuchowy z drona na szpital. W regionie ogłoszono dzień żałoby.
Gubernator Wiaczesław Gładkow stwierdził, że zestrzelono dwa ukraińskie drony nad obwodem biełgorodzkim, a trzeci uszkodził budynek w Biełgorodzie; nie odnotowano żadnych ofiar. Według gubernatora Romana Starowojta trzy osoby zostały ranne w wyniku ostrzału domu we wsi Wołfino w obwodzie kurskim.
Brytyjskie Ministerstwo Obrony podało, że w ciągu ostatniego tygodnia doszło do nasilenia walk na małą skalę między siłami ukraińskimi i rosyjskimi wzdłuż brzegów dolnego Dniepru; obie strony walczyły również o kontrolę nad wyspami w ujściu rzeki. Ukraińcy badali możliwość przeprowadzenia nalotów lub utworzenia małych przyczółków w nowych miejscach na wschodnim brzegu rzeki, poza rozszerzeniem tego, który utrzymywano w pobliżu zrujnowanego mostu Antonowskiego od czerwca tego roku. Zdaniem Ministerstwa „rosyjscy dowódcy stanęli przed dylematem, czy wzmocnić ten obszar, czy też rozmieścić wojska w obszarach głównych ukraińskich operacji kontrofensywnych, na wschodzie”. W ocenie ISW siły ukraińskie prowadziły kontrofensywę na co najmniej dwóch odcinkach frontu i podobno posuwały się naprzód w zachodnim obwodzie donieckim oraz wschodnim i zachodnim obwodzie zaporoskim. Instytut nie zaobserwował, aby siły rosyjskie całkowicie wycofały się z Urożajne, utrzymując prawdopodobnie pozycje w południowej części miejscowości. Wojska ukraińskie prowadziły ataki wzdłuż linii Kupiańsk–Swatowe, w pobliżu Kreminnej i Bachmutu, na granicy obwodu donieckiego i zaporoskiego oraz w zachodnim obwodzie zaporoskim, posuwając się naprzód na kilku obszarach. Z kolei Rosjanie prowadzili ataki wzdłuż linii Kupiańsk–Swatowe i próbowali odzyskać utracone pozycje w pobliżu Bachmutu oraz atakowali na granicy obwodu donieckiego i zaporoskiego, a także zachodniego obwodu zaporoskiego, robiąc postępy na niektórych obszarach.
Na Morzu Czarnym rosyjski statek patrolowy Wasilij Bykow oddał strzały ostrzegawcze do tureckiego statku towarowego Şükrü Okan pływającego pod banderą Palau w drodze do Izmaił. Statek został następnie sprawdzony przez rosyjskich inspektorów, którzy przybyli na pokładzie helikoptera Ka-29, zanim pozwolono mu płynąć dalej. Incydent był pierwszym tego rodzaju od czasu wycofania się Rosji z Inicjatywy Zbożowej Morza Czarnego 17 lipca tego roku.

### 14 sierpnia

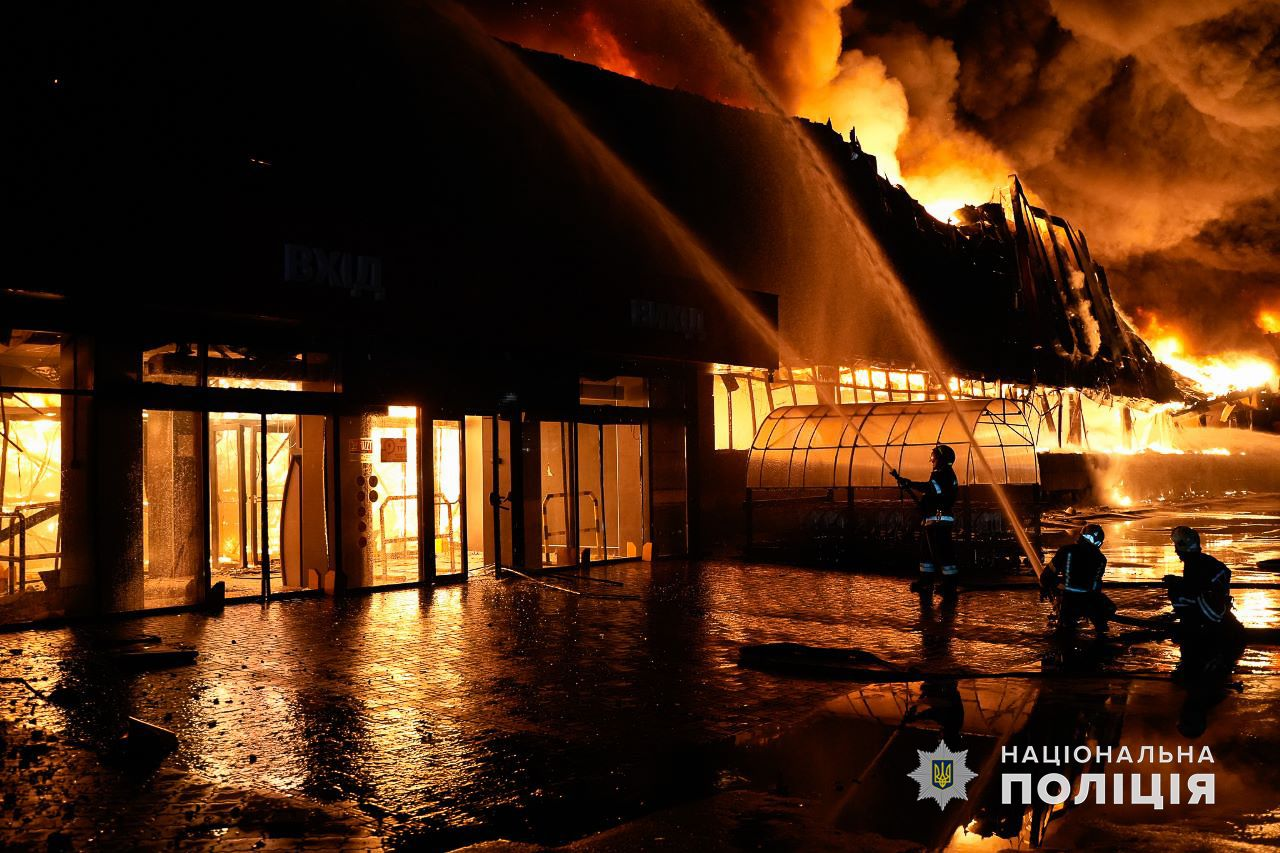
Hipermarket Fozzy w Odessie po rosyjskim ataku.

Wiceminister obrony Hanna Malar podała, że w zeszłym tygodniu Ukraińcy odzyskali 3 km² terytorium na południowej flance Bachmutu, co dało łącznie 40 km² wyzwolonego obszaru na kierunku bachmuckim od początku kontrofensywy. Dodała, że wojska rosyjskie próbowały odzyskać utracone wcześniej pozycje na zachód od Kliszczejwki, Andrijiwki i Kurdiumiwki. Dodała także, że siły ukraińskie odniosły „pewne sukcesy” na południe i południowy wschód od Staromajorśkego oraz w Urożajne, twierdząc, że „w tym tygodniu we wsi Urożajne trwały walki, są pewne sukcesy”. Żołnierze ukraińscy posuwali się naprzód w kierunku Melitopola i Berdiańska. Według Malar wojska rosyjskie koncentrowały siły w rejonie Kupiańska i Łymanu, aby odciągnąć SZ Ukrainy od Bachmutu. Rosjanie przegrupowywali się i sprowadzali posiłki, zaś w regionie Kupiańska silnie minowali teren.
Ukraiński SG poinformował, że kontynuowano ofensywę w kierunku Melitopola i Berdiańska, okopując się na zajętych obszarach i atakując ogniem kontrbateryjnym. Siły rosyjskie atakowały w kierunkach Kupiańska, Bachmutu, Awdijiwki, Marjinki, Szachtarska i Zaporoża, gdzie odparto do 15 ataków. W ciągu doby FR przeprowadziła 14 ataków rakietowych, 72 naloty i 63 ostrzały na pozycje ukraińskie i tereny zaludnione (odnotowano zabitych i rannych wśród cywilów oraz zniszczoną infrastrukturę). Ukraińskie lotnictwo dokonało siedmiu nalotów na miejsca koncentracji, jednego na stanowisko dowodzenia i trzech na przeciwlotnicze kompleksy rakietowe; artyleria uderzyła w dwa rejony koncentracji, trzy jednostki artylerii i stację walki radioelektronicznej. Ponadto w celu uzupełnienia dużych strat w sile żywej Rosjanie kontynuowali tajną mobilizację na zajętych terytoriach, głównie Starobielsku władze okupacyjne zobowiązały wszystkich mężczyzn w przedsiębiorstwach państwowych do przejścia badań lekarskich i zarejestrowania się do służby wojskowej. Rosja kontynuowała także nielegalną integrację ludności okupowanych terytoriów Ukrainy z jej przestrzenią kulturalną i edukacyjną. Administracja okupacyjna zorganizowała proces edukacyjny zgodnie z rosyjskim programem, otwierając szkołę we wsi Bechtery, do której miały uczęszczać dzieci z miejscowości Obloi, Tendriwske, Zburiwka i Nowochoromorja. Aby zmusić uczniów do nauki w szkole z rosyjskim programem, rodzicom groziła odpowiedzialność administracyjna za pominięcie procesu edukacyjnego. W Michajłówce podczas kręcenia przez rosyjskich propagandystów filmu z udziałem wysokiego rangą dowódcy Kadyrowa, doszło do sprzeczki słownej między Czeczenami a Dagestańczykami, podczas którego obie strony otworzyły ogień. Podczas starcia jeden z żołnierzy został ciężko ranny, co doprowadziło do otwartej konfrontacji między oddziałami z użyciem granatników, granatów i broni palnej. W wyniku konfrontacji, w której Dagestańczycy odnieśli sukces, po obu stronach zginęło ponad 20 osób, a 40 zostało rannych. Dowódca oddziału Kadyrowa został ukarany wysłaniem na front.
Krótko po 1:00 Rosja przeprowadziła kolejny atak na Odessę. Według lokalnych władz i ukraińskiego wojska najpierw z Primorsko-Achtarska wystrzelono 15 dronów kamikaze Shahed 136/131, a następnie rosyjska fregata w rejonie Jałty wystrzeliła osiem pocisków manewrujących Kalibr. Siły Powietrzne Ukrainy stwierdziły, że zniszczono wszystkie cele powietrzne. Rada Miejska Odessy i wojsko oświadczyły, że spadające szczątki rakiet zniszczyły supermarket Fozzy w centrum miasta, raniąc trzy osoby oraz uszkadzając co najmniej 203 budynki, w tym siedem placówek oświatowych, obiekt dziedzictwa kulturowego, akademik uniwersytecki, cztery placówki medyczne, budynki mieszkalne i aptekę. Gubernator Ołeh Kiper poinformował, że wybuchło także kilka pożarów i zostały wybite okna w kilku budynkach. Około 2:00 w nocy siły rosyjskie przeprowadziły ataki rakietowe na jedną z miejscowości w obwodzie zaporoskim, w wyniku czego dwie osoby zginęły a trzy zostały ranne, oraz całkowitemu zniszczeniu uległy dwa budynki mieszkalne. Według władz regionalnych rosyjskie ataki na obwody charkowski i chersoński zabiły jednego cywila i raniły siedmiu kolejnych; m.in. 50-letni mężczyzna zginął, a dwie osoby zostały ranne, gdy Rosjanie ostrzelali przygraniczne miasta Kozacza Łopań w obwodzie charkowskim.
Według ISW Ukraińcy przeprowadzili operacje kontrofensywne na co najmniej dwóch odcinkach frontu i prawdopodobnie posunęli się naprzód na granicy obwodu donieckiego i zaporoskiego. Siły ukraińskie prowadziły ataki w okolicy Kupiańska, wzdłuż linii Swatowe–Kreminna, w pobliżu Bachmutu, na granicy obwodu donieckiego i zaporoskiego oraz w zachodnim obwodzie zaporoskim; posuwali się naprzód w pobliżu Bachmutu. Z kolei Rosjanie przeprowadzili ataki w pobliżu Kupiańska, wzdłuż linii Swatowe–Kreminna, w pobliżu Bachmutu, wzdłuż linii Awdijiwka–Donieck, na granicy obwodu donieckiego i zaporoskiego oraz w zachodnim obwodzie zaporoskim, robiąc postępy pod Kupiańskiem. Ponadto Rosgwardia nadal formowała nowe pułki i mianowała rosyjskich ultranacjonalistów do dowodzenia jej jednostkami, być może w celu zachęcenia do rekrutacji.
Prezydent Wołodymyr Zełenski złożył kolejną wizytę w kwaterze głównej brygad prowadzących ofensywy w rejonie Bachmutu oraz wysłuchał raportów o sytuacji operacyjnej na terenach działania poszczególnych brygad i problemach, z jakimi się borykały.
Stany Zjednoczone ogłosiły kolejny pakiet pomocy wojskowej dla Ukrainy o wartości 200 milionów dolarów, który obejmował m.in. dodatkowe uzbrojenie do Patriot, amunicję do M142 HIMARS, pociski artyleryjskie 155 mm i 105 mm, amunicję czołgową 120 mm, broń przeciwpancerną Javelin i AT-4, sprzęt i systemy do usuwania min, 37 pojazdów do holowania i transportu sprzętu oraz 58 cystern. Rheinmetall zapowiedział, że dostarczy drony rozpoznawcze EMT Luna X-2000 na Ukrainę do końca 2023 roku. Kanclerz Niemiec Olaf Scholz, zapytany o dostarczenie Ukrainie pocisków manewrujących Taurus, powiedział, że „na razie nie mamy na ten temat nic do zadeklarowania”.

### 15 sierpnia

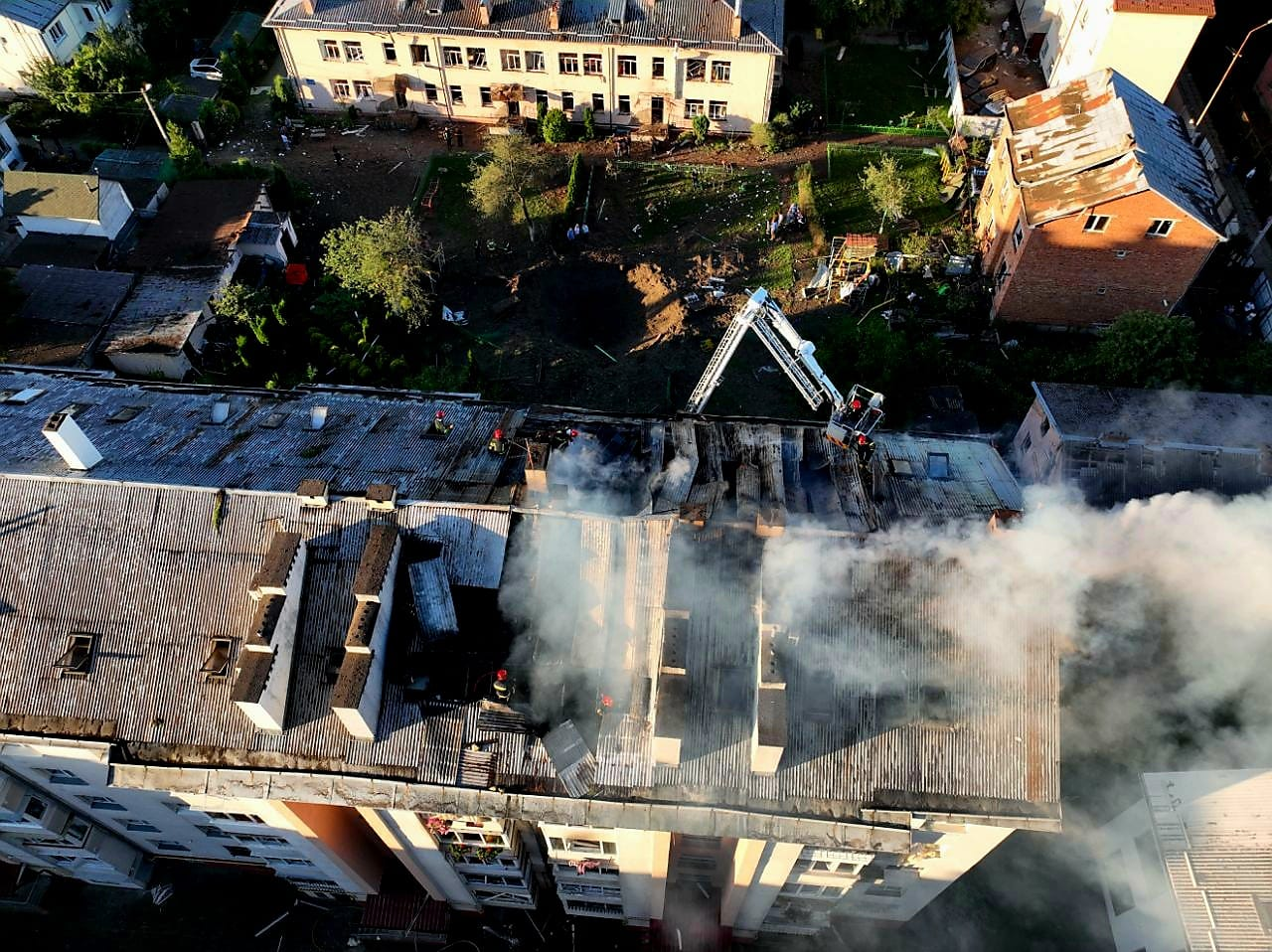
Budynki mieszkalne we Lwowie po rosyjskim nocnym ataku rakietowym na miasto.

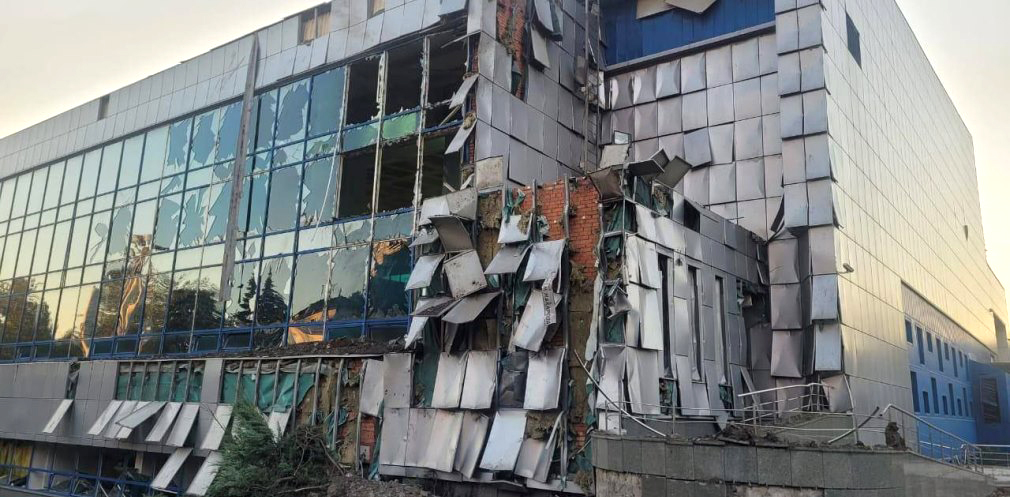
Pałac sportów wodnych Meteor w mieście Dniepr po nocnym rosyjskim ataku rakietowym.

SG Ukrainy podał, że kontynuowano ofensywę w kierunku Melitopola i Berdiańska, okopując się na zajętych obszarach i atakując ogniem kontrbateryjnym. Wojska rosyjskie atakowały w kierunkach Kupiańska, Awdijiwki, Marjinki i Szachtarska, gdzie odparto do 30 ataków. W kierunku kupiańskim Rosjanie prowadzili nieudane ataki na południowy wschód od Wilszan i na wschód od Pietropawłówki. W kierunkach awdijiwskim i marjińskim Ukraińcy odparli ataki w okolicy Awdijiwki, Marjinki i Krasnohoriwki. W kierunku szachtarskim podejmowano nieudane próby przywrócenia utraconych pozycji w okolicy Urożajne. W ciągu 24h wojska rosyjskie przeprowadziły 42 ataki rakietowe, 56 nalotów i 36 ostrzałów na pozycje ukraińskie i tereny zaludnione (odnotowano zabitych i rannych wśród cywilów oraz zniszczoną infrastrukturę). Ukraińskie lotnictwo dokonało siedmiu nalotów na miejsca koncentracji, z kolei artyleria zaatakowała cztery jednostki artylerii i kompleks rakiet przeciwlotniczych. Generał Serhij Najew poinformował, że siły ukraińskie zapobiegły wkroczeniu dwóch rosyjskich grup sabotażowych do obwodu czernihowskiego. Ukraińcy natychmiast otworzyli ogień artyleryjski do Rosjan, po czym „ponosząc straty w rannych i zabitych, nieprzyjaciel wycofał się w przeciwnym kierunku”.
Około 4:00 Rosja przeprowadziła kolejny zmasowany atak rakietowy na Ukrainę, w tym na Łuck (gdzie w zakładzie przemysłowym zginęły trzy osoby), Lwów i Dniepr oraz obwody kijowski, zaporoski, czerkaski, iwanofrankiwski i chmielnicki. W wyniku ataku zginęły trzy osoby, a co najmniej 16 zostało rannych. Siły Powietrzne Ukrainy podały, że Rosjanie wystrzelili 28 lotniczych i morskich pocisków manewrujących, w tym 20 pocisków Ch-101/Ch-555, cztery Ch-22 i cztery pociski Kalibr; ukraińska obrona przeciwlotnicza zniszczyła 16 pocisków Ch-101/Ch-555 i Kalibr. Odnotowano także osiem wystrzeleń pocisków S-300/S-400 w kierunku obwodów dniepropietrowskiego i zaporoskiego. Premier Denys Szmyhal powiedział, że atak uszkodził obiekty cywilne w ośmiu obwodach Ukrainy, w tym budynki mieszkalne, instytucje edukacyjne i szpital. Według lokalnych władz siły rosyjskie zaatakowały 10 obwodów w ciągu ostatniej doby, zabijając cztery osoby i raniąc 16 kolejnych, z czego cztery zginęły w obwodzie donieckim.
W opinii ISW siły ukraińskie prawdopodobnie robiły postępy w obwodzie ługańskim, posuwając się naprzód na południe od Dibrowej (7 km na południowy zachód od Kreminnej) oraz w zachodniej części obwodu zaporoskiego, jednak na południu obrona rosyjska utrudniała kontrofensywę. Ukraińcy prowadzili kontrofensywę na co najmniej trzech odcinkach frontu, w kierunku Bachmutu, Melitopola i Berdiańska. Rosjanie prowadzili ataki wzdłuż linii Kupiańsk–Swatowe–Kreminna, w pobliżu Bachmutu, wzdłuż linii Awdijiwka–Donieck oraz na granicy obwodu donieckiego i zaporoskiego; podobno posuwali się w pobliżu Swatowego i Bachmutu. Rosyjski batalion „Wostok”, który walczył pod Urożajne, stwierdził, że Rosjanie całkowicie utracili miejscowość, ale ISW nie zaobserwowało wizualnego potwierdzenia, że siły rosyjskie całkowicie wycofały się z miasta. Według doniesień na Ukrainę została wysłana formacja ochotnicza „Baszkortostan Regiment”. Ponadto władze rosyjskie kontynuowały integrację zajętych obszarów Ukrainy z rosyjską sferą kulturalną i edukacyjną.
Narodowe Centrum Oporu Ukrainy oskarżyło Rosję o przygotowanie prowokacji w swojej elektrowni jądrowej w Kursku, polegającej na ewakuacji części miejscowej ludności. Według doniesień władze obwodu kurskiego przygotowywały się do ewakuacji „na wypadek awarii elektrowni atomowej” i późniejszego skażenia radioaktywnego. Narodowe Centrum Ruchu Oporu zdobyło rejestr osób, które miały być ewakuowane; łącznie 21–57 tys. osób mieszkających w Kursku i okolicach. Andrij Czerniak z ukraińskiego wywiadu poinformował, że według szacunków na terytorium Białorusi znajdowało się 6,4 tys. najemników z Grupy Wagnera, którzy szkolili żołnierzy białoruskich. Stwierdził, że „część najemników planowała [powrót] albo wróciła na terytorium Rosji” oraz ocenił, że Grupa Wagnera „jest aktywnie wykorzystywana jako element informacyjno-psychologicznej gry Rosji na granicach z NATO, aby utrzymywać w napięciu graniczące z Białorusią kraje Europy, zwłaszcza Polskę”.
Prezydent Zełenski odwiedził oddziały rozmieszczone w kierunku Melitopola w obwodzie zaporoskim, spotykając się z dowódcą zgrupowania Tauryda Ołeksandrem Tarnawskim i z 3 Brygadą Operacyjną, 15 Brygadą Zadań Operacyjnych, 46 Brygadą oraz 47, 65, 116, 117 i 118 Oddzielną Brygadą Zmechanizowaną.
Stian Jenssen, szef sztabu sekretarza generalnego Jensa Stoltenberga, zasugerował, aby Ukraina oddała terytorium Rosji w zamian za członkostwo w NATO. Minister spraw zagranicznych Ukrainy Dmytro Kułeba nazwał tę propozycję „śmieszną”, a Jenssen wycofał swoje uwagi, nazywając je „błędem”.

### 16 sierpnia

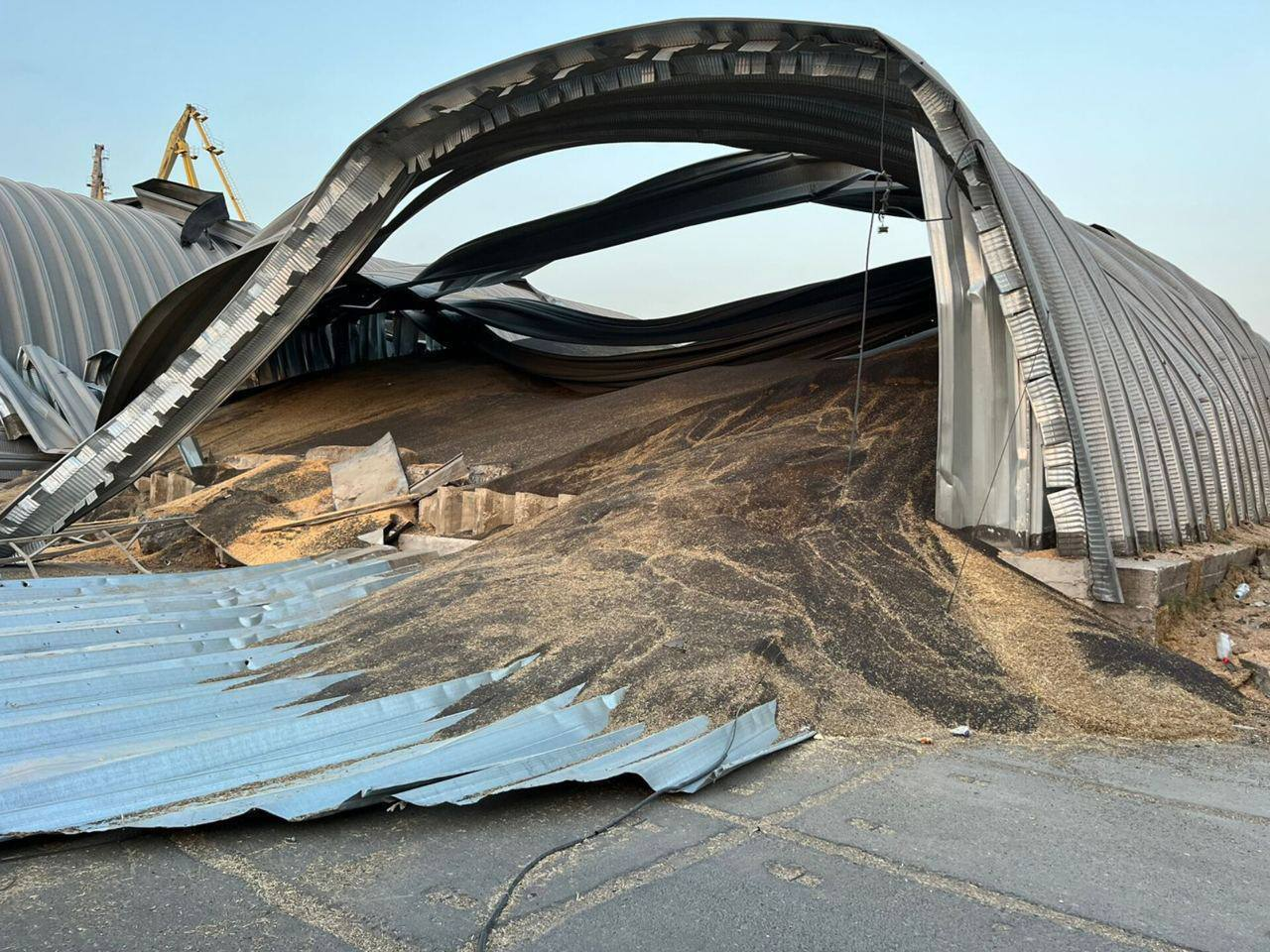
Infrastruktura portowa Reni po nocnym rosyjskim ataku dronów. Uszkodzone zostały spichlerze, budynki magazynowe, administracyjne itp.

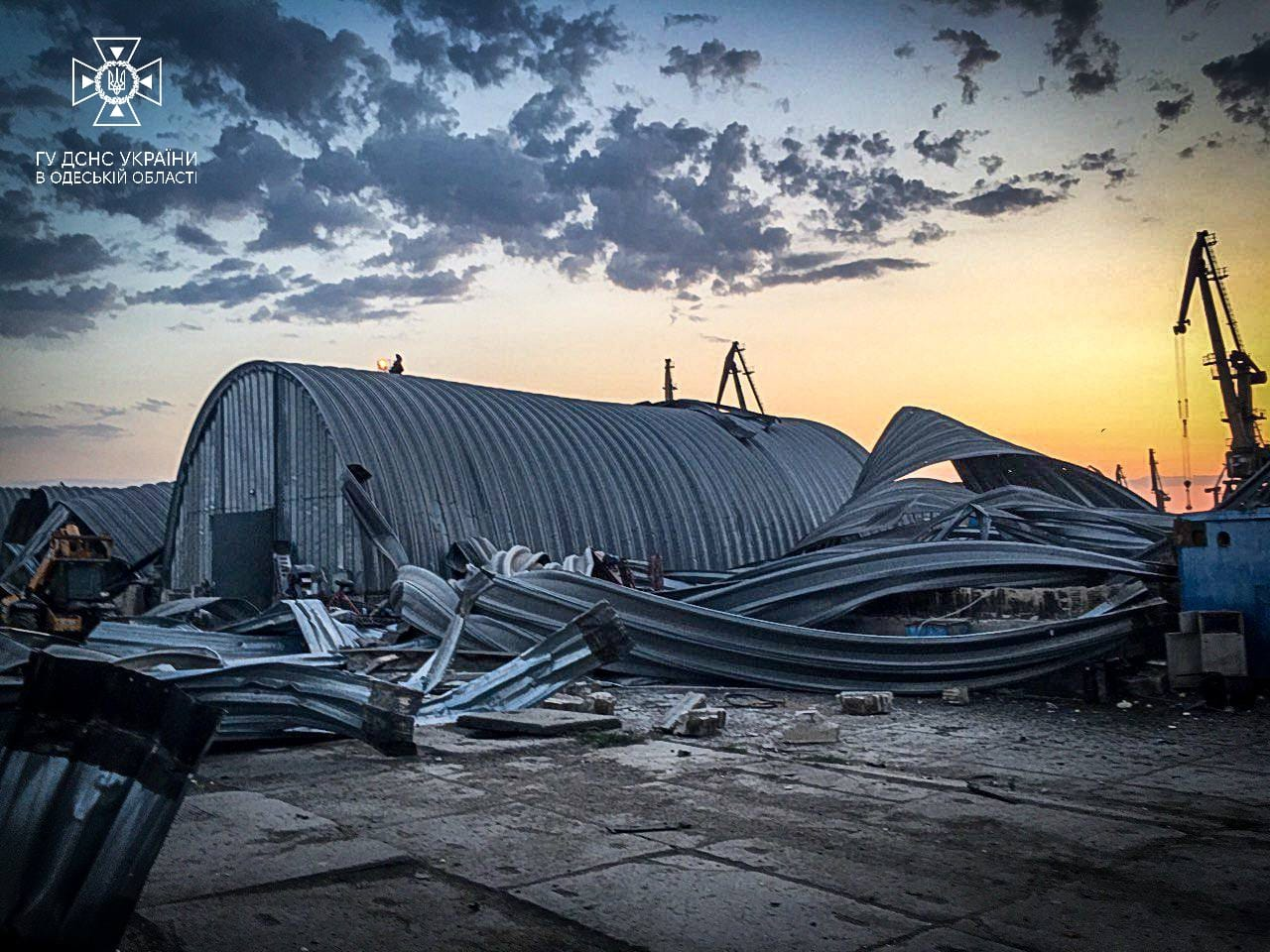
Infrastruktura portowa Reni po rosyjskim ataku dronów.

Wiceminister obrony Hanna Malar podała, że miejscowość Urożajne została całkowicie wyzwolona. Dodała także, że Ukraińcy umacniali się na nowo zajętych pozycjach, a „operacje ofensywne trwały”. Starszy członek Monachijskiej Konferencji Bezpieczeństwa Nico Lange stwierdził, że odbicie wsi przez Ukraińców było wielkim sukcesem, ponieważ przełamało pierwszą, najsilniej ufortyfikowaną rosyjską linię obrony. Dowódca wojsk lądowych Ołeksandr Syrski zwrócił uwagę na komplikacje wokół miasta Kupiańsk, gdzie siły rosyjskie przeprowadzały ataki; stwierdził, że: „Wróg próbował przebić się przez [ukraińską] obronę jednostkami szturmowymi, składającymi się głównie z więźniów, codziennie, w różnych kierunkach, w celu zablokowania, a następnie zdobycia Kupiańska”. Syrski zapewnił, że obrona miasta została zapewniona, natomiast rzecznik Wschodniego Zgrupowania Serhij Czerewaty podał, że „pozycje strzeleckie zostały wzmocnione, a [dowództwo] wydało pewne zalecenia metodologiczne i przesunęło rezerwy”. Rosjanie odnotowali niewielkie sukcesy w tym kierunku, twierdząc, że: „Na kierunku Kupiańska oddziały szturmowe (...) przeprowadziły działania zaczepne w wyznaczonych rejonach odpowiedzialności i poprawiły sytuację na linii frontu”.
Według Sztabu Ukrainy kontynuowano ofensywę w kierunku Melitopola i Berdiańska, okopując się na zajętych obszarach i atakując ogniem kontrbateryjnym. Rosjanie atakowali w kierunkach Kupiańska, Bachmutu, Awdijiwki i Marjinki, gdzie odparto do 20 ataków. W kierunku kupiańskim siły rosyjskie prowadziły nieudane ataki w rejonie Synkiwki. W kierunku bachmuckim prowadzono bezskuteczne ataki w rejonie Bohdaniwki. W kierunkach awdijiwskim i marjińskim siły ukraińskie odparły ataki w okolicy Awdijiwki i Marjinki. W ciągu doby Rosja przeprowadziła osiem ataków rakietowych, 82 naloty i 76 ostrzałów na pozycje ukraińskie i tereny zaludnione (odnotowano zabitych i rannych wśród cywilów oraz zniszczoną infrastrukturę). Lotnictwo Ukrainy dokonało 10 nalotów na miejsca koncentracji i jeden na kompleks rakiet przeciwlotniczych, z kolei artyleria zniszczyła przeciwlotniczy system rakietowy. SBU opublikowała materiał filmowy, na którym drony morskie uderzyły w rosyjskie okręty i Most Krymski. Rzeczniczka Dowództwa Operacyjnego „Południe” Natalia Humeniuk podała, że „na okupowanym Krymie Rosjanie mają coraz większe problemy z logistyką. Półwysep coraz bardziej przypomina wyspę w sensie logistycznym, dlatego że logistyka jest utrudniona i wolniejsza”. Dodała, że Rosjanie używali tych samych tras dla dostaw wojskowych i cywilnych oraz próbowali naprawiać uszkodzone mosty, w tym Most Krymski.
Według władz obwodu odeskiego, nad ranem Rosja dwukrotnie zaatakowała dronami Shehed 136/131 obiekty infrastruktury zbożowej i portowej w naddunajskim mieście Reni, znajdującym się zaledwie 200 m od granicy z Rumunią; zostały zniszczone spichlerze i magazyny. Siły Powietrzne Ukrainy poinformowały, że nad obwodami odeskim i mikołajowskim zestrzelono 13 dronów. Według Wołodymyra Zełenskiego to już siódmy atak na ukraińskie porty w ciągu ostatniego miesiąca. Według władz regionalnych w ciągu ostatniej doby rosyjskie ataki w obwodach chersońskim, charkowskim, donieckim i dniepropetrowskim zabiły czterech cywilów i raniły 17 kolejnych. Rano Rosjanie zaatakowali placówkę edukacyjną i teren szpitala w Chersoniu, raniąc trzy osoby. Po południu dokonano ataku na wieś Lwów w obwodzie chersońskim, gdzie uderzono w budynek mieszkalny; starszy mężczyzna został ranny.
Rosyjskie Ministerstwo Obrony poinformowało, że zestrzelono trzy ukraińskie drony w centralnym obwodzie kałuskim. Ukraina przeprowadziła atak o 5:00 rano, używając „trzech bezzałogowych statków powietrznych przeciwko budynkom w regionie Kaługi”. Rosja podała także, że „wyeliminowała” grupę czterech ukraińskich żołnierzy, którzy próbowali przedostać się z północnej Ukrainy do zachodniego obwodu briańskiego.
W opinii ISW wojska ukraińskie kontynuowały działania kontrofensywne na co najmniej trzech odcinkach frontu i posuwały się naprzód w zachodnim obwodzie zaporoskim i na granicy obwodu donieckiego i zaporoskiego, m.in. wyzwalając wieś Urożajne. Siły rosyjskie prowadziły ofensywy wzdłuż linii Kupiańsk–Swatowe, w pobliżu Bachmutu, wzdłuż linii Awdijiwka–Donieck, na granicy obwodu donieckiego i zaporoskiego oraz w zachodnim obwodzie zaporoskim; nie dokonały żadnych potwierdzonych postępów.
OSW podało, że w 11–16 sierpnia trwały walki na froncie zaporoskim, gdzie Ukraińcy utrzymywali inicjatywę i prowadzili ataki, w wyniku czego pogłębił się wyłom we froncie 58 Armii pomiędzy Robotyne i Werbowe. Ukraińcy kontynuowali ataki w pasie obrony 5 i 36 Armii na południe od Wełykiej Nowosiłki. Siły ukraińskie stale atakowały Rosjan na skrzydłach w rejonie Pryjutnego i Kermenczyka. W wyniku tego Rosjanie zostali wypchnięci z Urożajnego i zajęli pozycje po obu brzegach rzeki Mokre Jały na wysokości wsi Zawitne Bażanja. Trwały lokalne walki nad dolnym Dnieprem, gdzie Ukraińcy odtworzyli przyczółki na prawym brzegu w okolicach mostu Antonowskiego oraz na części wysp położonych pomiędzy Chersoniem a Hołą Prystanią. Prawdopodobnie udawało im się również utrzymać przyczółek w pobliżu wsi Kozaczi Łaheri, zdobyty w pierwszych dniach sierpnia. W ostatnich dniach pod Bachmutem doszło do stabilizacji sytuacji na odcinkach frontu, znajdujących się na południe i północny zachód od miasta. Rosjanie wzmocnili swoje ugrupowanie odwodami i przeprowadzili lokalne kontrataki, które zahamowały ataki Ukraińców, głównie na linii Kurdiumiwka–Andrijiwka–Kliszczijiwka. Podstawą obrony rosyjskiej w rejonie była linia kolejowa Majorsk–Bachmut. Rosjanie kontynuowali ataki na odcinku frontu pomiędzy granicą a Dońcem. Najcięższe walki toczyły się w jego północnej części, gdzie oddziały 6 Armii atakowały w kierunku Kupiańska i drogi Kupiańsk–Swatowe. Próbowali także atakować wzdłuż linii Swatowe–Borowe.
Rzecznik Sił Powietrznych Ukrainy pułkownik Jurij Ihnat poinformował, że wszystko wskazuje na to, że jego kraj nie otrzyma myśliwców F-16 w ciągu najbliższych miesięcy, stwierdzając: „Już jest oczywiste, że nie będziemy mogli obronić Ukrainy samolotami F-16 tej jesieni ani zimy”.
Niemiecki kontenerowiec Joseph Schulte, który przebywał w Odessie od początku inwazji, opuścił miasto z 2100 kontenerami i ok. 30 tys. ton ładunku oraz wypłynął do Turcji w pierwszym tego rodzaju rejsie od czasu wycofania się Rosji z Inicjatywy Zbożowej w ramach nowo utworzonego tymczasowego „korytarza humanitarnego” Ukrainy. Statek pływa pod banderą Hongkongu i należy do hamburskiej firmy żeglugowej Bernhard Schulte Shipmanagement (BSM) oraz chińskiego banku.
Dyrektor parku narodowego Dżaryłgacz Iryna Sabaszenko oświadczyła, że na skutek działań sił rosyjskich, które utworzyły poligon na terenie parku, doszło tam do ogromnego pożaru; spłonęły prawie wszystkie obszary chronione na długości ok. 16 km, a los zwierząt nie był znany. W związku z tym utracono najcenniejsze ekosystemy roślinne, m.in. stepowe, w tym rzadkie gatunki roślin, wpisane do Zielonej Księgi Ukrainy.

### 17 sierpnia
Armia rosyjska opublikowała nagrania z ataków na pozycje ukraińskie w centrum Robotyne. Dodatkowe filmy ukazywały działania bojowe ukraińskiej 82 Brygady Szturmowo-Szturmowej od co najmniej 15 sierpnia br. Brygada, która do tej pory pozostawała w rezerwie, była wyposażona w transportery Marder i Stryker oraz czołgi Challenger 2. Celem przyjętym przez niektórych ekspertów było przełamanie frontu przed nadejściem pierwszego okresu błotnego, co sprawi, że dalszy postęp czołgów będzie prawie niemożliwy aż do lutego 2024 roku. Armia ukraińska poinformowała również o odparciu rosyjskich ataków na Kupiańsk i Łyman.
SG Ukrainy podał, że kontynuowano ofensywę w kierunku Melitopola i Berdiańska, okopując się na zajętych obszarach i atakując ogniem kontrbateryjnym. Rosjanie atakowali w kierunkach Kupiańska, Łymanu, Bachmutu, Awdijiwki, Marjinki i Szachtarska, gdzie odparto do 33 ataków. W kierunkach kupiańskim i łymańskim siły rosyjskie prowadziły bezskuteczne ataki w rejonie Synkiwki i Biłohoriwki. W kierunku bachmuckim prowadzono nieudane ataki w rejonie Bohdaniwki i Biłej Hory. W kierunkach awdijiwskim i marjińskim Ukraińcy odparli ataki w pobliżu Keramik, Marjinki i Krasnohoriwki. W kierunku szachtarskim Rosjanie próbowali odbić utracone pozycje w okolicy Urożajne i Nowodariwki. W ciągu 24h FR przeprowadziła cztery atak rakietowe, 53 naloty i 40 ostrzałów na pozycje ukraińskie i tereny zaludnione (odnotowano zabitych i rannych wśród cywilów oraz zniszczoną infrastrukturę). Lotnictwo Ukrainy dokonało siedmiu nalotów na miejsca koncentracji i dwa na przeciwlotnicze kompleksy rakietowe; artyleria zniszczyła cztery jednostki artylerii, dwa magazyny amunicji i stanowisko walki radioelektronicznej. Brygada „Azow” wznowiła misje bojowe na froncie, m.in. utrzymując pozycje i zadając straty siłom rosyjskim w pobliżu leśnictwa Serebriańsk w obwodzie ługańskim. Ukraińskie wojsko stwierdziło, że zestrzeliło dwa śmigłowce Ka-52; jeden został zestrzelony w pobliżu Robotyne za pomocą MANPADS, drugi w pobliżu Bachmutu przez siły powietrzne.
Centrum Mediów Wojskowych Ministerstwa Obrony Ukrainy podało, że w ciągu ostatnich 24h w rosyjskich atakach na 10 obwodów zginęło dwóch cywilów, a czterech zostało rannych. Według doniesień Rosja zaatakowała 127 ukraińskich miejscowości i 89 obiektów infrastruktury za pomocą moździerzy, granatników, czołgów, artylerii, wyrzutni rakietowych i lotnictwa taktycznego. Armia rosyjska przeprowadziła 79 uderzeń na 20 miejscowości w obwodzie zaporoskim. Rosyjskie Ministerstwo Rosji podało, że zestrzelono drona nad południowym obwodem biełgorodzkim i udaremniono atak drona morskiego na Flotę Czarnomorską.
Według amerykańskich służb specjalnych Ukraińcy nie będą w stanie podczas kontrofensywy w 2023 roku zająć ważnego strategicznie Melitopola, ponieważ zostaną zatrzymani kilka kilometrów przed miastem przez pola minowe i okopy. Według ISW prawdopodobne przełamanie przez siły ukraińskie pierwszej linii rosyjskiej obrony w pobliżu Robotyne może oznaczać, że walki przeniosą się na tereny mniej zaminowane, a zatem bardziej sprzyjające osiąganiu szybkich postępów. Rosjanie poświęcili znaczny wysiłek, zasoby i personel na utrzymanie miejscowości takich jak Robotyne i Urożajne, a ostatnie postępy Ukrainy na tych obszarach odzwierciedlały szerszą degradację sił rosyjskich. Siły ukraińskie kontynuowały kontrofensywę na co najmniej trzech odcinkach frontu i posuwały się w pobliżu Bachmutu oraz w zachodnim obwodzie zaporoskim. Z kolei wojska rosyjskie przeprowadziły ataki wzdłuż linii Kupiańsk–Swatowe–Kreminna, w pobliżu Bachmutu, wzdłuż linii Awdijiwka–Donieck oraz na granicy obwodu donieckiego i zaporoskiego, posuwając się naprzód na niektórych obszarach.
Prezydent Wołodymyr Zełenski podpisał przyjęte przez parlament 27 lipca br. ustawy o przedłużeniu stanu wojennego i powszechnej mobilizacji na 90 dni, do 15 listopada 2023 roku. Prezydent Zełenski zatwierdził decyzję RBNiO Ukrainy, która przewidywała odwołanie wszystkich szefów obwodowych komitetów wojskowych w kraju. Wcześniej podano, że Narodowa Agencja ds. Zapobiegania Korupcji sprawdzała tryb życia ponad stu komisarzy wojskowych. Jednocześnie zgłoszono podejrzenia co do 21 osób, a do sądu skierowano osiem aktów oskarżenia przeciwko 16 osobom.
Stany Zjednoczone zatwierdziły transfer F-16 z Holandii i Danii na Ukrainę po ukończeniu szkolenia przez ukraińskich pilotów i techników lotniczych. Niemcy przekazały Ukrainie nowy pakiet pomocy wojskowej składający się z dwóch systemów obrony powietrznej IRIS-T SLM, 10 naziemnych radarów obserwacyjnych GO12, czterech zestawów ciągników siodłowych i czterech naczep, ośmiu ciężarówek do obsługi ładunków i 4500 szt. amunicji 155 mm. Minister spraw zagranicznych Dmytro Kułeba powiedział, że Ukraina będzie używać systemów uzbrojenia z Zachodu tylko przeciwko siłom rosyjskim na Ukrainie, a nie przeciwko celom wojskowym na terytorium Rosji.
Ukraińska agencja NACP dodała chińską firmę zajmującą się technologią i handlem elektronicznym Alibaba do swojej listy „międzynarodowych sponsorów wojny” za fiskalne wspieranie Rosji poprzez płacenie podatków, ułatwianie sprzedaży miedzi z zakładów inżynierii metalurgicznej Debalcewe w obwodzie ługańskim oraz cenzurowanie ukraińskich treści związanych z wojną na swoich platformach, pozostawiając rosyjskie posty niekontrolowane.

### 18 sierpnia
Sztab Ukrainy poinformował, że kontynuowano ofensywę w kierunku Melitopola i Berdiańska, okopując się na zajętych obszarach i atakując ogniem kontrbateryjnym. FR koncentrowała się na atakach w kierunkach Kupiańska, Bachmutu, Awdijiwki i Marjinki, gdzie odparto do 36 ataków. W kierunku kupiańskim Rosjanie prowadzili bezskuteczne ataki w pobliżu Synkiwki. W kierunku bachmuckim prowadzono nieudane ataki w rejonie Biłej Hory i Torećka. W kierunkach awdijiwskim i marjińskim Ukraińcy odparli ataki w pobliżu Nowokalynowego, Awdijiwki, Marjinki i Krasnohoriwki. W ciągu doby Rosja przeprowadziła trzy atak rakietowe, 41 nalotów i 74 ostrzały na pozycje ukraińskie i tereny zaludnione (odnotowano zabitych i rannych wśród cywilów oraz zniszczoną infrastrukturę). Lotnictwo ukraińskie dokonało 10 nalotów na miejsca koncentracji i jeden na przeciwlotniczy kompleks rakietowy, z kolei artyleria ostrzelała dwa rejony koncentracji, cztery jednostki artylerii, dwa punkty kontrolne i dwa stanowiska walki radioelektronicznej. W ciągu kilku tygodni kontrofensywy SZ Ukrainy schwytały ponad 200 rosyjskich żołnierzy; co piąty poddał się dobrowolnie.
Ukraińscy urzędnicy poinformowali, że ok. 20:00 czasu lokalnego jedna osoba zginęła, a dwie zostały ranne w wyniku rosyjskiego ostrzału na wioskę niedaleko w Chersonia. W ataku uszkodzonych zostało kilka domów mieszkalnych. W nocy Rosjanie zaatakowali miejscowości Biłozerka i Dniprowske w obwodzie chersońskim, raniąc kobietę; uszkodzone zostały domy, budynki gospodarcze, świątynię i gazociągi. Główny Zarząd Wywiadu Ministerstwa Obrony Ukrainy poinformował, że rzekomy atak dronów uderzył w kwaterę główną prorosyjskiej policji w Enerhodarze, raniąc jej szefa, pułkownika Pawło Czesanowa, jego zastępcę i kilku wyższych oficerów.
Mer Moskwy Siergiej Sobianin stwierdził, że dron został przechwycony nad centrum miasta, a spadające szczątki uszkodziły budynek Expocentre. Agencja TASS, powołując się na źródło służb ratunkowych, podała, że zewnętrzna ściana budynku częściowo się zawaliła. W związku z atakiem cztery moskiewskie lotniska: Domodiedowo, Wnukowo, Szeremietiewo i Żukowskij, zostały tymczasowo zamknięte. Rosyjskie Ministerstwo Obrony poinformowało, że dron „zmienił tor lotu” po wykryciu przez obronę przeciwlotniczą i wleciał do pustego budynku niemieszkalnego.
Brytyjskie MON podało, że „w ciągu ostatniego tygodnia większość linii frontu pozostała statyczna, a obie strony mają ograniczone niezaangażowane w walkę siły, które mogłyby doprowadzić do przełamania”. Na południu Ukraińcy kontynuowali ataki wzdłuż biegu rzeki Mokri Jały, zabezpieczając wioskę Urożajne w obliczu silnego oporu Rosjan, z kolei na północy wojska rosyjskie kontynuowały ataki rozpoznawcze w rejonie Kupiańska, lecz nie osiągnęły większych postępów. ISW skrytykował publikację The Washington Post, zakładającą, że odbicie przez Ukraińców Melitopola to jedyny sposób na przerwanie korytarza lądowego z okupowanym Krymem. Instytut ocenił, że „Ukraina ma wiele innych wariantów odcięcia rosyjskich linii zaopatrzenia wzdłuż północnego wybrzeża Morza Azowskiego, a zajęcie Melitopola jest tylko jednym z nich”. Wojska ukraińskie kontynuowały ofensywy na co najmniej trzech sektorach frontu i podobno posunęły się naprzód w pobliżu Robotyne. Z kolei Rosjanie przeprowadzili ataki wzdłuż linii Kupiańsk–Swatowe–Kreminna, w pobliżu Bachmutu, wzdłuż linii Awdijiwka–Donieck oraz na granicy obwodu donieckiego i zaporoskiego, posuwając się naprzód na niektórych obszarach.
Dziennik The New York Times podał, że rząd Stanów Zjednoczonych oszacował, że od początku inwazji Rosji w lutym 2022 roku zginęło lub zostało rannych prawie 500 tys. wojskowych. Ukraińskie SZ odnotowały prawie 70 tys. zabitych i 100–120 tys. rannych, z kolei liczba zabitych rosyjskich żołnierzy i najemników wynosiła ok. 120 tys. i 170–180 tys. rannych. Przedstawiciel ukraińskiego Ministerstwa Obrony Andrij Jusow, poinformował, że od początku wojny miało miejsce 48 wymian jeńców pomiędzy Ukrainą i Rosją; do domów wróciło 2598 schwytanych żołnierzy ukraińskich i cywili.
The Washington Post poinformował, że polskie służby wywiadowcze ABW wykryły i udaremniły próbę rosyjskiego wywiadu, który chciał przerwać tranzyt zachodniej broni na Ukrainę przy użyciu uchodźców ze wschodniej Ukrainy. Aresztowano 16 osób, w tym 12 Ukraińców.

### 19 sierpnia
Ukraińskie SZ kontynuowały ataki w rejonie Berdiańska i Melitopola, który jest głównym kierunkiem kontrofensywy. W ocenie ukraińskiego eksperta wojskowego Mychajły Prytuły, kontrofensywa jest powolna, ale przebiega zgodnie z planem; „Wszystko toczy się według planów. Popatrzmy na mapę. Widać na niej, że z tych miejsc, w których trwają walki, jest blisko do Morza Azowskiego, więc można przyjąć, że cel kontrofensywy zostanie osiągnięty, gdy ukraińska armia odetnie Krym, który stanie się logistyczną wyspą. Rosja będzie miała duży problem jeśli chodzi o zaopatrzenie swoich zgrupowań na południowych odcinkach obwodów chersońskiego i zaporoskiego”.
SG Ukrainy podał, że kontynuowano ofensywę w kierunku Melitopola i Berdiańska, okopując się na zajętych obszarach i atakując ogniem kontrbateryjnym. Rosja skupiała się na atakach w kierunkach Bachmutu, Marjinki i Szachtarska, gdzie odparto do 32 ataków. W kierunku bachmuckim prowadzono nieudane ataki na północ od Bohdaniwki oraz na północ i południe od Kliszczijiwki. W kierunku marjińskim Ukraińcy odparli ataki w pobliżu Marjinki. W kierunku szachtarskim Rosjanie próbowali odzyskać utracone pozycje w rejonie Urożajne. W ciągu 24h FR przeprowadziła pięć ataków rakietowych, 61 nalotów i 67 ostrzałów na pozycje ukraińskie i tereny zaludnione (odnotowano zabitych i rannych wśród cywilów oraz zniszczoną infrastrukturę). Lotnictwo ukraińskie dokonało dziewięciu nalotów na miejsca koncentracji i jeden na przeciwlotniczy kompleks rakietowy; artyleria zniszczyła sześć jednostki artylerii, trzy punkty kontrolne i trzy systemy przeciwlotnicze.
O 11:40 co najmniej siedem osób zginęło (w tym 6-letnie dziecko), a 174 zostało rannych (w tym 15 dzieci) w wyniku rosyjskiego ataku rakietowego (prawdopodobnie pociskiem balistycznym) na Plac Krasny w centrum Czernihowa, który zniszczył także Czernihowski Regionalny Teatr Muzyczno-Dramatyczny i Czernihowski Narodowy Uniwersytet Technologiczny. Ponadto uszkodzone zostały Cerkiew Piatnicka, będąca zabytkiem architektury o znaczeniu narodowym, oraz ok. 60 budynków mieszkalnych. Większość ofiar była w drodze do kościoła, aby uczcić Święto Przemienienia Pańskiego, podczas gdy w teatrze odbywała się wystawa producentów dronów Fundacji Dignitas „Wściekłe Ptaki”. W mieście ogłoszono trzydniową żałobę (19–21 sierpnia).
MSW Ukrainy podało, że nad ranem siły rosyjskie ostrzelały Hulajpole z dział przeciwlotniczych i artylerii, w wyniku czego zginęła 56-letnia kobieta, a ranny został 61-letni mężczyzna, który trafił do szpitala. Podczas ataku uszkodzony został jeden dom mieszkalny, a drugi zapalił się. Ponad 400 budynków zostało uszkodzonych przez rosyjskie ataki dronów w Międzybóżu i Derażni w obwodzie chmielnickim, w tym budynki administracyjne, szkoły, obiekty komunalne i setki domów mieszkalnych. Dowództwo Sił Powietrznych SZ Ukrainy poinformowało, że Rosja wystrzeliła 17 dronów Shahed 136/131 z zachodniego obwodu kurskiego, dodając, że obrona przeciwlotnicza zestrzeliła 15 z nich w północnych i zachodnich obwodach Ukrainy. W obwodzie żytomierskim wrak zestrzelonego drona spowodował pożar obiektu infrastruktury; nie było ofiar. W nocy Rosjanie ostrzelali wieś Wilcza w rejonie czuhujewskim, w wyniku czego uszkodzone zostały budynki mieszkalne i gospodarcze.
Rosyjskie Ministerstwo Obrony oświadczyło, że nad Krymem zestrzelono ukraińską rakietę S-200 przerobioną na wersję uderzeniową. Armia rosyjska poinformowała także, że „wyeliminowano” ok. 150 ukraińskich żołnierzy próbujących zdobyć przyczółek na lewym brzegu Dniepru. Ok. 10:00 czasu moskiewskiego w Rosji dwa samoloty Tu-22M3 zostały podobno uszkodzone podczas ataku ukraińskiego drona na lotnisko wojskowe w Sołcach w obwodzie nowogrodzkim.
Według ISW niedawne zdobycze Ukrainy w pobliżu granicy doniecko-zaporoskiej i w obwodzie zaporoskim były prawdopodobnie „znaczące taktycznie” - mogą one pozwolić siłom ukraińskim na rozpoczęcie działań w mniej zaminowanych obszarach rosyjskiej linii obrony i prawdopodobnie będą bardziej sprzyjać szybszym postępom Ukrainy, m.in. w kierunku okupowanego Tokmaku. Ukraińcy kontynuowali kontrofensywę na co najmniej trzech odcinkach frontu i posuwali się wzdłuż linii Awdijiwka–Donieck oraz w zachodnim obwodzie zaporoskim. Siły rosyjskie przeprowadziły ataki wzdłuż linii Kupiańsk–Swatowe–Kreminna, w pobliżu Bachmutu, wzdłuż linii Awdijiwka–Donieck oraz na granicy obwodu donieckiego i zaporoskiego, posuwając się naprzód na niektórych obszarach.
Minister obrony Ołeksij Reznikow ogłosił, że ukraińscy piloci, inżynierowie i technicy rozpoczęli szkolenie w zakresie obsługi myśliwców F-16 i szwedzkich myśliwców Gripen. Podczas oficjalnej wizyty w Sztokholmie prezydent Zełenski rozpoczął rozmowy z premierem Szwecji Ulfem Kristerssonem w sprawie pozyskania myśliwców Saab JAS 39 Gripen. Zapowiedział też, że Ukraina wkrótce rozpocznie produkcję szwedzkich wozów bojowych CV90, podczas gdy szwedzki rząd pracuje nad kolejnym pakietem pomocy wojskowej o wartości 313,5 mln dolarów. Brytyjskie Ministerstwo Obrony w imieniu Międzynarodowego Funduszu dla Ukrainy (IFU) podpisało trzy kontrakty na dostawę sprzętu obrony przeciwlotniczej dla Ukrainy o wartości ponad 90 mln funtów.
Prezydent Putin odwiedził kwaterę główną Południowego Okręgu Wojskowego w Rostowie nad Donem w ramach swojej pierwszej wizyty w tym mieście od czasu powstania Grupy Wagnera, gdzie spotkał się z dowódcami odpowiedzialnymi za operacje na Ukrainie.

### 20 sierpnia
Ukraiński Sztab oświadczył, że kontynuowano ofensywę w kierunku Melitopola i Berdiańska, okopując się na zajętych obszarach i atakując ogniem kontrbateryjnym. Rosjanie skupiali się na atakach w kierunkach Kupiańska, Bachmutu i Marjinki, gdzie odparto ponad 25 ataków. W kierunku kupiańskim siły rosyjskie prowadziły nieudane ataki w okolicy Synkiwki. W kierunku bachmuckim prowadzono bezskuteczne ataki w rejonie Kurdiumiwki. W kierunku marjińskim Ukraińcy odparli ataki w pobliżu Marjinki. W ciągu 24h Rosja przeprowadziła 29 nalotów i 43 ostrzały na pozycje ukraińskie i tereny zaludnione (odnotowano zabitych i rannych wśród cywilów oraz zniszczoną infrastrukturę). Lotnictwo ukraińskie dokonało dziewięciu nalotów na miejsca koncentracji, natomiast artyleria uderzyła w punkt kontrolny i trzy jednostki artylerii. Dowódca Zgrupowania Tauryda Ołeksandr Tarnawski poinformował, że Ukraińcy przeprowadzili 1248 akcji ogniowych, w wyniku czego zginęło 79 żołnierzy rosyjskich a 153 zostało rannych, oraz zniszczyli sześć magazynów amunicji i 27 jednostek sprzętu.
Siły rosyjskie ostrzelały wieś Zołota Bałka, raniąc 69-letniego mężczyznę oraz nieczynny szpital i osiedle mieszkaniowe w Wołczańsku, zabijając jednego cywila. Gubernator Ołeksandr Prokudin poinformował, że wojska rosyjskie dwukrotnie ostrzeliwały wieś Kozackie w obwodzie chersońskim, zabijając dwóch cywilów i raniąc jedną osobę. Władze regionalne podały, że w ciągu ostatnich 24h w rosyjskich atakach na dziewięć obwodów zginęło trzech cywilów, a 24 zostało rannych. Centrum Mediów Wojskowych Ministerstwa Obrony poinformowało, że Rosja zaatakowała 129 ukraińskich miejscowości i 37 obiektów infrastruktury za pomocą moździerzy, granatników, czołgów, artylerii, wyrzutni rakietowych, dronów i lotnictwa. Obwód chersoński został zaatakowany 78 razy oraz wystrzelono 377 pocisków. O 7:00 rano ostrzelano centrum Kupiańska, w wyniku czego jedna osoba została ranna. Później o 14:00 Rosjanie powtórzyli ostrzał, raniąc 11 cywilów.
W Rosji ukraiński dron podobno podpalił dach dworca kolejowego w Kursku, lekko raniąc pięć osób. Więcej dronów odnotowano w obwodzie rostowskim, Biełgorodzie i Moskwie, co wymusiło zamknięcie lotnisk Wnukowo i Domodiedowo. Gubernator obwodu biełgorodzkiego Wiaczesław Gładkow stwierdził, że rosyjska obrona przeciwlotnicza zestrzeliła 12 dronów zbliżających się do stolicy regionu.
W opinii ISW ukraińskie ataki na głębokie tyły Rosjan wywoływały niezadowolenie w rosyjskiej przestrzeni informacyjnej i wywołały krytykę pod adresem rosyjskiego dowództwa. Część rosyjskich blogerów wojskowych skarżyła się, że wojska rosyjskie nie broniły terytorium Rosji przed atakami ukraińskimi. Siły ukraińskie przeprowadziły kontrofensywę na co najmniej dwóch odcinkach frontu i posunęły się w okolice Robotynego. Rosjanie przeprowadzili ataki w pobliżu Kupiańska, Kreminnej, Bachmutu, wzdłuż linii Awdijiwka–Donieck oraz na granicy obwodu donieckiego i zaporoskiego; nieznacznie posunęli się naprzód w pobliżu Bachmutu. Brytyjskie Ministerstwo Obrony podało, że w wyniku przedłużającej się wojny Rosja rozbudowywała struktury wojskowe i prawdopodobnie będzie chciała utworzyć nową formację w postaci 18 Armii Ogólnowojskowej, która powstanie z połączenia i wzmocnienia jednostek działających w obwodzie chersońskim, w tym 22. Korpusu Armijnego, oraz prawdopodobnie będzie składać się ze zmobilizowanych żołnierzy i skupi się na defensywie na południu Ukrainy.
Podczas wizyty prezydenta Zełenskiego rządy Holandii i Danii zobowiązały się do dostarczenia Ukrainie myśliwców F-16 po zakończeniu szkolenia ukraińskich pilotów. Duńska premier Mette Frederiksen zadeklarowała, że przekaże Ukrainie 19 myśliwców F-16, w tym sześć przed końcem 2023 roku, osiem powinno zostać dostarczonych w 2024 roku, a pięć kolejnych w roku następnym. Rząd holenderski nie podał żadnych informacji o liczbie jednostek, jednak prezydent Zełenski ogłosił, że Ukraina otrzyma z Holandii 42 samolotów F-16, co dokładnie odpowiada liczbie myśliwców, jakie Holandia ma na swoim wyposażeniu.
Według portalu Sprotyw utworzonym przez Siły Operacji Specjalnych Ukrainy, Rosja „planuje zasiedlić 300 tys. Rosjan w okupowanym Mariupolu na południowym wschodzie Ukrainy” i zamierza zrealizować swój plan do 2035 roku. Sprotyw, powołując się na dane ukraińskiego ruchu oporu, stwierdził, że Rosjanie stworzyli „plan rozwoju” zajętego Mariupola, który „przewiduje zwiększenie liczby ludności o ok. 300 tys. poprzez migrację z FR”.

### 21 sierpnia

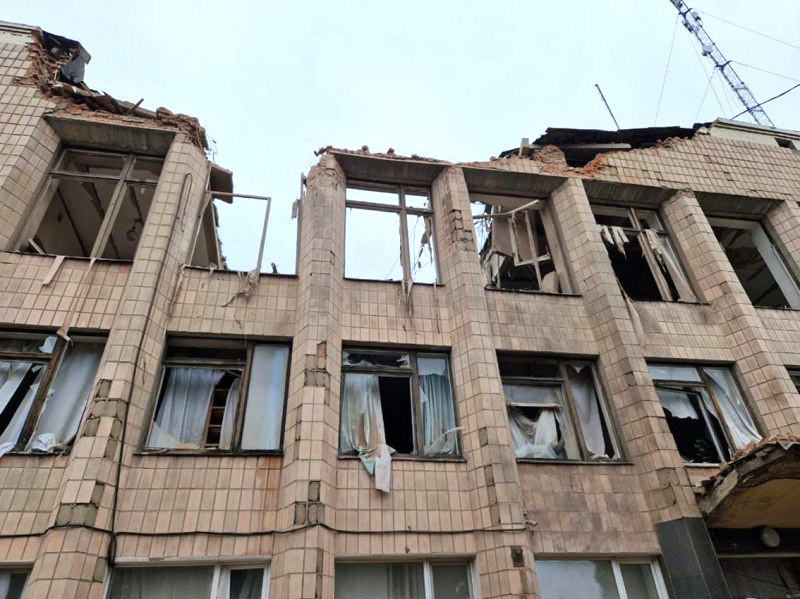
Rada miejska Semeniwki po wieczornym rosyjskim ataku z dronem kamikaze.

Wiceminister obrony Hanna Malar podała, że siły ukraińskie posuwały się naprzód na południowej flance Bachmutu i w ciągu ostatniego tygodnia odzyskały kolejne 3 km² terytorium wokół miasta (łącznie wyzwolono 43 km² wokół miasta). Według niej Rosjanie próbowali wypchnąć Ukraińców z północnych flanek miasta, ponieważ zajęli dominujące wzniesienia w regionie, jednak „[wojska ukraińskie] nękały tam wroga. Właściwie okupanci byli w pułapce, ponieważ nie mogli wydostać się z Bachmutu i nie mogą przeprowadzić pełnego ataku”. Jednostki ukraińskie odniosły sukces w obwodzie zaporoskim, na południowy wschód od Robotyne i na południe od Małej Tokmaczki. Wojska rosyjskie próbowały odzyskać utracone pozycje na wschód od Robotyne, ale bez powodzenia.
SG Ukrainy poinformował, że kontynuowano ofensywę w kierunku Melitopola i Berdiańska, okopując się na zajętych obszarach i atakując ogniem kontrbateryjnym. Rosjanie skupiali się na atakach w kierunkach Bachmutu, Awdijiwki i Marjinki, gdzie odparto do 30 ataków. W kierunku bachmuckim prowadzono nieudane ataki w rejonie Kliszczijiwki. W kierunku awdijiwskim i marjińskim siły ukraińskie odparły ataki w pobliżu Awdijiwki, Marjinki i Nowomychajliwki. W ciągu doby armia rosyjska przeprowadziła dwa ataki rakietowe, 43 naloty i 45 ostrzałów na pozycje ukraińskie i tereny zaludnione (odnotowano zabitych i rannych wśród cywilów oraz zniszczoną infrastrukturę). Lotnictwo ukraińskie dokonało sześciu nalotów na miejsca koncentracji, z kolei artyleria zaatakowała cztery punkty kontrolne, rejon koncentracji i trzy jednostki artylerii. Ukraiński wywiad wojskowy podał, że ok. 10:00 czasu moskiewskiego rosyjski samolot bojowy Tu-22M został uszkodzony podczas ataku dronów na lotnisko wojskowe Szajkowka w obwodzie kałuskim.
Według lokalnych urzędników siły rosyjskie przeprowadziły ataki na dziewięć obwodów w ciągu ostatniego dnia, zabijając co najmniej trzech cywilów (w obwodach sumskim, donieckim i zaporoskim) i raniąc co najmniej sześciu kolejnych. Dwie osoby zostały ranne w wyniku spadających szczątków po ataku ukraińskiego drona na Moskwę. Na lotniskach Wnukowo i Domodiedowo, Szeremietiewo i Żukowskij doszło do zakłóceń ok. 50 lotów. Rosja stwierdziła, że zestrzeliła jednego drona i stłumiła drugiego za pomocą walki elektronicznej.
Według ISW niedobór uzbrojenia i sprzętu wojskowego oraz niski poziom morale pozostawały głównymi problemami sił rosyjskich na Ukrainie; na niektórych odcinkach frontu żołnierze rosyjscy przyznawali, że byli „w stanie wojny” ze swoimi dowódcami. Według doniesień brakowało poszczególnych rodzajów broni na różnych kierunkach operacyjnych, m.in. lekkich pojazdów opancerzonych, łodzi, dział i haubic. Siły ukraińskie dokonały taktycznie znaczących postępów w okolicach i na wschód od Robotyne w zachodnim obwodzie zaporoskim, kontynuując kontrofensywę na granicy obwodu donieckiego i zaporoskiego oraz na wschodniej Ukrainie. Rosjanie przeprowadzili ataki w pobliżu Kreminnej, Bachmutu i wzdłuż linii Awdijiwka–Donieck oraz posuwali się naprzód w pobliżu Bachmutu. Źródła rosyjskie odrzuciły doniesienia o znaczących rosyjskich postępach w kierunku Kupiańska w ramach działań ofensywnych.
Podczas wizyty w Atenach prezydent Zełenski zapowiedział, że Grecja będzie szkolić ukraińskich pilotów na swojej flocie F-16. Rzecznik Sił Powietrznych pułkownik Jurij Ihnat poinformował, że w Danii szkolenie rozpoczęło ponad 70 ukraińskich wojskowych, w tym ośmiu pilotów i 65 osób personelu technicznego, którzy przejdą szkolenie z obsługi i naprawy samolotów. W pierwszej kolejności szkolenie przejdą bardziej doświadczeni piloci, dla których F-16 będzie kolejnym samolotem. Zastępczyni rzecznika Pentagonu Sabrina Singh powiedziała Stany Zjednoczone są gotowe włączyć się w proces szkolenia ukraińskich pilotów na F-16, jeśli chętnych będzie więcej niż miejsc w krajach strefy euro: „Jesteśmy otwarci na szkolenie pilotów, jeśli programy szkoleniowe w Europie są wypełnione, to jest warunek. Szkolenia prowadzą Dania i Holandia, więc jeśli nie będą miały możliwości wyszkolenia tylu pilotów, ilu chce wysłać Ukraina, to ich przeszkolimy”. Później Ihnat stwierdził, że „w celu skutecznej obrony kraju i uzyskania przewagi w powietrzu Ukraina potrzebuje ok. 128 nowoczesnych myśliwców takich jak amerykańskie samoloty F-16 lub podobne maszyny”.

### 22 sierpnia
Sztab Generalny Ukrainy potwierdził, że żołnierze z 47 Oddzielnej Brygady Zmechanizowanej po dwóch miesiącach zaciętych walk wkroczyli w granice wsi Robotyne, przełamując pierwszą linię obrony sił rosyjskich i zorganizowali ewakuację ludności cywilnej za pomocą pojazdu M2 Bradley. Jednocześnie w niektórych częściach wsi nadal przebywali Rosjanie, których artyleria aktywnie ostrzeliwała Robotyne; część wsi nadal znajdowała się w „szarej strefie”. Wiceminister obrony Ukrainy Hanna Malar zaznaczyła jednak, że walki nadal trwały. Rzeczniczka ukraińskich wojsk Natalia Humeniuk poinformowała, że Rosjanie wzmacniali drugą i trzecią linię obrony na zajętych obszarach na południu Ukrainy „przy pomocy betonowych konstrukcji” i dodatkowych okopów.
Sztab Ukrainy podał, że kontynuowano ofensywę w kierunku Melitopola i Berdiańska, okopując się na zajętych obszarach i atakując ogniem kontrbateryjnym. Siły rosyjskie atakowali głównie w kierunkach Awdijiwki i Marjinki, gdzie odparto ponad 30 ataków. W kierunku awdijiwskim i marjińskim siły ukraińskie odparły ataki w pobliżu Awdijiwki i Marjinki. W ciągu dnia Rosja przeprowadziła cztery ataki rakietowe, 58 nalotów i 60 ostrzałów na pozycje ukraińskie i tereny zaludnione (odnotowano zabitych i rannych wśród cywilów oraz zniszczoną infrastrukturę). Lotnictwo Ukrainy dokonało 11 nalotów na miejsca koncentracji i dwa na kompleksy rakiet przeciwlotniczych, z kolei artyleria zniszczyła trzy obszary koncentracji, dwa magazyny amunicji, stanowisko dowodzenia, jednostkę artylerii i ciężki system TOS-1A. Władze ukraińskie ewakuowały ludność cywilną z Kupiańska, który SZ Rosji próbowały ponownie zająć. Według mera w mieście pozostało 6 tys. osób, a w jego okolicach 11,8 tys. osób, z kolei 2 tys. osób podpisało dokumenty, w których stwierdzili, że nie chcą opuszczać miasta i nie będą pociągać władz miejskich do odpowiedzialności za konsekwencje.
Gubernator Oleksandr Prokudin poinformował, że ok. 11:20 w wyniku rosyjskiego ostrzału artyleryjskiego na miejscowość Komyszany, zginęła 71-letnia kobieta, a 55-letni mężczyzna został ranny. Podczas ataku uszkodzono budynki mieszkalne i gazociąg. Z kolei gubernator Pawło Kyrylenko podał, że siły rosyjskie ostrzelały rejon Łymanu, zabijając pięć osób (trzy w Torśke i dwie w Jampolu) i raniąc trzy kolejne. Według doniesień Rosja przeprowadziła także nalot na Nju-Jork, używając bomb lotniczych FAB-250, jednak nie odnotowano ofiar. W godzinach porannych Rosjanie przypuścili atak rakietowy na Krzywy Róg, w wyniku czego jedna osoba została ranna oraz zostało uszkodzonych 20 domów prywatnych.
Armia rosyjska podała, że zestrzelono dwa drony niedaleko Moskwy, z czego jeden uderzył w 25-piętrowy budynek w Krasnogorsku, co spowodowało tymczasowe zamknięcie głównych lotnisk (Wnukowo i Domodiedowo, Szeremietiewo) w mieście. Mer Moskwy Siergiej Sobianin powiedział, że drony zostały zniszczone w pobliżu Krasnogorska i Czacowa. Według lokalnych władz co najmniej dwie osoby zostały ranne. Kolejne dwa drony zostały zestrzelone nad obwodem briańskim i dwa nad Morzem Czarnym na północny zachód od Krymu. Rosyjskie Ministerstwo Obrony oświadczyło, że jeden z myśliwców Su-30 z Floty Czarnomorskiej zniszczył ukraińską łódź zwiadowczą pływającą w pobliżu rosyjskich zakładów wydobycia gazu na Morzu Czarnym. Ukraiński wywiad wojskowy podał, że Rosja zatopiła prom w Cieśninie Kerczeńskiej i planowała zatopić łącznie sześć statków, aby zapewnić pas ochronny w wodzie przed Mostem Krymskim.
Według ISW postępy Ukraińców w okolicach Robotyne w zachodnim obwodzie zaporoskim zbliżały ich do ataku na drugą linię rosyjskiej obrony, która może być słabsza niż pierwsza. Na drugiej linii obrony nie zauważono nowych rosyjskich jednostek i formacji, co mogło sugerować, że pozycje te zajmowały siły już uczestniczące w walkach. Siły ukraińskie przeprowadziły działania ofensywne na co najmniej dwóch odcinkach frontu i poczyniły postępy w pobliżu Bachmutu oraz w zachodnim obwodzie zaporoskim. Z kolei Rosjanie przeprowadzili ataki na linii Kupiańsk–Swatowe–Kreminna, w pobliżu Bachmutu, na linii Awdijiwka–Donieck, na granicy obwodu donieckiego i zaporoskiego oraz w zachodnim obwodzie zaporoskim; na niektórych obszarach posunęli się naprzód. Ponadto siły rosyjskie koncentrowały swoje ograniczone rezerwy z innych odcinków frontu na kierunku Orichiwa. Ukraińskie operacje ofensywne na innych odcinkach frontu pozostawały ważne, ponieważ mogły unieruchomić jednostki rosyjskie i zapobiec dalszym wzmocnieniom bocznym. Brytyjskie MON podało, że uszkodzenie dwóch mostów na Krym spowodowało, że siły rosyjskie nadal musiały korzystać z mostów pontonowych lub z długiego objazdu, co komplikowało dostawy. W połowie sierpnia Rosjanie nadal wykorzystywali mosty pontonowe w Czonharze i Geniczesku, ponieważ oba stałe mosty zostały uszkodzone przez ukraińskie ataki na początku miesiąca. Według Ministerstwa mosty pontonowe nie były w stanie utrzymać przejazdu ciężkich pojazdów przewożących amunicję i broń, a wynikające z tego wąskie gardła oznaczały, że siły rosyjskie były częściowo uzależnione od długiego objazdu przez Armiańsk.
OSW podał, że w dniach 16–22 sierpnia nie doszło do większych zmian na froncie. Najważniejszą areną walk był odcinek frontu zaporoskiego w rejonie Robotynego, Nowoprokopiwki i Werbowego. Trwały walki o kontrolę nad wzgórzami, które przebiegają pomiędzy tymi trzema wsiami (tam znajdowały się rosyjskie linie obronne). Ukraińskie oddziały opanowały większą część Robotynego; później Kijów oficjalnie ogłosił ich wejście do wsi. Rosjanie kontynuowali ataki pod Kupiańskiem, głównie w okolicy wsi Syńkiwka, która nie została w całości opanowana przez oddziały rosyjskiej 6 Armii Ogólnowojskowej. Ciężkie walki toczyły także pod Bachmutem, gdzie obie strony bez powodzenia próbowały atakować pozycje przeciwnika. Na odcinku na południe od miasta front niezmiennie przebiegał wzdłuż linii kolejowej Majorśk–Bachmut.
Szefowie państw i rządów 11 krajów bałkańskich i Europy Wschodniej, w tym Serbii, lecz nie Węgier, podpisali deklarację w sprawie „niezachwianego poparcia” dla suwerenności, integralności terytorialnej i niepodległości Ukrainy. Przewodnicząca Ursula von der Leyen ogłosiła, że Komisja Europejska przekazała 1,5 miliardów euro Ukrainie „na rzecz naprawy, odbudowy i utrzymania państwa”; od początku wojny Komisja Europejska przekazała Ukrainie ponad 19 mld euro.
Według doniesień generał Siergiej Surowikin, były dowódca sił rosyjskich na Ukrainie, został usunięty ze stanowiska dowódcy rosyjskich Sił Powietrzno-Kosmicznych.
Ministerstwo Obrony Ukrainy ogłosiło plany utworzenia nowej żandarmerii wojskowej, która zastąpi istniejącą agencję i która otrzyma uprawnienia do prowadzenia dochodzeń w sprawie zbrodni wojennych, braku dyscypliny wojskowej i inne funkcje związane z egzekwowaniem prawa.

### 23 sierpnia

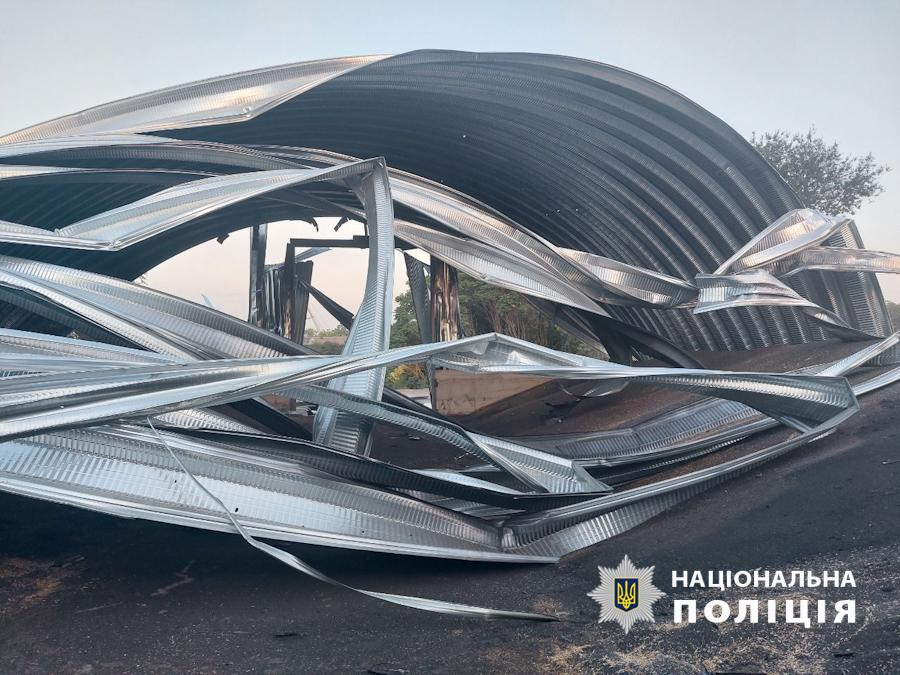
Spichlerz w porcie Izmaił po nocnym rosyjskim ataku dronów. Władze ukraińskie poinformowały o zniszczeniu 13 tys. ton zboża przeznaczonego dla Egiptu i Rumunii.

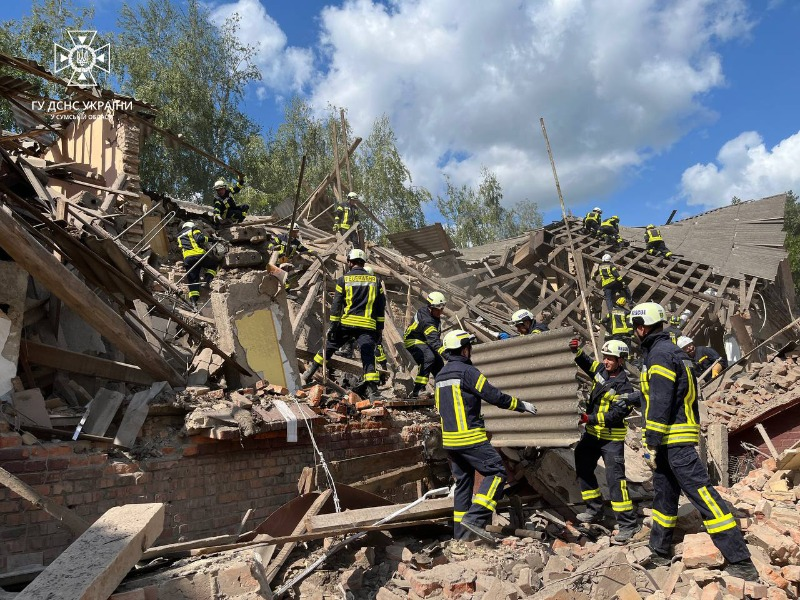
Szkoła w mieście Romny po rosyjskim ataku dronów; zginęło czterech pracowników szkoły.

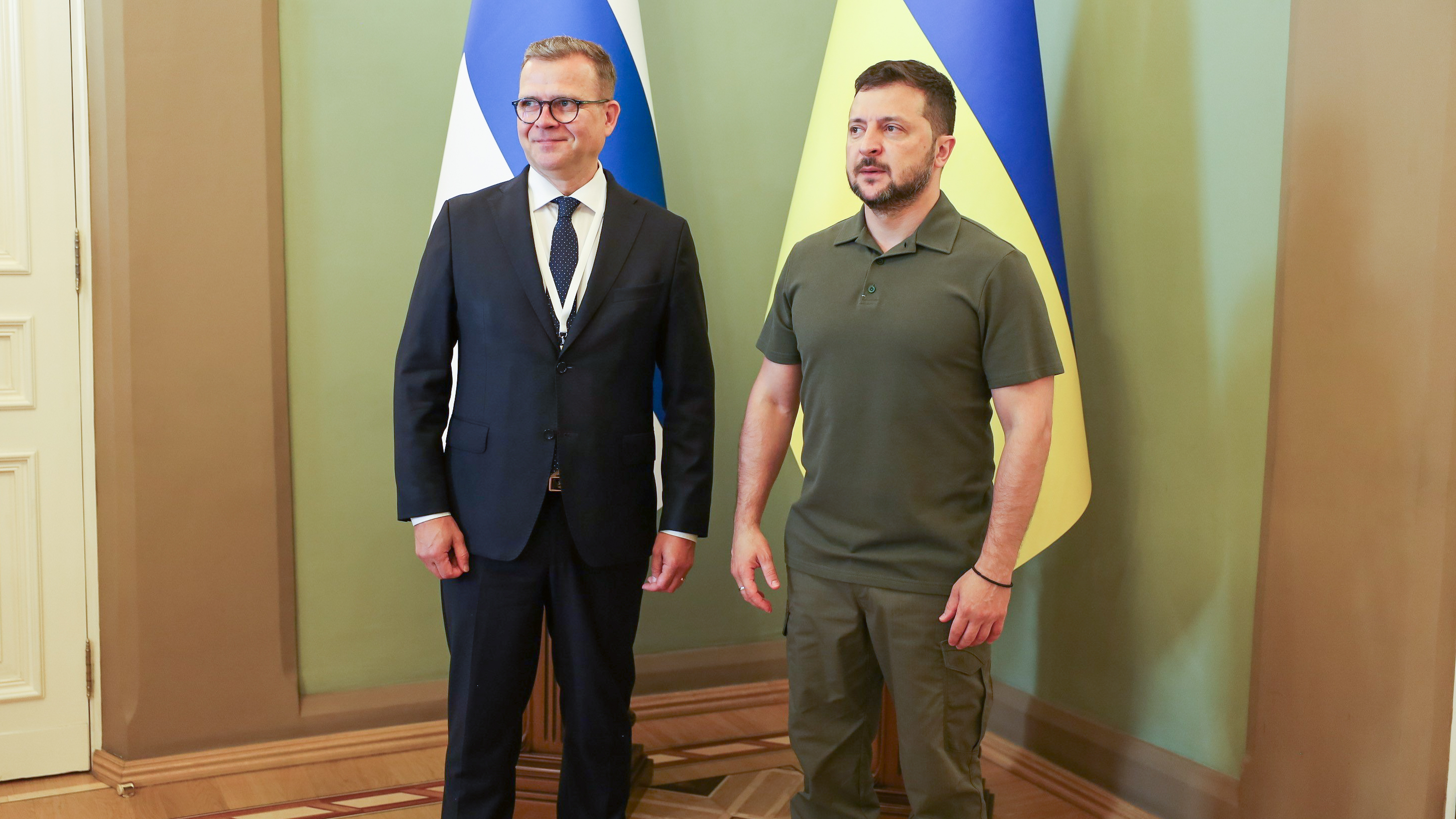
Spotkanie prezydenta Zełenskiego z premierem Finlandii Petterim Orpo.

Przedstawiciel SG Ukrainy Andrij Kowalow poinformował, że wojska ukraińskie kontynuowały działania kontrofensywne na południowym kierunku frontu. Oddziałom ukraińskim udało się osiągnąć sukces w rejonie Nowoprokopiwki. W rejonie Robotyne w zachodnim obwodzie zaporoskim trwały ciężkie walki.
Według SG Ukrainy kontynuowano ofensywę w kierunku Melitopola i Berdiańska, okopując się na zajętych obszarach i atakując ogniem kontrbateryjnym. Rosjanie skupiali się na atakach w kierunkach Kupiańska, Bachmutu, Awdijiwki, Marjinki i Zaporoża, gdzie odparto do 23 ataków. W kierunku kupiańskim wojska rosyjskie prowadziły bezskuteczne ataki w rejonie Nowojehoriwki. W kierunku bachmuckim prowadzono nieudane ataki w okolicy Wesełego. W kierunku awdijiwskim i marjińskim Ukraińcy odparli ataki w pobliżu Awdijiwki i Marjinki. W kierunku zaporoskim prowadzono nieudane ataki w pobliżu Małej Tokmaczki. W ciągu 24h FR przeprowadziła 10 ataków rakietowych, 57 nalotów i 70 ostrzałów na pozycje ukraińskie i tereny zaludnione (odnotowano zabitych i rannych wśród cywilów oraz zniszczoną infrastrukturę). Lotnictwo Ukrainy dokonało dwóch nalotów na punkty kontrolne, dziewięciu na miejsca koncentracji i czterech na przeciwlotnicze systemy rakietowe; artyleria ostrzelała dwa punkty kontrolne, obszar koncentracji i dwie jednostki artylerii. Ukraiński wywiad ogłosił, że „zniszczono” rosyjski system obrony przeciwrakietowej dalekiego i średniego zasięgu S-400 Triumf, niszcząc wszystkie rakiety i personel w pobliżu wsi Ołeniwka w pobliżu półwyspu Tarchankuckiego na Krymie. Później wywiad opublikował nagranie z eksplozji, do której doszło ok. 10:00 czasu lokalnego. Władze rosyjskie nie skomentowały ataku.
Gubernator Ołeh Kiper poinformował, że Rosja przeprowadziła nocny atak dronów na południową Ukrainę, podczas którego zaatakowano naddunajski port Izmaił. Według ukraińskiego wojska zniszczono 11 z 20 dronów Shahed 136/131 w obwodach odeskim i zaporoskim. Władze ukraińskie podały, że w ataku uszkodzono kompleksy produkcyjno-przeładunkowe (w tym kilka terminali zbożowych, magazynów i infrastruktury towarowej), w których wybuch pożar o łącznej powierzchni 700 m²; nie odnotowano ofiar. Zniszczono także 13 tys. ton zboża przeznaczonego do Egiptu i Rumunii. Później urzędnik ONZ potępił celowe, strategiczne niszczenie żywności przez Rosję. Był to ósmy rosyjskich atak na infrastrukturę portową Ukrainy od czasu jej wycofania się z umowy zbożowej. Według Ukrainy w sumie w tych atakach zniszczono 270 tys. ton zboża.
Minister spraw wewnętrznych Ihor Kłymenko podał, że ok. 10:00 czterech pracowników szkoły zginęło, a cztery kolejne osoby zostały ranne w ataku dronów Shahed na szkołę w Romnach w obwodzie sumskim. Budynek szkoły został zniszczony. W chwili ataku w szkole przebywało 19 osób. Władze lokalne oświadczyły, że w ciągu ostatniego dnia Rosjanie przeprowadzili ataki na dziewięć obwodów, zabijając co najmniej pięć osób i raniąc co najmniej 29 innych. Nad ranem wojsko rosyjskie zrzuciło dwie bomby lotnicze na przedszkole i budynki mieszkalne w Chersoniu, w wyniku czego sześć osób zostało rannych.
Według doniesień w Rosji nad obwodem moskiewskim zestrzelono dwa drony, a trzeci został zablokowany za pomocą walki elektronicznej i uderzył we wznoszony budynek w centrum Moskwy (nie było ofiar), co doprowadziło do tymczasowego zamknięcia moskiewskich lotnisk. Gubernator obwodu biełgorodzkiego powiedział, że kolejny dron uderzył w sanatorium we wsi Ławy, zabijając trzy osoby.
Według amerykańskich strategów wojskowych Ukraina miała trudności w przeprowadzeniu kontrofensywy ze względu na nieprawidłowe lub taktycznie niekorzystne rozmieszczenie wojsk, ponieważ ukraińskie siły zbrojne były zbyt szeroko rozproszone. Aby przebić się przez rosyjskie linie, zająć Melitopol i Berdiańsk, a tym samym odciąć rosyjskie dostawy, amerykańscy stratedzy doradzili dowódcom ukraińskim, aby skoncentrowali swoje wojska wzdłuż głównego frontu południowego, w szczególności wycofując wojska z rejonu w pobliżu Bachmutu bez konieczności godzenia się z utratą tamtejszego terytorium. W opinii ISW dalsze znaczące taktycznie sukcesy Ukrainy w okolicach wsi Robotyne i wokół niej w zachodnim obwodzie zaporoskim poszerzały penetrację rosyjskich linii obronnych i zagrażały dalszym liniom na tym obszarze. Siły rosyjskie przeprowadziły ataki na linii Kupiańsk–Swatowe–Kreminna, w pobliżu Bachmutu i na linii Awdijiwka–Donieck, nie dokonując żadnych potwierdzonych postępów.
Według doniesień rosyjski pilot uciekł na Ukrainę, zabierając ze sobą helikopter Mi-8 po 6-miesięcznej operacji prowadzonej przez ukraiński wywiad wojskowy, a rodzina pilota również została wywieziona z Rosji. Według doniesień, podczas ucieczki zginęło dwóch członków załogi, którzy nie byli świadomi tego, co się dzieje.
Podczas swojej wizyty w Kijowie fiński premier Petteri Orpo ogłosił 18. pakiet pomocy wojskowej dla Ukrainy o wartości 94 mln euro.
Rosyjska agencja TASS podała, że szef Grupy Wagnera Jewgienij Prigożyn i jej założyciel Dmitrij Utkin zginęli wraz z ośmioma innymi osobami w katastrofie lotniczej w Kużenkinie w obwodzie tereckim pod Moskwą; wydarzenie miało miejsce ok. 19:20 i uczestniczył w niej prywatny Embraer Legacy 600 lecący z Moskwy do Petersburga. Chociaż władze nie ustaliły jeszcze przyczyny katastrofy, wywiad amerykański uważał, że przyczyną mogła być celowa eksplozja na pokładzie. Z kolei powiązany z Wagnerem kanał na Telegramie „Szara Strefa” podał, że samolot został zestrzelony przez rosyjską obronę przeciwlotniczą.

### 24 sierpnia

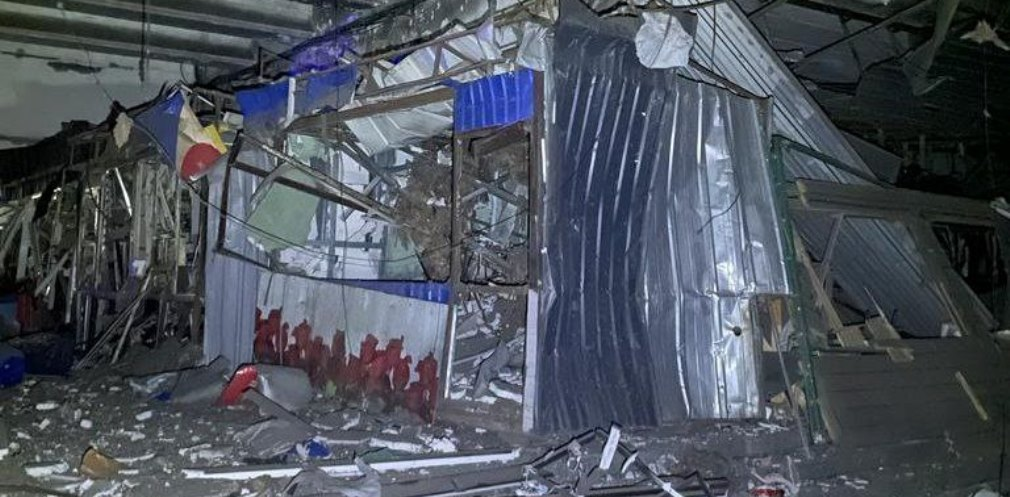
Dworzec autobusowy w Dnieprze po nocnym rosyjskim ataku rakietowym.

SG Ukrainy podał, że kontynuowano ofensywę w kierunku Melitopola, okopując się na zajętych obszarach i atakując ogniem kontrbateryjnym. Wojska rosyjskie koncentrowały się na atakach w kierunkach Kupiańska, Awdijiwki, Marjinki, gdzie odparto do 35 ataków. W kierunku kupiańskim wojska rosyjskie prowadziły nieudane ataki w rejonie Nowojehoriwki. W kierunku awdijiwskim i marjińskim Ukraińcy odparli ataki w pobliżu Awdijiwki, Marjinki i Nowomychajliwki. W ciągu 24h Rosja przeprowadziła siedem ataków rakietowych, 47 nalotów i 69 ostrzałów na pozycje ukraińskie i tereny zaludnione (odnotowano zabitych i rannych wśród cywilów oraz zniszczoną infrastrukturę). Ukraińskie lotnictwo dokonało jednego nalotu na stanowisko dowodzenia, 13 na miejsca koncentracji i trzech na przeciwlotnicze systemy rakietowe; artyleria ostrzelała dwa punkty kontrolne, dwa obszary koncentracji i pięć jednostek artylerii, system przeciwlotniczy, magazyn amunicji i stację walki radioelektronicznej. Ponadto w jednej z miejscowości w obwodzie zaporoskim władze okupacyjne wzięły pod uwagę negatywne doświadczenia związane z organizacją pseudoreferendum. Dlatego planowane było przeprowadzenie „wyborów” w formacie mieszanym: głosowanie w lokalach wyborczych oraz chodzenie po miejscach zamieszkania. Od 30 sierpnia br. przedstawiciele władz okupacyjnych wizytowali mieszkania w celu zbierania głosów. W regionie pojawiały się także osoby przywiezione z FR i osiedlone w opuszczonych domach lokalnych mieszkańców. Fakt ten wiązał się z przygotowaniem do sfałszowania głosowania i kreowaniem pożądanego wizerunku dla rosyjskich mediów. Rosła też presja na miejscową ludność, aby uzyskała rosyjskie paszporty, m.in. wprowadzono wymóg, zgodnie z którym opłacanie usług komunalnych, internetu i telefonu było niemożliwe bez rosyjskiego obywatelstwa. W celu zwiększenia presji na ludność w regionie zwiększono liczbę żołnierzy narodowości czeczeńskiej.
Ukraińska marynarka wojenna i wywiad wojskowy przeprowadziły nocną „operację specjalną” na skrajnie zachodnim krańcu Krymu, obejmującą desant w pobliżu miejscowości Ołeniwka i Majak. Ukraińska armia stwierdziła, że osiągnęła tam swoje cele, zadając Rosjanom straty w ludziach i sprzęcie oraz podnosząc tam ukraińską flagę. Po akcji wojska ukraińskie wycofały się drogą morską.
W 32. Święto Niepodległości Ukrainy w rosyjskich atakach na Dniepr i Chersoń zginęła jedna osoba, a 16 zostało rannych, w tym 7-letnia dziewczynka. W wyniku ataku rakietowego (za pomocą S-300) o 2:30 w Dnieprze uszkodzonych zostało kilkadziesiąt obiektów, w tym: dworzec autobusowy, bank, stacja benzynowa, hotel, firma rolnicza, fabryka mebli, budynek administracyjny, budynki mieszkalne, samochody, wodociągi i gazociągi oraz sieć jezdna trolejbusów. Z kolei obwód chersoński został ostrzelany w ciągu doby 81 razy, w wyniku czego wystrzelono 501 pocisków z moździerzy, artylerii, czołgów, wyrzutni rakietowych, dronów i samolotów. W wyniku ostrzałów uszkodzono fabrykę, budynek administracyjny, obiekt infrastruktury krytycznej, placówkę medyczną i sklep w obwodzie chersońskim oraz magazyny i placówki oświatowe w rejonie berysławskim. Prokuratura obwodu donieckiego podała, że ok. 11:00 cztery kobiety zostały ranne w ataku na supermarket w mieście Kurachowe. Inne pociski trafiły w budynek administracyjny, w pobliżu którego zapaliły się dwa samochody. Uszkodzony został także budynek infrastruktury krytycznej i budynek mieszkalny.
W ocenie ISW siły ukraińskie były coraz bliżej drugiej rosyjskiej linii obrony w rejonie Robotyne. Ukraińcy przeprowadzili działania ofensywne na co najmniej dwóch odcinkach frontu i posunęli się w okolicach Bachmutu oraz w zachodnim obwodzie zaporoskim. Według doniesień poczynili postępy na zachód od miejscowości Werbowe (18 km na południowy wschód od Orichiwu) i na południe od Robotyne (10 km na południe od Orichiwu). Rzecznik ukraińskiego Zgrupowania Południowego Natalia Humeniuk, poinformowała, że Rosjanie przeprowadzali dodatkowe  przerzuty wojsk z obwodu chersońskiego na linię frontu w obwodzie zaporoskim, co sugerowało, że wojska ukraińskie jeszcze bardziej osłabiły rosyjskie linie obronne na tym obszarze. Siły rosyjskie przeprowadziły ataki na linii Kupiańsk–Swatowe–Kreminna, w pobliżu Bachmutu i na linii Awdijiwka–Donieck oraz w zachodnim obwodzie zaporoskim; według doniesień posunęli się naprzód na niektórych obszarach.
Prezydent Zełenski zapowiedział, że Portugalia pomoże w szkoleniu ukraińskich pilotów w zakresie obsługi myśliwców F-16, podczas gdy Norwegia obiecała przekazać Ukrainie co najmniej dwa F-16. Norweski rząd przeznaczył także 140 mln dolarów na zapewnienie dostaw energii na Ukrainę. Litewskie Ministerstwo Obrony ogłosiło pakiet pomocy wojskowej o wartości 41 milionów euro, który obejmie amunicję do granatników Carl Gustaf, karabiny, zestawy radarów nadzoru morskiego, amunicję kalibru 5,56 mm, generatory, systemy przeciwdronowe i wyrzutnie NASAMS. W ramach kolejnego pakietu pomocy wojskowej Niemcy przekazały Ukrainie rakiety Patriot, osiem systemów wykrywania dronów i 40 dronów rozpoznawczych RQ-35 Heidrun. Z kolei Pentagon ogłosił, że we wrześniu w Teksasie i Arizonie rozpocznie się szkolenie ukraińskich pilotów na samolotach F-16, pod przewodnictwem 162. Skrzydła Powietrznej Gwardii Narodowej.
Amerykański senator Lindsey Graham, przebywający z wizytą w Kijowie, ocenił, że „przekazaliśmy Ukrainie w ramach pomocy wojskowej mniej niż 3% rocznego budżetu zbrojeniowego [USA], lecz to wystarczyło, żeby siły ukraińskie zniszczyły połowę rosyjskiej armii”. Stwierdził również, że wsparcie Ukrainy było „najlepszą inwestycją w amerykańskie bezpieczeństwo w historii”.

### 25 sierpnia
Rzecznik SG Ukrainy Andrij Kowaliow podał, że oddziały ukraińskie odnosiły sukcesy na froncie południowym na kierunkach Nowodanyliwka–Nowoprokopiwka i Mała Tokmaczka–Oczeretuwate, gdzie kontynuowano ataki w kierunku Melitopola. Na kierunku Bachmutu Ukraińcy prowadzili atak na południe od miasta. Według CNN mnożyły się oznaki, że siły ukraińskie przeniknęły przez pierwszą linię rosyjskiej obrony w obwodzie zaporoskim i powiększały klin w kierunku strategicznie ważnego miasta Tokmak. Jeden z blogerów wojennych stwierdził, że wojska ukraińskie umocniły się w Robotyne i „atakowały Nowoprokopiwkę, która była pod intensywnym ostrzałem” oraz jednocześnie zaatakowali w okolicach wsi Werbowe.
Sztab Ukrainy podał, że kontynuowano ofensywę w kierunku Melitopola, okopując się na zajętych obszarach i atakując ogniem kontrbateryjnym. Rosjanie atakowali w kierunkach Łymanu, Bachmutu, Awdijiwki, Marjinki i Szachtarska, gdzie odparto ponad 40 ataków. W kierunku łymańskim siły rosyjskie prowadziły nieudane ataki w rejonie Nowojehoriwki i Biłohoriwki. W kierunku bachmuckim prowadzono bezskuteczne ataki w pobliżu Orichowo-Wasyliwki, Iwaniwskiego i Kliszczijiwki. W kierunkach awdijiwskim i marjińskim Ukraińcy odparli ataki w okolicy Perwomajskiego i Marjinki. W kierunku szachtarskim odparto ataki rosyjskie w rejonie Wuhłedaru. W ciągu doby armia rosyjska przeprowadziła dwa ataki rakietowe, 62 naloty i 89 ostrzałów na pozycje ukraińskie i tereny zaludnione (odnotowano zabitych i rannych wśród cywilów oraz zniszczoną infrastrukturę). Ukraińskie lotnictwo dokonało 12 nalotów na miejsca koncentracji i jeden na przeciwlotniczy system rakietowy, z kolei artyleria zniszczyła przeciwlotniczy zestaw rakietowy i trzy jednostki artylerii. Ponadto Rosjanie umieszczali personel wojskowy w budynkach cywilnych, wykorzystując ludność cywilną jako żywe tarcze. 23 sierpnia do wsi Osypenko przybyło 1500 żołnierzy rosyjskich narodowości buriackiej, których zakwaterowano w domach cywilnych z lokalnymi mieszkańcami i na terenie miejscowego szpitala.
Ukraińskie wojsko we współpracy z SBU przeprowadziło atak dronem na 126 Brygadę Obrony Wybrzeża Floty Czarnomorskiej stacjonującą w Perewalne w rejonie symferopolskim na Krymie. Według doniesień trafiono w skład amunicji, a „dziesiątki” rosyjskich żołnierzy zostały zabitych i rannych. Rosyjskie Ministerstwo Obrony stwierdziło, że zniszczono 42 ukraińskie drony nad Krymem (dziewięć zestrzeliła obrona przciwlotnicza, a 33 zneutralizowano za pomocą walki elektronicznej), a zmodyfikowana rakieta S-200 została zestrzelona nad Obninskiem w obwodzie kałuskim co wymusiło tymczasowe zamknięcie lotnisk Wnukowo i Domodiedowo w Moskwie. Wybuchy odnotowano także w obwodzie tulskim.
W nocy ukraińska obrona przeciwlotnicza zniszczyła cztery rosyjskie rakiety (dwa pociski Ch-59 i dwa Kalibry) i drona Shahed 136. Rakiety Ch-59 wystrzelono z samolotów Su-34 znad Morza Czarnego, dwie rakiety manewrujące Kalibr ze statku rakietowego z Morza Azowskiego, a drona z kierunku Primorsko-Achtarska. Ok. 3:44 odnotowano atak na obwód odeski, gdzie siły rosyjskie próbowały uderzyć pociskami Kalibr w obiekty w regionie. Wszystkie rakiety zostały zestrzelone. Władze lokalne poinformowały, że siły rosyjskie w ciągu 24h zaatakowały ponad 100 miejscowości w siedmiu obwodach Ukrainy, zabijając pięciu cywilów (w obwodach zaporoskim, dniepropetrowskim i charkowskim) i raniąc co najmniej czterech kolejnych. Obwód zaporoski został ostrzelany 86 razy za pomocą wyrzutni rakiet, artylerii, dronów, rakiet i nalotów, z kolei obwód chersoński ostrzelano 74 razy z użyciem wyrzutni rakiet, moździerzy, czołgów i amunicji krążącej.
Według ISW Ukraińcy kontynuowali kontrofensywę pod Robotynem i posunęli się naprzód, podczas gdy niektóre źródła rosyjskie skarżyły się, że wojska rosyjskie nie były w tym regionie wzmacniane i nie przechodziły rotacji. Siły ukraińskie przeprowadziły ofensywę na co najmniej dwóch odcinkach frontu i według doniesień posunęły się naprzód w zachodnim obwodzie zaporoskim. Siły rosyjskie przeprowadziły ataki na linii Kupiańsk–Swatowe–Kreminna, w pobliżu Bachmutu i na linii Awdijiwka–Donieck oraz w zachodnim obwodzie zaporoskim, robiąc postępy na niektórych obszarach. Ponadto władze rosyjskie prawdopodobnie stwarzały warunki umożliwiające sfałszowanie wyników wyborów regionalnych we wrześniu 2023 roku. Brytyjskie MON podało, że ukraińska kontrofensywa wywarła presję na Rosjan w Bachmucie i na południu Ukrainy, jednak rosyjska Zachodnia Grupa Wojsk kontynuowała ataki na niewielką skalę w sektorze Kupiańsk–Łyman i poczyniła tam ograniczone lokalne postępy. W miarę jak Ukraińcy stopniowo wyzwalali tereny na południu, założenia doktryny wojskowej Rosji kazały przypuszczać, że będzie próbowała odzyskać inicjatywę przez powrót do ofensywy na poziomie operacyjnym, a sektor Kupiańsk–Łyman był jednym z potencjalnych obszarów. Zdaniem Ministerstwa „istniała realna możliwość, że Rosja zintensyfikuje ataki na osi Kupiańsk–Łyman w ciągu najbliższych dwóch miesięcy, prawdopodobnie w celu przejścia na zachód do rzeki Oskoł i utworzenia strefy buforowej wokół obwodu ługańskiego”.
Według OSW 22–25 sierpnia trwały ciężkie walki na froncie zaporoskim. Ukraińcy przesuwali się w kierunku Nowoprokopiwki, Werbowego oraz wzgórz położonych pomiędzy nimi. W opinii rosyjskich blogerów wojennych sytuacja walczących w tym rejonie oddziałów 58 Armii była trudna; według źródeł ukraińskich Rosjanie zaangażowali do walki swoje odwody. Prawdopodobnie w rejon Nowoprokopiwki ściągnięto również część oddziałów z 19 Dywizji Strzelców Zmotoryzowanych. Ciężkie wali trwały pod Bachmutem, gdzie obie strony wykazywały inicjatywę i próbowały poprawić swoje położenie, wyprowadzając lokalne ataki. Mimo tego przebieg linii frontu w tym rejonie nie uległ większym zmianom w ostatnich dniach. To samo dotyczyło sytuacji pod Kupiańskiem; pomimo przewagi w dronach i artylerii Rosjanom nie udało się zepchnąć Ukraińców z pozycji w okolicach Syńkiwki w kierunku drogi Kupiańsk–Swatowe.
Prokuratura Generalna Ukrainy podała, że w godzinach wieczornych w obwodzie żytomierskim na niebie zderzyły się dwa szkolno-bojowe samoloty L-39. W katastrofie lotniczej zginęło wszystkich trzech pilotów. Wśród nich był Andrij Pilszczykow (pseudonim „Juice”), który brał udział w walkach powietrznych podczas bitwy o Kijów i był znany z udzielania wywiadów, w których opowiadał się za dostawą na Ukrainę myśliwców F-16.
Putin podpisał dekret nakazujący Grupie Wagnera i innym bojownikom paramilitarnym złożenie „przysięgi wierności” państwu rosyjskiemu.

### 26 sierpnia
Ukraiński SG poinformował, że kontynuowano ofensywę w kierunku Melitopola, okopując się na zajętych obszarach i atakując ogniem kontrbateryjnym. FR atakowała w kierunkach Łymanu, Bachmutu, Awdijiwki i Marjinki, gdzie odparto ponad 40 ataków. W kierunku łymańskim Rosjanie prowadzili nieudane ataki w rejonie Nowojehoriwki. W kierunku bachmuckim prowadzono bezskuteczne ataki w pobliżu Orichowo-Wasyliwki i Kliszczijiwki. W kierunkach awdijiwskim i marjińskim Ukraińcy odparli ataki w okolicy Stepowego i Marjinki. W ciągu dnia Rosjanie przeprowadzili pięć ataków rakietowych, 45 nalotów i 67 ostrzałów na pozycje ukraińskie i tereny zaludnione (odnotowano zabitych i rannych wśród cywilów oraz zniszczoną infrastrukturę). Ukraińskie lotnictwo dokonało dwóch nalotów na punkty kontrolne, 12 na miejsca koncentracji i dwa na przeciwlotnicze systemy rakietowe; artyleria zaatakowała dwa kompleksy rakiet przeciwlotniczych, obszar koncentracji i cztery jednostki artylerii. Ukraiński dowódca o pseudonimie „Kombat” w rozmowie z Reuters stwierdził, że Ukraińcy walczący pod Robotyne byli przekonani, że przedarli się przez najtrudniejszą linię obrony na południu kraju i teraz pójdą naprzód szybciej. Dodał także: „Nie zatrzymujemy się tutaj. Mamy przed sobą Berdiańsk i dalszą drogę. Od razu wyjaśniłem to moim żołnierzom: naszym celem nie jest Robotyne, a Morze Azowskie”.
O 10:30 wojska rosyjskie ostrzelały kawiarnię we wsi Podoły w rejonie kupiańskim, w wyniku czego dwie osoby zginęły, a jedna została ranna. Lokalna administracja wojskowa podała, że Rosjanie przeprowadzili (za pomocą moździerzy, dronów, artylerii i granatników) 28 ataków na 10 miejscowości w obwodzie sumskim, powodując łącznie 147 eksplozji.
Po godzinie 2:00 w Rosji został zestrzelony dron w rejonie istrińskim niedaleko Moskwy, co spowodowało tymczasowe zamknięcie moskiewskich lotnisk Wnukowo, Domodiedowo i Szeremietiewo. Gubernator obwodu biełgorodzkiego stwierdził, że w pobliżu wsi Kupino zestrzelono drona, ukraiński ostrzał uszkodził budynki i ranił cztery osoby we wsi Urazowo, a z kolei inny dron zabił jedną osobę we wsi Szczetinówce. Do ataku dronem doszło także w obwodzie briańskim.
W opinii ISW siły ukraińskie prawdopodobnie przybliżały się do drugiej linii rosyjskich umocnień na południu Ukrainy, która może być słabsza niż pierwsza, ale nadal może stanowić poważne wyzwanie. Instytut stwierdził, że „pozycje obronne, przez które Ukraińcy się przesuwali, składały się ze zwartych warstw pól minowych i fortyfikacji, a wojska rosyjskie zaangażowały do ich utrzymania znaczne zasoby ludzkie i sprzętowe. Obecnie siły ukraińskie mają przed sobą linię rosyjskich pozycji obronnych, które składają się z bardziej przylegających do siebie rowów przeciwczołgowych, zapór w formie "zębów smoka" i dodatkowych pól minowych”. Tymczasem Ukraińcy zrobili dalsze taktycznie znaczące postępy w zachodnim obwodzie zaporoskim, a kilka źródeł ukraińskich i rosyjskich podało, że wojska ukraińskie posuwały się naprzód poprzez, zdaniem źródeł ukraińskich i amerykańskich, serię przygotowanych rosyjskich pozycji obronnych, która mogą stanowić najtrudniejsze wyzwanie. Ukraińskie źródła wskazały, że Rosjanie przerzucili stosunkowo elitarną formację z rejonu Kreminnej do rejonu Robotyne w obwodzie zaporoskim. Z kolei siły rosyjskie przeprowadziły ataki na linii Kupiańsk–Swatowe–Kreminna, w pobliżu Bachmutu, na linii Awdijiwka–Donieck oraz w zachodnim obwodzie donieckim, ale nie dokonały żadnych potwierdzonych postępów.
Brytyjskie Ministerstwo Obrony podało, że na Morzu Czarnym dochodzi do potyczek sił morskich i powietrznych wokół strategiczych platform gazowych i naftowych położonych między Krymem i Odessą. Od czasu inwazji Rosji Ukraina zaatakowała kilka platform kontrolowanych przez siły rosyjskie, a zarówno Rosja, jak i Ukraina okresowo je zajmowały. Zdaniem Ministerstwa „platformy zapewniały kontrolę nad cennymi zasobami węglowodorów. Jednak podobnie jak położona na zachodzie Wyspa Wężowa, mogą być wykorzystywane jako wysunięte przyczółki, lądowiska dla helikopterów i miejsca rozmieszczania systemów rakietowych dalekiego zasięgu”.
Okręt pływający pod banderą Liberii Primus wypłynął z Odessy do Warny w Bułgarii, będąc drugim statkiem, który to zrobił w ramach tymczasowego korytarza wprowadzonego przez Ukrainę na Morzu Czarnym.

### 27 sierpnia
Wiceminister obrony Hanna Malar oświadczyła, że armia ukraińska wyzwoliła wieś Robotyne w obwodzie zaporoskim i nacierała na wsie Nowoprokopiwka, Mała Tokmaczka i Oczeretuwate dalej na południe. Dodała również, że w ciągu tygodnia na kierunku Bachmutu siły ukraińskie wyzwoliły 1 km² terytorium wokół miasta (ogółem na tym kierunku odbito już 44 km²).
Ukraiński Sztab podał, że kontynuowano ofensywę w kierunku Melitopola, okopując się na zajętych obszarach i atakując ogniem kontrbateryjnym. Rosja atakowała w kierunkach Łymanu, Bachmutu i Marjinki, gdzie odparto do 34 ataków. W kierunku łymańskim siły rosyjskie prowadziły nieudane ataki w rejonie Nowojehoriwki. W kierunku bachmuckim prowadzono bezskuteczne ataki w pobliżu Kliszczijiwki. W kierunku marjińskim Ukraińcy odparli ataki w okolicy Marjinki. W ciągu 24h Rosja przeprowadziła 11 ataków rakietowych, 48 nalotów i 54 ostrzały na pozycje ukraińskie i tereny zaludnione (odnotowano zabitych i rannych wśród cywilów oraz zniszczoną infrastrukturę). Ukraińskie lotnictwo dokonało 10 nalotów na miejsca koncentracji i jeden na przeciwlotniczy system rakietowy, a artyleria ostrzelała magazyn amunicji, cztery jednostki artylerii i dwie stacje walki radioelektronicznej.
Według doniesień, w nocnym ukraińskim ataku na lotnisko w obwodzie kurskim wystrzelono 16 dronów, w wyniku czego zniszczone zostały cztery myśliwce Su-30 i jeden MiG-29. Trafiono także w kompleks radarowy S-300 i dwa systemy rakietowe Pancyr-S1. Gubernator Roman Starowojt stwierdził, że w Rosji dron wleciał w budynek mieszkalny w Kursku, powodując niewielkie uszkodzenia; nie odnotowano ofiar.
Dowództwo Sił Powietrznych Ukrainy poinformowało, że w nocy zestrzelono cztery rosyjskie rakiety manewrujące Ch-101/Ch-55/Ch-555 nad środkową i północną Ukrainą. Spadające szczątki rakiet zraniły dwie osoby oraz uszkodziły 10 domów prywatnych we wsi Rulyków w obwodzie kijowskim. Ministerstwo Obrony FR stwierdziło, że przeprowadzono nalot na lotnisko w pobliżu wsi Pinczuki. Według gubernatorów obwodów dwie osoby zginęły, a jedna została ranna w wyniku rosyjskich ostrzałów w obwodach charkowskim i chersońskim. Gubernator Ołeh Siniehubow podał, że o 13:00 siły rosyjskie zaatakowały wieś Odnorobiwka w rejonie bogoduchowski przy użyciu wyrzutni rakiet, zabijając jedną kobietę. Z kolei gubernator Ołeksandr Prokudin poinformował, że ok. 12:40 Rosjanie ostrzelali wioskę Wiriwka w obwodzie charkowskim, zabijając kobietę i raniąc jedną osobę.
ISW ocenił, że siły ukraińskie posunęły się naprzód na granicy obwodu donieckiego i zaporoskiego oraz w zachodnim obwodzie zaporoskim w ramach kontrofensywy. Ukraińcy atakowali w kierunku kolejnych rosyjskich linii obronnych w pobliżu Werbowego na froncie zaporoskim. Z kolei wojska rosyjskie przeprowadziły ataki na linii Kupiańsk–Swatowe–Kreminna, w pobliżu Bachmutu, na linii Awdijiwka–Donieck oraz w zachodnim obwodzie donieckim, ale nie dokonały żadnych potwierdzonych postępów. Ponadto władze kontynuowały wysiłki mające na celu zmuszenie migrantów i cudzoziemców mieszkających w Rosji do wzięcia udziału w wojnie na Ukrainie w zamian za obywatelstwo rosyjskie.
Brytyjski dziennik The Guardian podał, że dowódca ukraińskiej armii generał Wałerij Załużny spotkał się 15 sierpnia br. na „naradzie wojennej” z przedstawicielami NATO, generałem Christopherem Cavoli i dowódcą brytyjskich SZ admirałem Tonym Radakinem, w nieujawnionym miejscu na granicy z Polską. Według gazety „celem 5-godzinnego spotkania była pomoc w przeformułowaniu strategii wojskowej Ukrainy – na pierwszym miejscu znalazło się pytanie, co zrobić z zamierającym postępem ukraińskiej kontrofensywy, a także plany bitewne na wyczerpującą zimę oraz długoterminowa strategia”.
Brytyjskie MON podało, że Rosja prawdopodobnie odwołała ćwiczenia wojskowe „Zapad 2023”, które miały odbyć się we wrześniu tego roku. Decyzja Moskwy była spowodowana zbyt małą liczbą żołnierzy oraz sprzętu. Zdaniem Ministerstwa „straty wojsk rosyjskich na Ukrainie pokazały, że ćwiczenia miały ograniczoną wartość szkoleniową i w dużej mierze miały charakter wyłącznie pokazowy”.

### 28 sierpnia

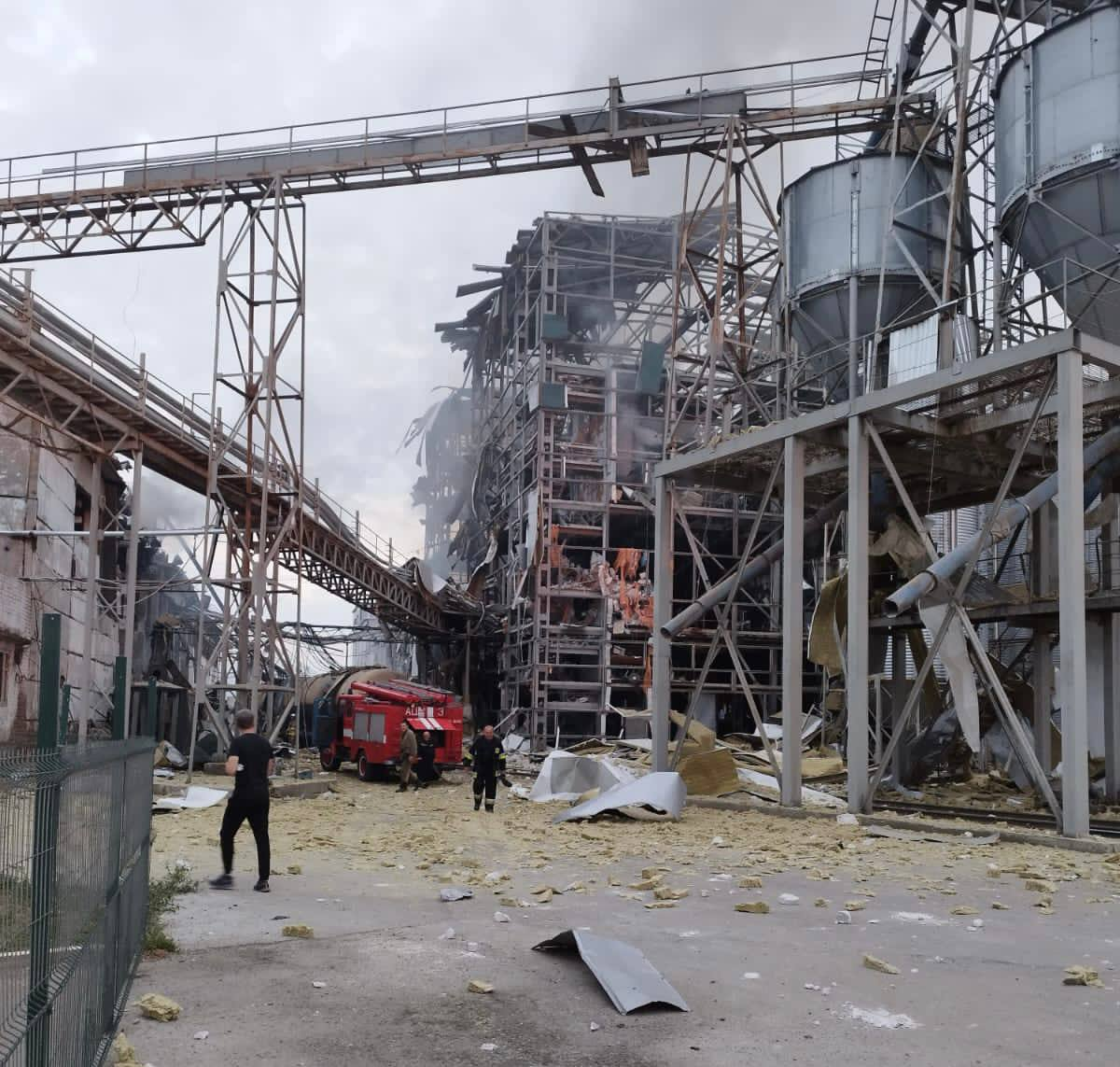
Olejarnia w Hoholewe (obwód połtawski) po nocnym rosyjskim ataku rakietowym; cztery osoby zginęły, a pięć zostało rannych.

SG Ukrainy podał, że kontynuowano ofensywę w kierunku Melitopola, okopując się na zajętych obszarach i atakując ogniem kontrbateryjnym. Armia rosyjska atakowała w kierunkach Łymanu, Bachmutu, Awdijiwki i Marjinki, gdzie odparto do 32 ataków. W kierunku marjińskim Ukraińcy odparli ataki w okolicy Marjinki. Na pozostałych kierunkach Rosjanie atakowali głównie za pomocą nalotów i ostrzałów. W ciągu doby FR przeprowadziła osiem ataków rakietowych, 47 nalotów i 39 ostrzałów na pozycje ukraińskie i tereny zaludnione (odnotowano zabitych i rannych wśród cywilów oraz zniszczoną infrastrukturę). Ukraińskie lotnictwo dokonało ośmiu nalotów na miejsca koncentracji, jeden na stanowisko dowodzenia i trzy na przeciwlotnicze systemy rakietowe; artyleria uderzyła w dwa punkty kontrolne, system przeciwlotniczy i dwie jednostki artylerii. Ponadto Rosjanie kontynuowali przymusowe paszportowanie ludności terytorium obwodu chersońskiego. W miejscowości Czapłynka administracja okupacyjna zażądała od miejscowych mieszkańców uzyskania rosyjskich paszportów do 1 września tego roku. W przypadku niespełnienia tego wymogu grożono konfiskatą nieruchomości. Ponadto od 23 sierpnia br. Rosjanie przeprowadzali rewizje mające na celu eksmisję obywateli i przywłaszczenie ich mienia.
Rosja przeprowadziła nocny atak rakietowy na olejarnię w Hoholewe w obwodzie połtawskim, zabijając cztery osoby i raniąc pięć kolejnych. Do ataku rakietowego doszło także nad ranem w Krzywym Rogu, gdzie według doniesień zniszczeniu lub uszkodzeniu uległo osiem obiektów. Ukraińskie Siły Powietrzne podały, że zestrzelono cztery z sześciu rakiet, w tym dwa z czterech pocisków Kalibr i dwa Ch-59. Władze regionalne podały, że w rosyjskich atakach na Ukrainę zginęło sześciu cywilów (w obwodach donieckim i chersońskim), a 11 zostało rannych.
Rosyjskie Ministerstwo Obrony stwierdziło, że zestrzelono dwa drony i rakietę manewrującą nad Krymem, a także cztery drony nad obwodami biełgorodzkim i briańskim. Tego samego dnia urzędnicy rosyjscy poinformowali o zestrzeleniu drona lecącego w kierunku Moskwy nad Lubiercami w obwodzie moskiewskim, na południowy wschód od stolicy. Federalna Agencja Transportu Lotniczego ogłosiła tymczasowe ograniczenia w funkcjonowaniu trzech stołecznych portów lotniczych. Ministerstwo Obrony Rosji stwierdziło, że drony prawdopodobnie będą badać moskiewską obronę przeciwlotniczą pod różnymi kątami.
W opinii ISW rosyjskie dowództwo wykorzystywało jednostki powietrznodesantowe do obrony pozycji zagrożonych podczas ukraińskiej kontrofensywy, co osłabiło potencjał ofensywny sił rosyjskich. Instytut stwierdził, że pododdziały niemal wszystkich formacji powietrznodesantowych działały na terenach objętych ukraińską kontrofensywą, co wskazywało na to, że Rosjanie wykorzystywali stosunkowo elitarne jednostki do wzmacniania krytycznych odcinków frontu. Ukraiński wywiad stwierdził, że siły rosyjskie mogły w niewielkim stopniu uzupełnić swoje zapasy precyzyjnych rakiet latem 2023 roku. Ukraińscy urzędnicy podali, że Rosjanie mogą wznowić szerszą kampanię przeciwko ukraińskiej infrastrukturze krytycznej jesienią 2023, jednak z użyciem mniejszej liczby rakiet i większej liczby dronów. Tymczasem wojska rosyjskie przeprowadziły ataki na linii Kupiańsk–Swatowe–Kreminna, w pobliżu Bachmutu, na linii Awdijiwka–Donieck oraz w zachodnim obwodzie donieckim, ale nie dokonały żadnych potwierdzonych postępów.

### 29 sierpnia
Rzeczniczka Dowództwa Operacyjnego Południe Natalia Humeniuk podała, że Rosjanie wycofywali się po przełamaniu linii obrony przez siły ukraińskie w obwodzie zaporoskim, twierdząc, że „siły ukraińskie posuwały się naprzód, a przeciwnik się wycofywał, przenosząc się na inne tereny”. Jej zdaniem „kiedy trwało już bezpośrednie natarcie [ukraińskich] wojsk, wróg nie miał już szans na wzmocnienie złamanej obrony”.
Sztab Ukrainy podał, że kontynuowano ofensywę w kierunku Melitopola, okopując się na zajętych obszarach i atakując ogniem kontrbateryjnym. Rosja koncentrowała się na atakach w kierunkach Łymanu, Bachmutu i Marjinki, gdzie odparto do 35 ataków. W kierunku łymańskim siły rosyjskie prowadziły nieudane ataki w pobliżu Nowojehoriwki i Biłohoriwki. W kierunku bachmuckim prowadzono bezskuteczne ataki w rejonie Bohdaniwki, Kurdiumiwki i Ozarjaniwki. W kierunku marjińskim Ukraińcy odparli ataki w okolicy Marjinki i Nowomychajliwki. W ciągu 24h Rosjanie przeprowadzili pięć ataków rakietowych, 60 nalotów i 68 ostrzałów na pozycje ukraińskie i tereny zaludnione (odnotowano zabitych i rannych wśród cywilów oraz zniszczoną infrastrukturę). Lotnictwo Ukrainy dokonało ośmiu nalotów na miejsca koncentracji i cztery na przeciwlotnicze systemy rakietowe, natomiast artyleria zniszczyła obszar koncentracji wojsk i system TOS-1A.
Ukraińskie władze poinformowały, że prorosyjski rząd na Krymie przygotowywał nową falę mobilizacji miejscowej ludności do armii rosyjskiej, m.in. tworząc punkty mobilizacyjne w miastach na Krymie, w tym jeden działał już w Ałuszcie. Według doniesień Rosja planowała zmobilizować do 30 tys. osób i wezwać na Krym 10 tys. żołnierzy powołanych do wojska wcześniej. Dowódca SZ Ukrainy generał Serhij Najew stwierdził, że sytuacja na granicy ukraińsko-białoruskiej była pod pełną kontrolą sił ukraińskiej, lecz nie można było wykluczyć prowokacji lub dywersji ze strony przeciwnika. Dodał także, że „wszystkie rosyjskie jednostki zostały całkowicie wycofane z Białorusi i znajdowały się w rezerwie zgrupowania rosyjskiego, którego elementy prowadziły ofensywę na kierunku kupiańsko–łymańskim”.
Gubernator Ołeh Syniehubow poinformował, że 45-letni mężczyzna zginął, a kolejny został ranny, w wyniku rosyjskiego ostrzału Kupiańska. Podczas ataku uszkodzono zakład mięsny, apartamentowiec i dom prywatny. Lokalne władze poinformowały, że w efekcie rosyjskiego nalotu na Olhiwkę 75-letni mężczyzna został ranny, a dwóch mężczyzn zginęło w wybuchu miny lądowej w pobliżu wsi Sadowe. Ukraińskie Ministerstwo Reintegracji Ziem Czasowo Okupowanych nakazało obowiązkową ewakuację dzieci, ich rodziców lub opiekunów oraz osób z ograniczoną niepełnosprawnością z osiedli Hulajpole, Jehoriwka, Preobrażenka, Stepnohirśk i Nowopawliwka w obwodzie zaporoskim, powołując się na pogarszający się stan bezpieczeństwa i rosyjskie ataki.
Ministerstwo Obrony Rosji stwierdziło, że w nocy zestrzelono dwa drony nad obwodem tulskim. Wcześniej podano, że nad obwodem biełgorodzkim zestrzelono kolejne dwa drony. Gubernator obwodu briańskiego Aleksandr Bogomaz powiedział, że SZ Ukrainy ostrzelały Klimowo za pomocą wyrzutni rakietowych BM-21 Grad, w wyniku czego zginęło dwóch cywilów. Ministerstwo Obrony Rosji poinformowało o pierwszym przypadku przechwycenia ukraińskiego pocisku przeciwokrętowego R-360 Neptun przez obronę przeciwlotniczą.
W ocenie ISW siły ukraińskie poczyniły postępy w rejonie Bachmutu i niedawno zdobytej wsi Robotyne w zachodnim obwodzie zaporoskiego. Rzecznik ukraińskiego Zgrupowania Tauryda Ołeksandr Sztupun poinformował, że Ukraińcy umacniali się na pozycjach w Robotyne i rozminowywali teren, dodając, że armia ukraińska może przerzucić więcej jednostek w ten rejon, co da jej większe możliwości manewrowania na tym odcinku frontu. Z kolei wojska rosyjskie przeprowadziły ataki na linii Kupiańsk–Swatowe–Kreminna, w pobliżu Bachmutu, na linii Awdijiwka–Donieck oraz na granicy obwodu donieckiego i zaporoskiego, ale nie dokonały żadnych potwierdzonych postępów.
Według OSW siły ukraińskie kontynuowały próby przełamania obrony rosyjskiej na południe od Orichiwa. Wbrew doniesieniom Kijowa o zajęciu wsi Robotyne wciąż toczyły się o nią walki. Według doniesień niektórych korespondentów wojennych w wyniku kontrataków Rosjan środkowa część zniszczonej miejscowości znajdowała się w strefie niczyjej. Ukraińcy poszerzyli obszar kontrolowany pomiędzy Robotynem a leżącym na wschód od niego Werbowem, zbliżając się do drugiej z miejscowości. Rosjanie nie poczynili znaczących postępów na południowy wschód od Kupiańska. 25 sierpnia dowódca wojsk lądowych generał Ołeksandr Syrski określił sytuację na kierunkach Kupiańska i Łymanu jako napiętą. Zaznaczył także, że po miesiącu zaciekłych walk i poniesieniu dużych strat Rosjanie przegrupowali siły, jednocześnie kierując z terytorium FR nowo sformowane dywizje i brygady. Zmniejszyła się intensywność działań obu stron na pozostałych kierunkach.
Stany Zjednoczone ogłosiły kolejny pakiet pomocy wojskowej dla Ukrainy o wartości 250 milionów dolarów, który obejmował m.in. pociski AIM-9 Sidewinder dla obrony przeciwlotniczej, amunicję do M142 HIMARS, pociski artyleryjskie 155 mm i 105 mm, broń i amunicję przeciwpancerną (m.in. Javelin), rakiety Hydra 70, opancerzone pojazdy medyczne i ambulanse HMMWV oraz sprzęt do usuwania min. Korea Południowa przekaże Ukrainie w 2024 roku pomoc finansową w wysokości 394 milionów dolarów m.in. na odbudowę infrastruktury i pomoc humanitarną.

### 30 sierpnia

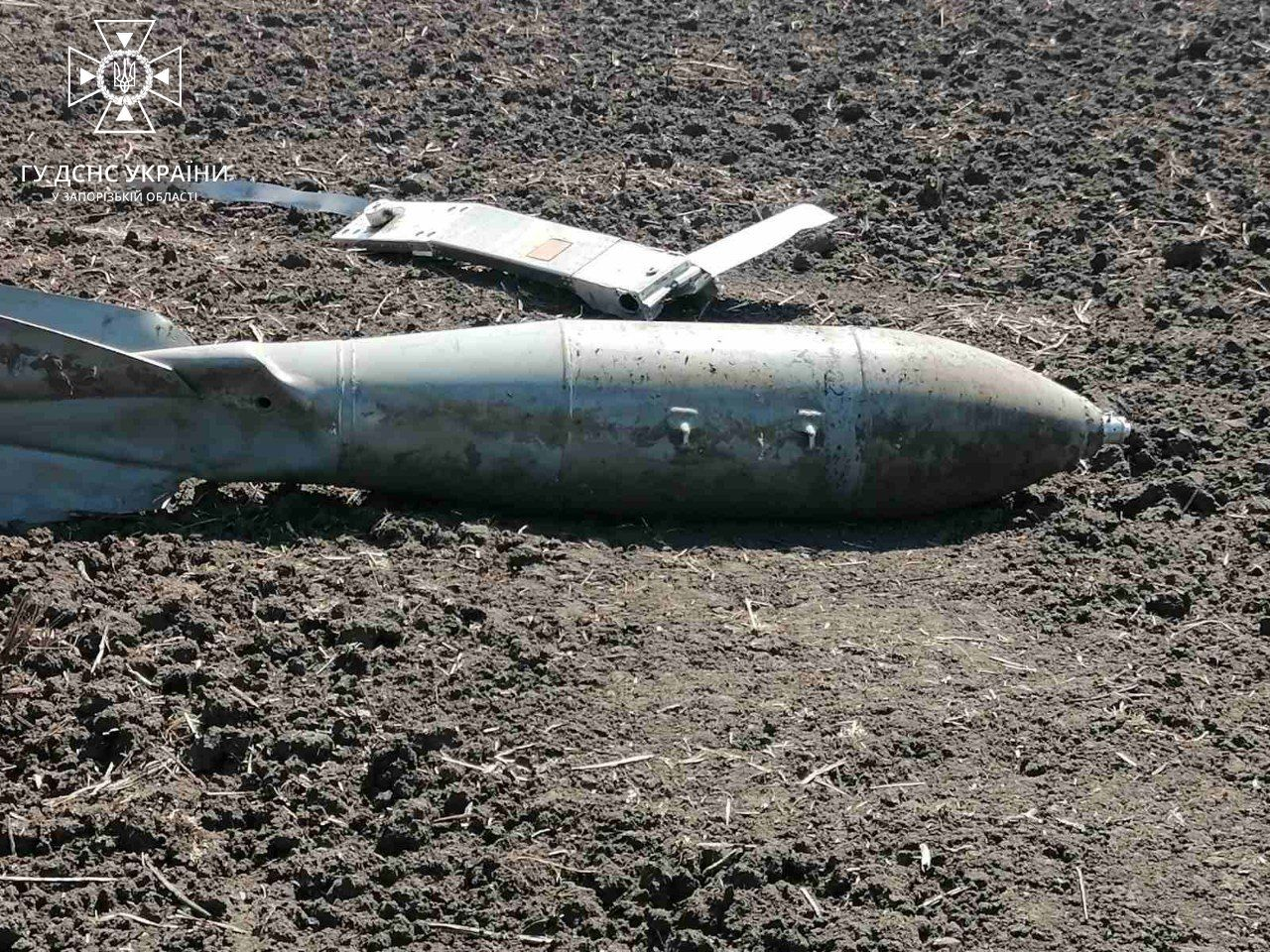
DSNS usuwało niewybuch kierowanej bomby lotniczej zidentyfikowanej jako FAB-500, znalezionej w obwodzie zaporoskim.

SG Ukrainy podał, że siły ukraińskie w dalszym ciągu zdobywały przewagę w pobliżu wyzwolonej wsi Robotyne. Ukraińcom udało się przedostać w kierunku Nowoprokopiwki (niecałe 4 km na południe od Robotyne) i Werbowego (10 km na wschód od Robotyne). Generał Ołeksandr Syrski poinformował, że najcięższe walki toczyły się w okolicach Rajhorodoka i Kowaliwki na kierunku kupiańsko-łymańskim, gdzie Rosjanie mimo ponoszonych strat usiłowali przerwać linię ukraińskiej obrony, wykorzystując sprzęt opancerzony; jednocześnie przegrupowywali swoje siły i ściągali nowe jednostki z Rosji. Według korespondenta wojennego Bild Juliana Röpcke „ukraińska armia przełamała główną rosyjską linię obrony »linię Surowikina« i zbliżała się do wsi Werbowe w obwodzie zaporoskim”, dodając, że „zęby smoka powstrzymywały ukraińskich żołnierzy tylko przez ok. 24 godziny”. Następnie w sieci pojawiło się nagranie, na którym Rosjanie ostrzeliwali siły ukraińskie. Dzięki geolokalizacji ustalono, że Ukraińcy znajdowali się wówczas za „linią Surowikina”, co potwierdziło doniesienia dziennikarza.
Ukraiński SG oświadczył, że kontynuowano ofensywę w kierunku Melitopola, okopując się na zajętych obszarach i atakując ogniem kontrbateryjnym. FR atakowała w kierunkach Łymanu, Bachmutu, Marjinki, Szachtarska i Zaporoża, gdzie odparto do 40 ataków. W kierunku łymańskim siły rosyjskie prowadziły nieudane ataki w pobliżu Nowojehoriwki i Biłohoriwki. W kierunku bachmuckim prowadzono bezskuteczne ataki w rejonie Kliszczijiwki i Kurdiumiwki. W kierunkach marjińskim i szachtarskim Ukraińcy odparli ataki w pobliżu Marjinki i Staromajorśkiego. W kierunku zaporoskim prowadzono nieudane ataki w okolicy Werbowego. W ciągu doby Rosja przeprowadziła 31 ataków rakietowych, 66 nalotów i 53 ostrzały na pozycje ukraińskie i tereny zaludnione (odnotowano zabitych i rannych wśród cywilów oraz zniszczoną infrastrukturę). Lotnictwo Ukrainy dokonało 10 nalotów na miejsca koncentracji i cztery na przeciwlotnicze systemy rakietowe, z kolei artyleria ostrzelała obszar koncentracji, punkt kontrolny i stację walki radioelektronicznej.
Według doniesień Ukraina przeprowadziła w ciągu nocy serię ataków dronów na sześć regionów zachodniej Rosji. Jeden z ataków miał miejsce ok. 23:30 i był wymierzony w lotnisko w Pskowie (niedaleko granicy z Łotwą i Estonią), gdzie stacjonuje 334 Pułk Transportowy. Lotnisko zostało zaatakowane przez 10–20 dronów; odnotowano serię eksplozji. Agencja TASS, powołując się na służby ratunkowe, poinformowała o uszkodzeniu czterech wojskowych samolotów transportowych Ił-76, natomiast ukraiński wywiad ogłosił zniszczenie czterech i uszkodzenie dwóch samolotów. Rosyjskie Ministerstwo Obrony podało, że w obwodzie briańskim zestrzelono trzy drony, dwa w obwodzie riazańskim i po jednym w obwodach moskiewskim (lotnisko Wnukowo zostało zamknięte ze względów bezpieczeństwa), kałuskim i orłowskim (szef obwodu orłowskiego poinformował o dwóch zestrzelonych dronach, a szef regionu Kaługa zgłosił dwa). Według władz Briańska i mediów drony próbowały zaatakować lokalną wieżę telewizyjną i skład ropy naftowej „Przyjaźń”. Jeden dron trafił w briańską fabrykę „Silicon EL” (dużego producenta mikroelektroniki wojskowej), w wyniku czego wybuchł pożar. W budynku Komitetu Śledczego obwodu briańskiego uszkodzony został dach i wybite okna. Wieczorem nad obwodem briańskim i Krymem zestrzelono kolejne dwa drony i rakietę. Niezależny rosyjski portal Wiorstka podał, że od początku inwazji siły ukraińskie przeprowadziły ok. dziewięciu udanych ataków na bazy lotnicze na rosyjskich tyłach, Krymie i na Białorusi, w rezultacie czego zniszczono co najmniej 24 samoloty. Z kolei BBC poinformowało, że „od początku roku drony atakowały terytorium Rosji i tymczasowo okupowany Krym ponad 190 razy”.
W godzinach nocnych Rosja przeprowadziła największy od wiosny atak na Ukrainę. Do ataków doszło także w obwodach kijowskim i żytomierskim. Ukraińskie Siły Powietrzne podały, że zestrzelono w sumie 43 z 44 obiektów powietrznych (w tym 28 rakiet Ch-101, Ch-55 i Ch-555 oraz 16 dronów Shahed 136/131) nad obwodami kijowskim, czerkaskim, odeskim, mikołajowskim i żytomierskim. W wyniku ataku dwie osoby zginęły, a co najmniej trzy zostały ranne po tym, jak szczątki spadły na budynek handlowy w dzielnicy szewczenkowskiej w Kijowie; zostały uszkodzone budynki mieszkalne w obwodzie kijowskim i hipermarket Auchan w Kijowie. Prokuratura poinformowała, że w nocy Rosjanie ostrzelali za pomocą S-300 wieś Bahatyr w obwodzie donieckim, zabijając dwóch cywilów i raniąc siedmiu innych; 19 domów zostało uszkodzonych. Ok. 1:00 czasu lokalnego siły rosyjskie zaatakowały wioskę Swarkowe w obwodzie sumskim, zabijając 82-letnią kobietę. Rosjanie atakowali obwód 15 razy, ostrzeliwując osiem hromad; odnotowano co najmniej 34 eksplozje. Według lokalnej administracji w wyniku rosyjskich ataków w obwodzie zaporoskim przy użyciu artylerii, dronów i lotnictwa zginęły trzy osoby, a 20 budynków zostało zniszczonych.
Według rosyjskiego wojska podczas operacji na Morzu Czarnym rosyjski samolot zniszczył cztery ukraińskie łodzie, na których znajdowało się ok. 50 żołnierzy, oraz przechwycono drona morskiego w pobliżu Zatoki Sewastopolskiej na Krymie. Agencja Reuters nie była w stanie samodzielnie potwierdzić tych doniesień, z kolei Siły Operacji Specjalnych Ukrainy uznały to oświadczenie za fałszywe.
Według ISW ukraińska piechota (prawdopodobnie elementy rozpoznawcze) przedostała się na wschód od rosyjskich fortyfikacji polowych w pobliżu Werbowego. Siły ukraińskie przeprowadziły ofensywy na co najmniej dwóch odcinkach frontu i posunęły się w okolicach Bachmutu, na granicy obwodu donieckiego i zaporoskiego oraz w zachodnim obwodzie zaporoskim. Z kolei Rosjanie przeprowadzili ataki na linii Kupiańsk–Swatowe–Kreminna, w pobliżu Bachmutu, na linii Awdijiwka–Donieck, na granicy obwodu donieckiego i zaporoskiego oraz w zachodnim obwodzie zaporoskim; według doniesień posunęli się naprzód na niektórych odcinkach. Ponadto ukraińska grupa partyzancka „Atesz” stwierdziła, że partyzantom udało się zdetonować ładunek wybuchowy w siedzibie partii Jedna Rosja na terenie Nowej Kachowki.
Ukraińskie wojsko ogłosiło, że dwa śmigłowce Mi-8 rozbiły się w pobliżu Bachmutu w obwodzie donieckim, w wyniku czego zginęło sześciu oficerów 18 Samodzielnej Brygady Lotnictwa. Ze względu na realizację działań bojowych okoliczności katastrofy nie zostały podane do publicznej wiadomości. Z kolei ukraińskie media podały, że do zdarzenia doszło w pobliżu Kramatorska.
Niemcy ogłosiły kolejny pakiet pomocy wojskowej dla Ukrainy, który obejmował 10 czołgów Leopard 1A5, radar obserwacji powietrznej TRML-4D, 16 dronów rozpoznawczych Vector, cztery ciężkie ciężarówki 8x8 HX81 do transportu wraz z czterema naczepami, 13 milionów sztuk amunicji do broni strzeleckiej i szpital polowy. Stany Zjednoczone poinformowały, że Rosja formalnie zawarła dwustronne porozumienie z Koreą Północną w sprawie dostaw amunicji artyleryjskiej dla rosyjskiej armii. Ponadto Rosja zmieniła system numerów seryjnych swoich rakiet. Wcześniej numery były podawane w momencie budowy rakiety. Zmiana ta uniemożliwiała ukraińskiemu wywiadowi zliczenie liczby rakiet znajdujących się w rosyjskich zapasach.

### 31 sierpnia

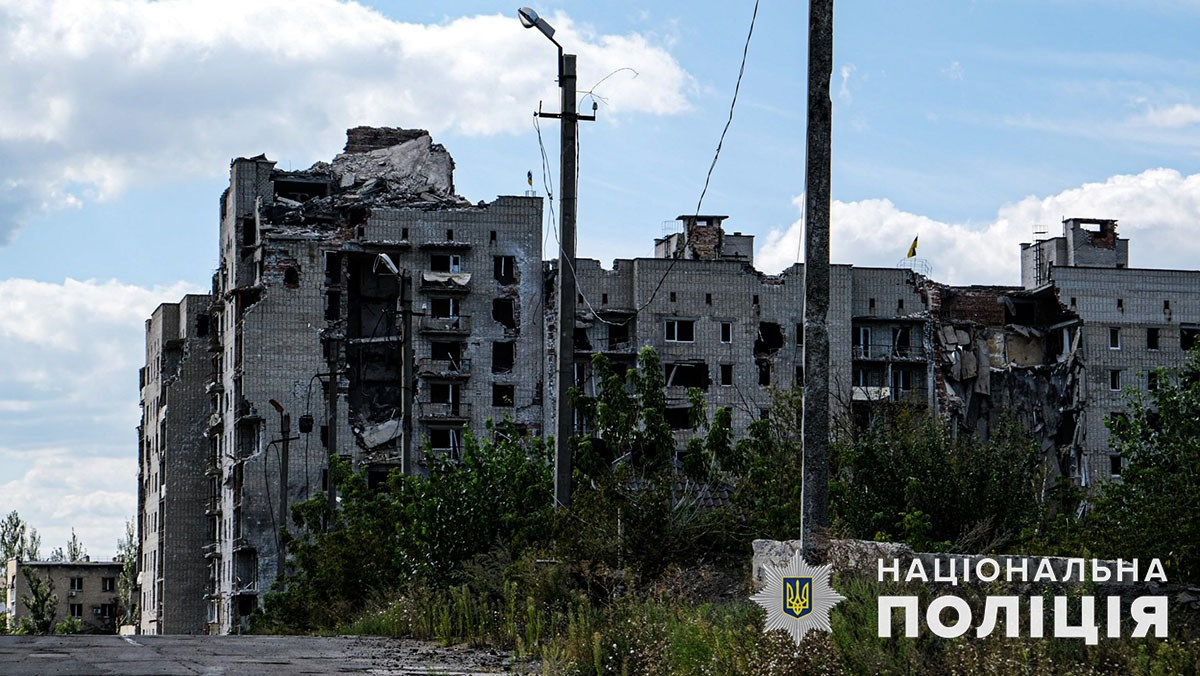
Awdijiwka podczas walk o miasto.

Według rzecznika wojska ukraińskie posuwały się naprzód w stronę wsi Nowoprokopiwka na południe od Robotyne oraz nacierali w stronę Tokmaka i Morza Azowskiego w celu przecięcia rosyjskich linii logistycznych. Wiceminister obrony Hanna Malar podała, że Ukraińcy kontynuowali ofensywy na południowym odcinku frontu, odnosząc sukcesy w rejonie Nowodaniliwki i Nowoprokopiwki, gdzie umacniali się na zdobytych pozycjach. Według niej siły ukraińskie atakowały także na południe od Bachmutu, gdzie trwały zacięte walki w Kliszczijiwce, Kurdiumiwce i Andrijiwce. Z kolei Rosjanie prowadzili bezskuteczne ataki na kierunku łymańskim.
Sztab Ukrainy podał, że kontynuowano ofensywę w kierunku Melitopola, okopując się na zajętych obszarach i atakując ogniem kontrbateryjnym. Rosja koncentrowała się na atakach w kierunkach Łymanu i Marjinki, gdzie odparto ponad 25 ataków. W kierunku łymańskim siły rosyjskie prowadziły nieudane ataki w pobliżu Nowojehoriwki. W kierunku marjińskim siły ukraińskie odparły ataki w pobliżu Marjinki i Nowomychajliwki. W ciągu 24h Rosjanie przeprowadzili jeden atak rakietowy, 44 naloty i 70 ostrzałów na pozycje ukraińskie i tereny zaludnione (odnotowano zabitych i rannych wśród cywilów oraz zniszczoną infrastrukturę). Lotnictwo ukraińskie dokonało 14 nalotów na miejsca koncentracji i cztery na przeciwlotnicze systemy rakietowe, natomiast artyleria zniszczyła jedną jednostkę artylerii i dwie stacje radarowe. Szef Głównego Zarządu Sił Rakietowych, Artylerii i Systemów Bezzałogowych SG Ukrainy generał pułkownik Serhij Baranow stwierdził, że siły ukraińskie osiągnęły równy poziom zdolności przeciwbateryjnej z siłami rosyjskimi. Według niego dostarczana przez NATO artyleria o zasięgu od 30 km do 40 km pozwalała Ukraińcom niszczyć rosyjskie systemy artyleryjskie i zmuszać Rosjan do przesunięcia artylerii dalej od linii frontu.
Lokalne władze poinformowały, że wojska rosyjskie przeprowadziły w ciągu ostatniej doby ataki na osiem obwodów, zabijając dwie osoby (w obwodach donieckim i chersońskim) i raniąc 10 kolejnych. Gubernator Oleksandr Prokudin podał, że obwód chersoński atakowano 61 razy (sam Chersoń 14 razy). Według lokalnych władz wojskowych „w ciągu doby Rosjanie ostrzelali 27 razy obszary przygraniczne i miejscowości obwodu sumskiego. Odnotowano 167 eksplozji”. Ministerstwo Obrony Rosji poinformowało o zestrzeleniu drona nad obwodem moskiewskim. Później Aleksandr Bogomaz podał, że trzy kolejne drony zostały zestrzelone nad obwodem briańskim.
W opinii ISW Ukraińcy kontynuowali kontrofensywę w pobliżu Bachmutu i w zachodnim obwodzie zaporoskim oraz według doniesień posunęli się na obu odcinkach frontu. Z kolei siły rosyjskie kontynuowały ataki na linii Kupiańsk–Swatowe–Kreminna, w pobliżu Bachmutu, wzdłuż linii Awdijwka–Donieck oraz przeprowadziły bezskuteczne kontrataki na granicy obwodu donieckiego i zaporoskiego oraz w zachodnim obwodzie zaporoskim. Według brytyjskiego MON Rosja stosowała coraz większe środki w celu zabezpieczenia mostu Krymskiego, będącego kluczowym zarówno dla logistyki, jak i rosyjskiej symboliki okupacji ukraińskich terytoriów. Rosja wykorzystywała szereg środków obronnych, m.in. generatory dymu, bariery podwodne czy systemy przeciwlotnicze.
Prorosyjskie władze rozpoczęły przedterminowe głosowanie w wyborach samorządowych na okupowanych terenach w obwodach donieckim i zaporoskim, które mają się odbyć 10 września tego roku. Ukraina prosiła mieszkańców zajętych obszarów, aby nie uczestniczyli w wyborach regionalnych.
Prezydent Wołodymyr Zełenski zapowiedział wszczęcie śledztwa w sprawie Ukraińców, którzy unikali poboru do wojska dzięki zwolnieniom lekarskim, powołując się na przypadki płacenia 3000–15 000 dolarów w formie łapówek za zwolnienia. Dodał, że w niektórych obwodach liczba osób wykreślonych z rejestru wojskowego na podstawie decyzji komisji lekarskiej „wzrosła dziesięciokrotnie” od czasu rosyjskiej inwazji.
Prezydent Zełenski powiedział, że jego kraj opracował nową broń, która może razić cele oddalone o 700 km, twierdząc, że: „Zasięg naszej nowej ukraińskiej broni wynosi obecnie 700 km. Zadanie polega na zwiększeniu tej liczby”. Broń została wyprodukowana przez Ministerstwo Przemysłu Strategicznego Ukrainy. Rosyjski urzędnik stwierdził jednakże już wcześniej, że obrona przeciwlotnicza „zneutralizowała niezidentyfikowany obiekt” w obwodzie pskowskim, w tym samym, w którym ukraiński atak uszkodził cztery samoloty Ił-76.